# 靈異教師神眉角色列表
本條目是《靈異教師神眉》的人物列表。
註：原作：童守小學→電視劇：童守高中

## 童守小學5年3班
電視劇改為童守高中2年3班。

### 導師
鵺野鳴介
- 日本配音員：置鮎龍太郎（1996年版／2025年版）、瀧本富士子（少年）
- 台灣配音員：陳進益、魏晶琦（少年）／于正昇（劇場版、OVA版）
- 香港配音員：雷霆
- 電視劇演員：丸山隆平、若山耀人（少年）

生日：7月21日；年齡：25歲 → 32歲（文庫附錄版） → 37歲（逢魔之刻）。
職業：童守小學5年3班導師 → 九州小學教師 → 童守小學5年3班導師
本作故事主角，童守小學五年三班導師，日本唯一的靈能力教師，人稱「神眉」，教授數學。
特徵是兩道濃眉，左手戴著黑色手套。雖然平時只能發揮不到30％的力量；但是當學生遇險時，靈力是「無限大」。父親無限界時空是位知名的靈能力者，年少時母親病故，因為擁有靈力而經常被惡靈侵擾，備受同輩的小孩排擠；經常為鳴介除靈的恩師美奈子，因而成為鳴介年少時期的心靈依靠。但是美奈子卻在某次為鳴介驅除邪靈的過程中喪生，此事亦成為鳴介的內心陰霾。
鳴介剛到童守小學任教的時候，因替一位學生除靈而引出霸鬼，弄至左手粉碎（動畫中左手並沒有粉碎）；幸好霸鬼在地獄吸收了美奈子的鬼魂，神眉以自己與美奈子的靈力把霸鬼封印。從此，霸鬼代替了鳴介的左手。鳴介常用武器除鬼手外，也有白衣觀音經、水晶球、念珠、霸狐（管狐）、犬神等。擅長「陽神之術」。除靈資料來源取自鳥山石燕的畫作。另外原著是轉來的新老師，動畫與電視劇則以正式教師身分登場。
由於每次不幸地弄至窮困，鳴介的居所與食物也很簡單，可以以赤貧來形容：當童守小學沒有供應午餐時，在家三餐幾乎都是吃泡麵，腸胃強健程度甚至連吃下過期餐餚也不會受影響。喜歡甜的食物、紅豆年糕湯、拉麵。學生時代為運動健將，游泳實力有全國第五名的程度。原著裡希望擁有自己的保時捷，因為經費考量以及不會駕駛汽車，買了曾經失事的二手車，由車主的靈體駕駛（後來鄉子將戒指歸還車主後，由於車主成佛導致汽車失速損毀）。對於電玩感到苦手。陽神出竅化名為「陽神明」。
漫畫原著劇情裡，一度被死神奪去性命；後來因為學生們遭遇夜行妖，致使妖怪利用本身的妖力令鳴介復活。後期正式解放美奈子的靈魂，和霸鬼正式和解，並且將霸鬼之妹眠鬼視為自己的義妹。
鳴介相當好色，故事初期暗戀高橋律子；但後來隨著劇情進展，與雪姬患難見真情：不論任何苦難，雪姬都願意為鳴介赴湯蹈火，至死不悔。最後與雪姬結婚，同時轉任九州一所小學教師。婚後分別育有一名獨胎、一對雙胞胎、以及最後誕生的三胞胎。
「鵺」字為日文漢字，一般讀為「夜」，亦代表日本傳說中擁有多樣特徵的妖怪。
NEO篇
原著劇情落幕十年後，於《靈異教師神眉 逢魔之刻》重返童守小學擔任五年三班導師，開導在教學工作受挫的鄉子。但由於霸鬼已於五年前先行返回地獄，現時使用的鬼手實為運用霸鬼殘留靈氣形成，力量只有原來的百分之一。曾為找尋替代的力量而到各地尋找，後因為經過大天狗的指導通過修行，可運用大天狗賜予的「証之寶玉」將鬼手強化為「鬼手·NEO」。故事中期，和雪姬12年前創造的雪童子雪鵺重逢，正式認雪鵺為義子。最終在曾經協助他的妖怪和人類夥伴的幫助下，成功擊敗微姆克領導者。
S篇
鳴介和童守小學師生被捲入連串靈異都市傳說引起的事件；最終因為擊敗童守町不可思議的八番目的羅亞，才讓童守町恢復和平。故事以鳴介持續在童守小學擔任教職和保護學童們作結。
在《靈媒師東名》的平行世界劇情中，鳴介於童守小學任教期間，遭四神獸之一的白虎重創導致重傷癱瘓；其後東名藉著茶袋的力量返回過去，並協助鳴介擊退白虎，扭轉兩人的未來。
電視劇版
電視劇則是教授國語。強烈正義感的教育者，個性膽小。有未取得學生信任、不知道該怎麼罵學生等等煩惱，往往自嘲是不能對學生做任何好事的廢物老師。討厭父親無限界時空。當初對同事與學生隱瞞鬼手的秘密，最後全班都知道，反而更有自信。第七話被紅色斗篷怪人捲入夢中世界，當中鬼手變成貓手，並每一次陷入需做出必定死亡抉擇的困境，先後被玉藻與無限界時空救出。到了晚上會偷偷巡校，並尋找需成]的妖怪。當自己有煩惱時會被霸鬼叫或自己直接詢問都捲入左手內異空間，每次旁聽美奈子與霸鬼的辯論與教誨。
靈媒師東名
3年前在童守小學為保護學生和實力未成熟的東名，和神獸白虎對峙，遭其攻擊重傷而導致癱瘓，癱瘓後躺在童守醫院的病房內。為此感到自責的東名逃跑般的離開童守市，最後決定繼承神眉的意志，以靈能力幫助他人，才成為現今的靈媒師。然而，這件事也成為她一輩子的遺憾。東名為修正當時的錯誤，在偶然發現能夠讓人回到過去的妖怪茶袋後，藉著茶袋的力量返回鳴介和白虎交戰的時光，成功擊敗白虎，並以白虎針為鳴介療傷，扭轉了鳴介的未來。改變後的現在和《靈異教師神眉》中一樣，已轉去九州的學校任教。然而離開前，鳴介將東名曾穿越時空的事告訴玉藻，希望他未來能開導回歸自己時空後的東名。

### 主要學生
立野廣
- 日本配音員：藤田淑子（1996年版）／白石涼子（2025年版）
- 台灣配音員：陶敏嫻／汪世瑋（劇場版、OVA版）
- 香港配音員：周文瑛
- 電視劇演員：中川大志

生日：7月29日。
職業：童守小學五年三班學生 → J聯盟職業足球隊員（文庫附錄版） → 意甲紅黑軍團球員（NEO）
童守小學五年三班學生，守護靈為一漁夫。母親早逝（已轉世為幼稚園女學生），由經營運輸業的父親獨力養大。原作中曾被「九十九足之蟲」侵入體內，導致脾氣暴躁，也因此不斷轉校，轉到了童守小學，幸得鳴介之助除去。學習成績不好，為班上30分未滿三人組之一，曾經試過連續100次測驗零分。卻是個運動健將，擔任足球隊的領隊。
隨鳴介經歷很多靈異事件，慢慢地與稻葉鄉子產生感情，是班上少數知道玉藻京介真面目的人。出於不明原因，經常被牽涉進攸關妖怪女性的事情。將來夢想是當足球選手。超古代兵器代表精神是「勇氣」。
鳴介和雪姬搬遷至九州後，成為童守小學足球隊隊長，但由於先前遭遇廁所中的花子的影響，導致廣迄今仍不敢獨自如廁。
在文庫版附錄中透露七年後高中畢業後加入J聯盟的職業足球隊，和鄉子及美樹之間成為三角關係。
NEO篇
廣移籍至義大利的所屬球隊，成為知名球員並不時傳出緋聞，鮮少和鄉子聯絡，但仍掛念著留居國內的鄉子並堅稱自己仍愛著她。因為膝十字韌帶的舊傷復發面臨運動生涯危機，經由外籍隨身助理亞德莉娜陪同準備行手術治療，反讓鄉子誤會廣劈腿險些尋短，經歷桂男擄走鄉子未遂事件與手術成功後，將訂婚戒指贈與鄉子。NEO最終話裡，廣和鄉子正式結婚與遷居義大利。
電視劇版
電視劇版同樣是足球隊的領隊。個性易怒但親切。和秀一、小誠和克也四人的良好合作關係。與女友鄉子也有良好關係。當初對於鳴介說的妖怪存在論感到遲疑。鳴介救他們後小廣向他道歉。當鬼手一事被曝光，拯救學生。第七話與小誠、小愛、小靜、秀一五人很擔心鳴介向他呼喊。在第八話為克也解決被冤枉的問題。第九話被絶鬼催眠成青鬼。
稻葉鄉子
- 日本配音員：笠原留美（1996年版）／洲崎綾（2025年版）
- 台灣配音員：姚敏敏／丘梅君（劇場版、OVA版）
- 香港配音員：曾秀清
- 電視劇演員：松井愛莉

生日：12月9日。
職業：童守小學五年三班學生 → 語文大學學生（文庫附錄版） → 童守小學五年三班副班導。
童守小學五年三班學生，守護靈為日本戰國時代關原時期一武將。留著過腰的橘紅色長髮，淡藍色雙眼，長髮通常綁束成雙馬尾，被母親遺傳貧乳。有位在美國求學的表兄。
幼年與鳴介是鄰居，因開罪狐仙被鳴介幫忙解危。因守護靈的影響，性格有暴力傾向，也有非一般的怪力，每天可以連續做100下伏地挺身，但是不擅長游泳、料理、縫紉、繪畫。漫畫諱名之卷曾提到其諱名為「巨臀月夜姬」。
前世為一公主，與鳴介的前世（武士）生死與共。和細川美樹是好友，經常彼此作對。與小廣交往中。
原本將來的夢想是當空中小姐，但隨劇情進展而深受鳴介影響，遂改變志願欲成為教師。超古代兵器代表精神是「友情」。鳴介和雪姬搬遷至九州後，代表五年三班全體學生寫信給他們，報告班上同學們的近況。
在文庫版附錄中透露，七年後高中畢業後將長髮自然放下，進入語文大學進修，和小廣及美樹之間成為三角關係。
NEO篇
大學畢業後，鄉子回到童守小學擔任包括5年3班在內四個班級的副班導，由於小廣移籍成為義大利的職業足球員而和小廣鮮少聯絡，但仍相當在意他，對於小廣經常和女性傳出緋聞感到煩惱。美樹間接暗示她其實對鳴介懷抱持著特殊的情感，不純粹只是師生之情，她轉變夢想成為教師也對因為這個原因。經歷桂男二度誘惑未遂事件後，從廣的手裡取得訂婚戒指。NEO最終話裡，廣和鄉子正式結婚與遷居義大利。
電視劇版
電視劇版鄉子的髮型由原著的長雙馬尾辮變成短髮。初時不認識鳴介，並對他妖怪存在論感到懷疑。學園祭鳴介看到玉藻做出的幻象，無意把用於鬼屋的道具弄壞，引起生氣。與小廣被玉藻襲擊時鳴介保護他們，之後向他道歉。第九話被絶鬼催眠成青鬼。跟原作同樣也是貧乳。
細川美樹
- 日本配音員：富永美衣奈（1996年版）／黑澤朋世（2025年版）
- 台灣配音員：魏晶琦／林美秀（劇場版、OVA版）
- 香港配音員：譚淑嫻
- 電視劇演員：佐野日向子

生日：4月7日。
職業：童守小學五年三班學生 → 童守中學學生 → 戶成野高等學校學生 → 大學生（文庫附錄版） → 「BIG  CUP」酒吧兼職服務人員。
童守小學五年三班學生，守護靈為一個喜愛惡作劇的公主。有著淺黃色短髮和碧色雙眼，有著傲人的胸圍（D罩杯），喜愛和作出不同的靈異試驗，經常變成妖怪轆轤首（因幽體不完全而脫離身體）。喜好八卦是非，遭妖怪「影愚痴」利用其影子散播謠言，為鳴介所救。漫畫中喜歡脫到剩下內衣褲，以顯示自己的性感。國語成績不錯，但數學似乎不太行。在劇中時常代替鳴介解說妖怪的資訊。
因為某次為協助偶然發現的一窩雛燕遷巢，意外和大太法師結緣，遂利用大太法師可在不被眾人發現的情形搬遷建築障礙物的能力，令童守鎮產生巨幅更動，成年後仍能呼喚大太法師現身協助她解決攸關搬遷的問題。
與鄉子是好友。中期慢慢接受克也的告白，征服克也。認為法子很淫蕩，在漫畫翻枕妖篇中，曾騙鄉子說法子長大後當上AV女優。將來的夢想是當演員。超古代兵器代表精神是「虛榮心」。於鳴介搬遷至九州後，為成為超能力者而向東名拜師學習。
在文庫版附錄中透露，七年後胸部更加豐滿（胸圍超過100cm），高中畢業後在大學和克也分手，跟小廣及鄉子之間成為三角關係。在NEO篇則說明美樹和克也從同所中學畢業，再度於高中就讀同所學校期間，被克也數度追求才同意和他交往，但因為美樹和克也無法忍受對方的缺點而正式分手，此後未再連絡對方。
NEO篇
大學畢業後，美樹將頭髮留長，把貼近雙耳的長瀏海燙成捲髮，胸圍亦變得更加豐滿，在酒吧「BIG CUP」兼職。變成轆轤首的能力仍在。對於鄉子出社會後擁有穩定正當的職業和自己的男友感到稱羨，經過鳴介開導才釋懷。在某次和鳴介、昔日同學小聚的過程意外和克也重逢，兩人氣氛非常尷尬，美樹對過去克也好色的個性冷嘲熱諷，認為當初克也是看上自己的身材才跟她交往，直到克也為守護她而挺身而出，還道出自己為何喜歡她後，兩者終舊情復燃。目前與姪女苫米地茉莉同住，並擔任其監護人。NEO最終話裡，美樹、克也、誠為正式結婚遷居義大利的廣和鄉子獻上祝福和送別兩者。
電視劇版
電視劇版美樹的髮型由原著的短髮變成雙馬尾辮。法子及鄉子是她的朋友。與原著中一樣自戀，愛強調自身胸圍大。影愚痴利用其影子，在社群網站散播謠言，為鳴介所救。第四話被東名唸咒變成妖怪轆轤首，被鳴介淨化。
木村克也
- 日本配音員：田中一成（1996年版）／岩崎諒太（2025年版）
- 台灣配音員：陳幼文／賀宇傑（劇場版、OVA版）
- 香港配音員：待查詢
- 電視劇演員：吉澤亮

生日：5月28日。
職業：童守小學五年三班學生 → 童守中學學生 → 戶成野高等學校學生 → 高中畢業生（文庫附錄版） → 國防大學校三年級生(NEO)。
童守小學五年三班學生，守護靈是為日本軍人的祖先。為人反叛，曾偷老師的煙與寺廟香油錢。為未滿三十分三人眾的其中一人。重視友情，有責任感。非常疼愛妹妹愛美，因為平時都是他在負責照顧妹妹，所以他很會做家務和做飯。興趣是釣魚，曾經在聖池釣魚，險遭麒麟制裁，最後因為對待動物的憐憫心，讓麒麟原諒他。
中期向美樹告白，身為美樹的奴隸，喜愛偷看女生換衣服。將來夢想是當飛行軍官。超古代兵器代表精神是「責任感」。於鳴介搬遷至九州後，跟隨某位天才少年學習釣鱸魚。
在文庫版附錄中透露七年後高中畢業後，參加大學考試落榜和美樹分手，失戀後反而開始在意妹妹愛美。
NEO篇
之後克也重考了兩次，終於考入國防大學校，並將原本的中短髮剪成較整齊的短髮。得知鳴介回到童守小學任教時相約見面，卻意外碰到郷子暗中邀來的美樹，結果兩人不歡而散。後向鳴介與郷子坦言在兩人交往時，美樹因為克也對其他身材姣好的女子露出色相，而對他大發雷霆，認為克也是因為自己的身材才跟他交往，最後兩人才因為受不了彼此的缺點而分手。在解救美樹免於幽靈的襲擊後，坦言自己真心地在意著美樹，絕不是只因為看上她的美色才喜歡上她，使得兩人得以舊情復燃。NEO最終話裡，美樹、克也、誠為正式結婚遷居義大利的廣和鄉子獻上祝福和送別兩者。
電視劇版
電視劇版克也的髮色則變更成咖啡色。相較原作比法子當主角的戲分還要少。穿著制服並另配穿帽衫。第三話也對於鳴介說的妖怪存在論感到遲疑，後來才相信。第八話成為主角，原先認為説有關神秘玩笑的話就沒事，但這集發生一連串的神秘事件，他坦承沒有暗中作事被別人認為是一派胡言。最終與雪女、豆洗老人父子和覺發生奇妙的變化。
栗田誠
- 日本配音員：浦和惠（1996年版）／古城門志帆（2025年版）
- 台灣配音員：馮美麗／林美秀（劇場版、OVA版）
- 香港配音員：待查詢
- 電視劇演員：知念侑李

生日：3月12日。
職業：童守小學五年三班學生 → 預備律師（文庫附錄版） → 無業 → 律師研究所生（NEO）。
童守小學五年三班學生，守護靈是鄰家的老婦人。個子矮小，記性很差，為未滿三十分三人眾的其中一人。但是為人純真善良，喜愛小動物與戰隊，有很強的正義感。不擅長做體能運動，但很會打乒乓球。興趣和得意技能為書法，在全國取得銀獎的成績。曾祭拜荒廢的廟，被仙格不高的神祇送上聖痕為回禮(漫畫14卷)，引起軒然大波，最後該神收回聖痕。是少數能看見精靈的人。
與六年五班的篠崎愛成為好朋友，被合稱「愛與誠」。將來的夢想是當律師。超古代兵器代表精神是「憐憫」。於鳴介搬遷至九州後，為了和篠崎愛上同所中學而用功讀書，學習成績亦大幅進步。
在文庫版附錄中透露七年後身形高大挺拔，成為預備律師離實現夢想只差一步，並跟篠崎愛成為情侶。
NEO篇
從三流大學畢業後，數度參加律師考試但均以落榜告終，令誠沮喪的一度尋短，但被鳴介用水晶呼喚出來的昔日妖怪影像所制止，此後經常返回母校和後輩玩耍，抽空和鄉子等人小聚，但反被鄉子等人擔心其經常流連娛樂場所不務正業會影響其生活。曾一度被人體模型綁架，幸好被鳴介解救。後經過鳴介提點開始正視自己長期處於無業狀態和逃避試驗的問題，成功通過第一階段律師測驗進入律師研究所。NEO最終話裡，美樹、克也、誠為正式結婚遷居義大利的廣和鄉子獻上祝福和送別兩者。
電視劇版
電視劇版栗田誠的髮型從原作的齊瀏海短髮變成側分短髮。既溫和又純樸。熟悉神秘事物（結合秀一部分的性格）。在學生中最多出場的。

### 次要學生
山口晶
- 日本配音員：柳澤三千代（1996年版）／藤原夏海（2025年版）
- 台灣配音員：馮美麗→魏晶琦／丘梅君（劇場版、OVA版）
- 香港配音員：待查詢
- 電視劇演員：清水一希

生日：2月7日。
童守小學五年三班學生，家人開山口齒科診所。小時候曾因車禍昏迷，魂魄到了「賽河原」，醒轉後從此做事每每功敗垂成（例如勞作被人破壞），因而產生自卑感。當鳴介替其解圍後，變成一個少年天才發明家。曾修理愛迪生生前最後一傑作「靈界通訊機」，與愛迪生通訊。有時候其發明會為五年三班師生帶來無法預計的後果，但有時會意外派上用場。某程度上是個獨裁主義者。
原本作者打算把晶和美樹配成一對，但因為克也和法子的人氣不斷上升，性格樸實的晶到後來就少了很多出場機會。
在文庫版附錄中透露，七年後成為大學中的天才發明家。
NEO篇（NEO單行本第80話初登場）
晶從大學畢業後專注於機械人工程研究。偶然和鳴介與鄉子再會後，向兩者出示自己發明的看護暨勞動用機械人，但被鳴介發現其運用科技捕捉靈體做為人工AI的主體。鳴介對於他如此利用靈魂的手法非常反對，不只是此舉有逆人理，也因為晶過去也做出相同的事而引發危險；但晶保證他這次已清除靈魂的記憶，絕不會重蹈覆轍。而且晶認為，為了科學的進步與人類的未來，AI的開發非常重要，即便利用靈體來達成也是理所當然。然而其發明的機械人因為被靈體驅使險些傷害五年三班學生，鳴介利用鬼手強制超度靈體才化險為夷。事後晶體認不該過於急躁，該要憑藉自身學識和技術來開發更完善的成品，鳴介和鄉子也對其研究發展予以認可和勉勵。
電視劇版
電視劇版第三話，跟秀一與小愛對鳴介鬼手感到噁心，後來才接受。在家裡會對仙人掌說話。第五話被人體模型襲擊，附身他身上，人體模型以人太的身分在學校讀書一日。人太被鳴介成佛後，晶看到人太所寫給他的信而感動落淚。第九話被絶鬼催眠成青鬼。
白戶秀一
- 日本配音員：金丸淳一（1996年版）／高垣彩陽（2025年版）
- 台灣配音員：魏晶琦→馮美麗／賀宇傑（劇場版、OVA版）
- 香港配音員：待查詢
- 電視劇演員：佐野岳

生日：10月15日。
童守小學五年三班學生，家中開高級餐廳。是個驕傲的大少爺，曾經非常浪費食物及個人物品。經過被餓鬼附身後，不再浪費食物，味覺也因此變得十分怪異。對UFO等超自然現象有研究。在班上很受女生歡迎。另外亦曾藉著鳴介的協助，以幽體脫離形態至大氣層的藻海一窺究竟，意外發現被吸進無重力地區的古城。
四歲時很愛惜一把雨傘，雨傘曾變成妖怪回來報恩。所飼養的烏龜曾不慎流入下水道，接觸到「罔象女」的神體成為怪物，他也因此差點被玉藻作為獻祭品。
在文庫版附錄中透露，七年後仍舊很有錢並持續研究超自然現象，而且備受女性歡迎。
中島法子
- 日本配音員：豐嶋真千子（1996年版）／東山奈央（2025年版）
- 台灣配音員：陶敏嫻／林美秀（劇場版、OVA版）
- 香港配音員：吳小藝
- 電視劇演員：水谷果穗

生日：8月28日。
童守小學五年三班學生，胸圍與美樹不相上下，個性膽小、愛哭、迷糊，綽號「迷糊蛋」，有點多重人格。喜歡可愛的小動物，興趣是閱讀，擔任圖書館管理員。與菊池靜是好友，被五年五班的龜山同學暗戀著。將來的夢想是當護士。
原作中曾被小精靈包姬附身而變得外放淫蕩，在五年三班的人氣因此上升。漫畫預言妖怪件之卷曾提到，其先祖玷污明神神社的水神土地，使她差點因為水患喪生，後來帶著供品去祭拜神社才化解危機。其母後於漫畫原著第93話誕下法子之弟。
在文庫版附錄中透露，七年後真的成為護士，而且備受男性病患的歡迎。
菊池靜
- 日本配音員：宇和川惠美（1996年版）／牧野由依（2025年版）
- 台灣配音員：魏晶琦／汪世瑋（劇場版、OVA版）
- 香港配音員：待查詢
- 電視劇演員：高月彩良

生日：2月13日。
童守小學五年三班學生。身高比同齡的女生較矮小。討厭吃魚。家裡飼養著一隻貓。有一個她已去世的表妹所留下的市松人形，因為髮型之故常被鳴介搞錯。並擁有黑色光澤的頭髮，髮型很像女兒節的市松娃娃，其名字也是從「菊人形」來的。和法子是好友，將來的夢想是當女警。
是個很有正義感的女孩。常因一點小事就打小報告，自己犯的小過錯卻完全無視。也曾經因為愛打小報告而被「三尸」纏身。
原本是學生中眾多背景人物之一，但由於在讀者間具有一定的人氣，於是有一回故事才擔任到主演。
在文庫版附錄中透露，七年後真的成為女警。
NEO篇
靜的身材變得更加成熟，於童守警察署擔任駐站女警，對於鳴介仍會將她誤認為菊人形感到介意。在瀧川衛因為竊取商店的食物被扭送警局時，通知鄉子和鳴介前來警局處理此事。另外為了保護被「A」攻擊的小學生而差點被「A」襲擊，幸好及時被鳴介解救。
電視劇版
電視劇版菊池靜的髮型，由原著的齊瀏海長髮變成短髮。
金田勝
- 日本配音員：松尾銀三（1996年版）／豬山翔志（2025年版）
- 台灣配音員：徐健春→姚敏敏／吳東原（劇場版、OVA版）
- 香港配音員：待查詢
- 電視劇演員：島丈明

生日：8月10日。
童守小學五年三班學生，身材壯碩，是班上的小霸王，經常欺負同班同學。喜歡飼養小動物卻不善照顧，隨意丟棄動物遺體，被怪鳥「以津真天」纏上；經過神眉教誨後，誠心懺悔並重新埋葬飼養過的動物。
身邊經常有兩個手下跟隨著，分別是成實和修二。曾與廣勢不兩立，後來成為好友。初期本將清美鎖定為欺負的目標，卻陰錯陽差地發現清美透過陽神之術上學的秘密；之後更被清美影響，改變原本連看漫畫都不看字的習慣，開始喜歡閱讀，與清美成為好友。
在文庫版附錄中透露，七年後與清美在同一間大學並參加登山社，不過身形也更加肥胖。是班上唯一知道清美祕密的人。
NEO篇
大學結業後的金田身材較以前壯碩，為維持生計擔任卡車司機，同時開始著手創作愛情小說。與清美在國小畢業後依舊保持交情，更在清美復健期間隨時陪伴在側，兩人患難見真情，最終有情人終成眷屬。因為清美有難產之虞而求助神眉，而後神眉將他的靈體拉入清美身上來支撐身體，使得母子平安。
木下清美
喜歡閱讀的長髮眼鏡娘，體內擁有潛藏的靈能力，但身體很差、需要長期住院；所以鳴介特地破例傳授陽神之術，讓清美可以在不離開醫院的情況下，用陽神製造自己的分身去學校念書。因為法術還未到家，陽神造的身體碰到水就會融化，在班上知道這件事的只有金田勝。曾用陽神之術救援神眉與班上同學。
曾被金田鎖定為欺負的對象，但後來由於清美主動向金田推薦讀物，加上金田在得悉其祕密後挺身保護她，使得在班上少有友人的清美受到金田的心意感動，與之成為好友。
在文庫版附錄中透露，七年後身體狀況已經好轉，與金田在同一間大學並參加登山社，同時更能熟練利用陽神之術打擊犯罪。
NEO篇
清美為了令身體好轉努力於國、高中時期復健，漸漸愛上溫柔陪伴她的金田。大學結業後，嫁給金田勝隨丈夫改姓，因為身體較為虛弱的關係而有難產之虞，其後藉由神眉將丈夫金田勝的靈魂放入她體內支撐，兩人合力順利將孩子生下來。

### 其他學生
小林由香
不論外型或髮型都很像男生，但其實她是女的。喜歡惡作劇，差點死在地縛靈造成的交通意外中。在天邪鬼事件後成為眾多背景人物之一。
松井同學
轉學生。長相和棒球手松井秀喜一模一樣的女生。很純情，討厭美樹。曾經在原著將松井秀喜的簽名球贈與美樹。暗戀五年四班的久島同學。
山田英司
- 日本配音員：土門仁
- 台灣配音員：陳進益

學習很認真，因此很討厭美樹，是學生中眾多背景人物之一。有次被元神出竅的美樹撞破他在家裡玩可替換衣服的洋娃娃。在原作裡從沒交待過他叫「英司」這個名字。
佐藤佳惠
- 日本配音員：大本眞基子
- 台灣配音員：馮美麗

是學生中眾多背景人物之一。團子頭與粉色背心是她的特徵。
橋本太
- 日本配音員：中友子
- 台灣配音員：魏晶琦

非常不愛乾淨的男生，曾經長過蝨子。行為也很變態，喜歡舔法子的笛子。
堀江清
- 日本配音員：井上隆之

是學生中眾多背景人物之一。非常普通，實在是沒有什麼特點的一個普通男孩。上野雅惠喜歡的對象。
上野雅惠
- 日本配音員：宇和川恵美
- 台灣配音員：陶敏嫻

是學生中眾多背景人物之一。戴著眼鏡的棕髮女孩，暗戀著與其同班的堀江清，對於清的所有事都非常喜歡（後來劇場版海妖傳說中出現的第一段人物台詞就是她與清在走廊上交談）。
大滝茜
- 日本配音員：大本真基子（第22話）、宇和川恵美（劇場版）

是學生中眾多背景人物之一。與鄉子、美樹她們關係很好。在文庫版20卷封面上也有出現，但頭髮的顏色，眼神，性格有所不同。
關谷優
- 日本配音員：南民惠

是學生中眾多背景人物之一。髮型梳中分短髮，性格比較強勢，動畫中與廣，法子，金田等人的生日是同一天。
成實
- 日本配音員：私市淳

金田的兩個跟班小弟之一。特徵是西瓜頭，門牙較突出。
修二
- 日本配音員：幸野善之

金田的兩個跟班小弟之一。特徵是膚色較黑，有雀斑。

### 劇場版登場學生
飯島久美子
- 日本配音員：緒方惠美
- 台灣配音員：林美秀

五年三班的女學生，在「靈異教師神眉 劇場版1 天狗傳說」中登場。
喜歡綁著紅色緞帶的女孩。由於在偶然間發現警方通緝的犯人而前去報警，未料犯人在逃亡途中發生交事故命危，惡靈利用犯人的怨念化為暴徒，尋找綁紅色緞帶，姓名縮寫為K.I的女學生。久美子欲拋棄自己的緞帶，但被鄉子取走，加上鄉子的姓名縮寫亦係K.I，導致鄉子陰錯陽差的成為惡靈追殺的目標。最後久美子鼓起勇氣向鳴介坦白真相，才讓鳴介正式消滅了惡靈。
加加美潤
- 日本配音員：柏倉努
- 台灣配音員：賀宇傑

五年三班的轉學生，在「靈異教師神眉 劇場版2 午夜零時，神眉必死！」中登場。
因為性情靦腆不擅和他人交往，唯一的友人便是鏡中的小丑，卻被鏡中小丑利用其渴望交友的心理，被其慫恿踏進鏡裡的世界，而鏡中小丑則和潤交換身分，脫離鏡裡世界。發現真相的鳴介欲阻止鏡中小丑，不料後者竟操控廣、鄉子、美樹、誠等人襲擊鳴介，最後潤及時醒悟理解只有無私付出才能獲得友誼，鳴介才消滅鏡中小丑令廣等人擺脫後者的掌控。

### 〈NEO篇〉登場學生
北健斗（靈異教師神眉NEO第1話初登場）
原著劇情落幕10年後，就讀童守小學五年三班的學生，有著醒目的深咖啡色翹短髮和褐色雙眼的少年。
性格活潑開朗，相當有人緣且關心他人，私底下卻很害怕寂寞。雙薪家庭出身，原本夢想成為出色的棒球選手而努力練習棒球，但由於雙親忙於工作和逐漸產生衝突而遭受忽略，陷入習得性失助狀態而間接放棄夢想，加著雙親各自有外遇對象而協議離婚，感受到被大人背叛的情緒。雙親離異後雖顧及求學便利而選擇留在父親榮二的戶籍，但由於榮二定居於外遇對象土屋多繪的住處而被迫獨自生活，導致飲食方面變得相當隨便而出現味覺障礙，同時受此影響不擅料理。擅長的科目是理科，擁有能夠精準無誤地畫出漫畫人物的特技。是偶像團體「章魚燒坂88」的歌迷（《S》篇第2話）。
初期性情頑劣叛逆，還偕同衛對剛來童守小學任教的鄉子展開惡作劇，但在看見鄉子和鳴介奮不顧身保護他的情景後，決定向鄉子致歉，成為最先信賴鳴介和鄉子的學生。將身為副導的鄉子視為朋友，非常瞭解班上的同學，故經常在私底下對鄉子透露班上同學的訊息。隨著劇情進展，和橘百合愛逐漸產生情愫，被鄉子形容從健斗和百合愛兩者看見昔日廣和鄉子的影子。
曾經短暫地和職業滑板手本条正義成為朋友，經過後者的指導學會滑板技巧和克服容易放棄事物的問題，透過鳴介協助和因為車禍逝世的正義道別，後來的劇情裡也時常運用滑板技巧讓自己脫險或幫助一行人。
橘百合愛（靈異教師神眉NEO第1話初登場）
原著劇情落幕10年後，就讀童守小學五年三班的學生。有著綠色及肩綠髮和草綠色雙眼，容貌出眾的少女。
性格看似冷靜淡漠，其實相當善良有正義感，擁有豐富的知識，在校學習、運動、音樂、書法、美術、家政事務等皆表現優異，有著「冰雪的女王」和「高尚的女王」等外號。備受男學生歡迎，但由於個性愛現而略顯傲氣，時爾會瞧不起其他同學。生氣時的架式被鳴介評為「昔日鄉子的再現」。將來的夢想是當最高審判官。
初期認為只要有事就該自己解決，亦認為自己能獨自解決所有的事，直至被過去於學校社群網站遭網路霸凌而自盡的女學生靈體欺凌，被鳴介所救，才意識到人終究需要他人的協助。和卯月星蘭是交情甚篤的好友。非常喜歡北健斗。
瀧川衛（靈異教師神眉NEO第3話初登場）
原著劇情落幕10年後，就讀童守小學五年三班的學生。有著向後飛揚的黑色短髮和矮小身材的少年。
幼時經常目擊父親對母親施暴，於小學3年級那年雙親協議離婚後，選擇和母親同住，卻因為父親拒絕支付養育費，加上母親忙於工作疏於照顧他，過著連三餐不繼的艱困生活，甚至養成會將手邊的物品放在嘴裡啃食，以及在超商偷竊食物的習慣。原先鳴介和鄉子考慮讓兒童諮詢中心的人員介入安置，但最終還是尊重衛的意願，衛亦於目擊鳴介為母親除妖後，對鳴介和鄉子敞開心防。擅長黏土雕塑且曾榮獲該項目的金牌。
因為母親的影響喜歡胸部豐滿的女性，在《S》篇被茉莉吐槽是個母控。因為縫隙女的事件和茉莉產生微妙的交集。
卯月星蘭（靈異教師神眉NEO第1話初登場）
原著劇情落幕10年後，就讀童守小學五年三班的學生。留著綁成雙馬尾的粉紅色頭髮和淡藍色雙眼，個頭矮小的少女。
性情天真活潑，喜愛小動物和可愛的東西，夢想將來能前往希臘旅行（《S》篇第2話）。是百合愛的好友。幼時曾經生過一場大病，深受父親的過度保護，加上父親的性格過於強橫，連母親試圖勸諫父親都會遭受訓斥，故長期依照父親的安排過生活。險遭惡靈虜走之際，被鳴介所救，才正式和父親和解。九十九之神鏘篇透過鳴介的居中協助除去父親的惡性腫瘤。
小山瑠海（靈異教師神眉NEO第7話初登場）
原著劇情落幕10年後，就讀童守小學五年三班的學生。有著淺褐色長髮和翠綠色眼睛，以及較同年齡學童還要早熟的身材。
性格純真無邪，有著超齡的早熟外型和驚人的怪力，常有令同學受傷的情事，被其他學童冠以「heavy一級的少女」的綽號，而本人亦為此感到相當苦惱。但對於無傷他人的妖怪仍能抱有同情心和友善的態度相待。
王勇衛（靈異教師神眉NEO第10話初登場）
原著劇情落幕10年後，就讀童守小學五年三班的學生。面有雀斑，配戴眼鏡的少年。
手邊總是3C產品不離手，非常喜歡電玩，連對話也經常引用電玩的橋段。每年平均會去20座以上的游泳池玩滑水道，同時擅長拼圖和解謎語（出自《S》篇單行本第8話）。因為過度沉溺於3C產品而顯得有些孤僻，不善交際，但在鳴介和班上同學協助其免於幽靈的傷害後，開始感受到友誼的可貴。在《S》篇的祕密盒事件裡，因為鳴介被祕密盒的詛咒力量重傷，為了幫助夥伴解開詛咒而在旁提示健斗和諸星解開祕密盒的步驟。
苫米地茉莉（靈異教師神眉NEO第21話初登場）
原著劇情落幕10年後，轉進童守小學五年三班的學生。
細川美樹的姪女（東立中譯版為外甥女），金色短髮，碧綠雙眼，有著較同齡女孩風滿的上圍。長相和身材都很像小學時期的美樹，連個性都如出一轍，因為自認不需要朋友，故喜愛對同校學生做出惡作劇和進行各種靈異實驗，以及蒐集散播各種靈異鬼怪傳聞，但經常為此惹禍上身，讓鳴介幫忙收拾殘局。最害怕讓人知道自己幫助小動物和他人的一面。
北海道地區出身，因為先前就讀的學校師生知曉茉莉的本性而非常提防她，加著本人崇拜美樹堅持想唸東京的學校，經過和父母的協商後，搬來和美樹同住同棟公寓，以此契機轉進童守小學五年三班。因為曾被北健斗救過一命因此對其產生好感。和百合愛看似不合仍會在緊要關頭協助對方。後來在《S》篇的縫隙女事件和衛延伸出曖昧關係。
諸星羽鶴（靈異教師神眉NEO第32話初登場）
原著劇情落幕10年後，就讀童守小學五年三班的學生。眼下有顆痣的少年。通稱「諸星」。
個性溫和，但經常無意間被班上同學忽略，直至鳴介為其除妖後有所改善。家人有身為上班族的父親和堂兄、每週會至超級賣場兼差兩日的母親、小學三年生的妹妹がいる。暗戀穗奈美。
帆中穂奈美（靈異教師神眉NEO第42話初登場）
原著劇情落幕10年後，就讀童守小學五年三班的學生。班級園藝委員，喜歡花草的美少女。因為被諸星從妖怪的手裡解危而對他產生好感。
妖怪九十九神屏風篇被揭露其有閱讀BL作品的嗜好。
麻美（NEO單行本第56話初登場）
原著劇情落幕10年後，就讀童守小學五年三班的學生。戴眼鏡的少女。妖怪九十九神屏風篇被揭露其有閱讀BL作品的嗜好。
須場文子（靈異教師神眉NEO第57話初登場）
原著劇情落幕10年後，就讀童守小學五年三班的學生。
瀨川里亞（靈異教師神眉NEO第57話初登場）
原著劇情落幕10年後，就讀童守小學五年三班的學生。
花札大（靈異教師神眉NEO第75話初登場）
原著劇情落幕10年後，就讀童守小學五年三班的學生。身型圓胖的少年。知名企業社長之子。
初期因為個性驕傲和炫富行徑，被班上同學疏遠，妖怪有財餓鬼篇因為利用妖怪的能力收買百合愛，一度令健斗對其頗有微詞。經過鳴介解危後開始省思自己的行為態度，改善和班上同學的關係。
山田（靈異教師神眉NEO第4話登場）

真倉（靈異教師神眉NEO第32話登場）

本宮（靈異教師神眉NEO第32話登場）

山口（靈異教師神眉NEO第32話登場）

維登（靈異教師神眉NEO第32話登場）

弓月（靈異教師神眉NEO第32話登場）

吉田（靈異教師神眉NEO第32話登場）

### 〈S篇〉登場學生
宇多栗旬（靈異教師神眉《S》第11話初登場）
原著劇情落幕10年後，同健斗等人就讀童守小學五年三班的學生。特徵是栗子般的髮型。自稱「童守小學名偵探」，但經常做出毫無根據的推理而引來班上同學的不滿。在舊區民會館旋轉門事件被七節議太郎有意誘導而陷入異世界，獲得鳴介和健斗等人解危而脫險。

### 童守小學學生
木村愛美
- 日本配音員：鈴木富子（1996年版）／島袋美由利（2025年版）
- 台灣配音員：魏晶琦

木村克也之妹，由於雙親忙於工作，故平常都由克也負責照顧她，亦有多次和克也遭遇鬼怪的經驗。某次和克也購得一款少女養成遊戲的返家途中，因為發生意外，令愛美的部分魂魄進入遊戲裡的世界，只要克也在遊戲裡培養的虛擬少女屬性參數產生變化，將會連帶影響現實中的愛美的外貌、個性、能力，後來在鳴介的協助下恢復成正常狀態。
在文庫版附錄中透露七年後的愛美已然亭亭玉立，個性也更加溫和賢淑，並且相當關心同時經歷大學落榜和失戀低潮的克也。
山口圭介（原著第25話登場）
山口晶之弟，有著敏感體質。因為母親時常用過門鬼嚇唬他作為教育方式而心生畏懼，後更受到家裡靈道的氣場影響而發高燒。鳴介特地於某處電線桿畫上特殊標記引領幽靈離開晶的住家，卻被晶和圭介的母親擅自抹除標記，最終晶和圭介的母親在當晚見到幽靈現身而飽受驚嚇，從此不再提起用妖怪幽靈教育學童的事。
篠崎愛　CV：及川瞳；臺灣：陶敏嫻（原著第76話登場）
童守小學六年五班的學生。篠崎財團的千金小姐。
從小接受精英教育，精通三門語言，擅長小提琴與鋼琴，被譽為才女。但是她不想承受外界的期盼，因此在便利商店偷竊，被百百目鬼纏身。後來向鳴介坦白真相後得救，並且改過自新。和小誠成為好朋友，並稱“愛與誠”。
在文庫版附錄中透露七年後成為小提琴家，並和小誠成為一對情侶。
NEO篇：
從音樂大學畢業後仍和小誠交往，並開始四處巡迴演出。
電視劇版：
電視劇變成了神眉班級的學生，與菊池靜比較要好。
風間守　CV：まるたまり；臺灣：姚敏敏（原著第68話登場）
童守小學五年二班的學生，與小廣同為足球隊員。
曾因為感冒併發肺炎住進童守醫院，住院前曾目睹詭異黑影站在一戶人家上，隔日該戶人家便傳出喪事。律子為了保護他挺身相護，後來鳴介發現妖怪真面目是人蛇妖（瘟神的一種）。在人蛇妖被消滅的隔日出院。
北村薰（原著第176話登場）
僅在原著登場，五年六班的學生。
有強烈的責任感，在全關東少年足球錦標賽被譽為天才中場，卻曾經因為意外誤傷好友，導致對方無法踢足球，自己變得不愛說話也放棄了足球。鳴介將醒悟妖附在他身上後，漸漸打開他的心防，事成後將醒悟妖放回山中，他也成了足球隊的一員。
鮎原綠（原著第177話登場）
僅在原著登場，六年一班的學生。
本身蘊藏強大的靈能力，但本人對此毫無知覺。起初為了吸引同學注意，向班上同學謊稱有靈異體質。閱讀靈能力養成書籍的訓練方式後，真正啟發體內潛藏的靈視能力，卻也因此倍受靈體騷擾。鳴介到場解圍後封印了她的靈視能力。事件過後成為眾多背景人物之一。
沙知代（原著第195話登場）
僅在原著登場，六年二班的學生。
因為無法接受好友信子的意外身亡，而撿拾信子的遺骨並照書上指示施以泥人復活術，企圖讓信子重生卻失敗，更讓復活的泥人攻擊學校，後來在鳴介的勸說下終於接受好友離她而去得事實，復活的泥人也隨後被鳴介打敗。
尾崎信子（原著第195話登場）
僅在原著登場，六年一班的學生。
為六年二班學生沙知代的好友，生前和沙知代約定其中一方身故時要協助對方復活，後死於交通事故，其遺骨被沙知代作為泥人復活術的媒介。
村田正和（原著第145話登場）
僅在原著登場，五年二班的學生，家裡曾經發生火災的少年。
由於災後心理創傷，致使他經常見到洗豆老人的幻影強迫他洗手。後來鳴介帶領他會晤真正的洗豆老人，洗淨了原本的恐懼與創傷，才再次與朋友開懷同樂。
吉田豪（原著第148話登場）
僅在原著登場，五年四班的學生，因為在學校缺水時汲水沖澡，與小廣發生爭執的少年。
其父親是研究利用科學降雨的學者。有求雨妖的先祖返血統，鳴介短暫啟發了他的潛藏妖力幫助父親降雨，爾後將他化身妖怪的記憶消除。
綠川詩織（原著第108話登場）
僅在原著登場，具有帶電體質的少女。
由於有一次將自己的祖父電成重傷，受到極大刺激不能說話，帶電能力來自守護靈。後來鳴介為她更換守護靈後回歸正常。
新島兼太
僅在原作登場的轉學生，個性開朗，擁有飛行能力。本來屬於大自然的孩子，因為要繼承家業來到城裡。後來由於不適應環境，被鳴介送回大自然。
鈴木蘭太郎（原著第75話登場）
僅在原著登場，三年四班的學生。
父親於兩年前過世，為了與父親連絡來到廢教室使用陰間電話，卻不慎落入妖怪的陷阱。鳴介除去妖怪後，幫助蘭太郎連接陰間電話線與父親通話，之後將陰間電話線永遠切除，之後偶爾會在背景登場。
龜山同學（原著第133話登場）
僅在原著登場，五年五班的學生。擔任圖書館管理員，暗戀法子。
吉岡慎介（原著第39話登場）
童守小學20年前的學生，十分健忘，某次放學後失足落入河裡便下落不明。小誠意外拾獲他的聯絡簿，從此聯絡簿上會提醒該帶的東西，但這只是因為他希望與自己樣貌相像的小誠協尋他的遺體。後來小誠被他捲入河裡時，因為鳴介解救，遺骸才重新浮出水面。
動畫版的名字為忘田多郎。
小白帽（原著第117話登場）
童守小學多年前的學生，本名不詳，性情健忘。他的體育老師相當嚴厲，某次上體育課前遺失了帽子，害怕被老師處罰而從三樓跳樓自盡，從此遇見人就會攻擊。
鳴介本希望親自處理此事，由於身體不適，律子主動請求接手，並借用鳴介的除靈用具在學校守夜。後來他在律子的憐憫心安撫下成佛。
電視劇版二年三班其他學生（電視劇原創）

#### 〈NEO篇〉登場學生
山下同學（NEO單行本第9話初登場）
原著劇情落幕十年後，就讀六年一班的學生。在校園裡遇見惡靈，遭其推落樓梯，被送至醫院接受治療，直至鳴介除靈後，才順利康復並返校讀書。
黑井蛇魅暗（NEO篇第87話登場）
原著劇情落幕十年後，就讀五年四班的學生。黑井麻美和貝貝魯布布的兒子。個性驕傲且自我中心，喜愛惡作劇，一度被健斗等人視為中二病患者。由於是魔女和惡魔的混血兒，所以擁有能夠透過法陣施咒在指定對象的能力（但由於實力尚未成熟，法術維持時間僅有一分鐘），還能夠運用魔力進行半徑10公尺的瞬間移動，憑空變出魔力製造的武器，甚至是召喚妖怪。
以轉學生身分轉進童守小學，屢次利用遺傳自父母的魔力在校園惡作劇，後來鳴介用父母召喚的法術請來麻美和貝貝魯布布協助處理，才平息這場風波。其後單行本第14集97話裡，經歷召喚紙舞的事件後和雪鵺開始有密切接觸。
真困內猿比羅惡（NEO篇第100話登場）
原著劇情落幕十年後，就讀六年二班的學生。個性霸道蠻橫，喜仗勢欺人與恐嚇，甚至惡意設局投訴教師，被童守小學教職人員稱為「怪獸學童」。曾將班導師太良子老師欺負至住院療養，因看不順鳴介而屢次動手甚至設局投訴對方，但後來被鳴介發現係因妖怪附身的真相並予以除妖，事後恢復正常並為自己傷害班導師感到後悔。

## 童守小學教職員
高橋律子
- 日本配音員：根谷美智子（1996年版）／遠藤綾（2025年版）
- 台灣配音員：馮美麗／丘梅君（劇場版、OVA版）
- 香港配音員：徐愛貞
- 電視劇演員：桐谷美玲

生日：10月2日；年齡：24歲→31歲（文庫附錄版）→34歲（NEO）。
職業：童守小學教師 → 文科部學省教育現場監督室室長（NEO）。
童守小學五年二班的老師，三圍：B100W60H92。故事初期是神眉迷戀的對象。傲人的胸圍是她的最大特徵，早期胸圍最豐滿的女性角色，後來被美樹的母親擠下王座。個性膽小，害怕各種鬼怪，初期只要鳴介在她面前講鬼怪故事，都會被她痛扁一頓，直至某次為保護學生而看見鳴介的鬼手及英姿後，開始喜歡鳴介。雖然本身沒有靈力，但在原著中期曾經憑藉著自身的憐憫心，成功超度幽靈。鳴介愛上雪姬後，律子仍然等著鳴介。
初期對於雪姬的真實身分不知情，獲知雪姬是妖怪後曾一度昏厥，但後來仍願意接受這項事實並成為雪姬的感情競爭對手。
原著後期，鳴介告知律子因為其和美奈子老師的容貌相仿，所以才會從其身上看見美奈子老師的影子並受其著迷，律子亦因鳴介使用御鬼輪解放鬼手的力量，如願見到美奈子老師的真面目，還和後者聯手合體成律奈子老師跟雪姬爭風吃醋（因美奈子老師是鳴介第一個暗戀的人），協助鳴介對抗妖怪兩面宿儺。最終體認雪姬於鳴介心裡的地位無可取代，自行退出這段感情競爭，和其他童守小學教職人員和學生參加鳴介和雪姬的婚禮祝福兩者，鳴介調往九州後，邂逅某位男子和對方交往。
文庫版附錄與NEO中透露律子在七年後和外資系IT企業CEO皮耶爾結婚（戴著婚戒），將長髮給剪短並還持續在教書，但在NEO篇透露律子轉任他校任教期間，因為發現某個班級導師仗勢欺凌學生的事件，開始意識學校未能保護學生造成的隱憂，以此契機調往文科部學省擔任教育現場監督室室長，負責調查並處分出現爭議事件的不適任教師，並且在婚後育有一對子女。
NEO篇
律子將剪短的頭髮重新蓄長，個性變得較十年前鎮定且不再畏懼妖怪，對鳴介懷有複雜的思緒。收到鳴介出手體罰學生（實為真困內猿比羅惡故意錄影陷害鳴介）的投訴消息，前往童守小學與鳴介再會。起先律子本秉持不可感情用事的想法，堅持調查鳴介被投訴的事由，但在調閱監視影像發現學生作惡係因妖怪作祟與鳴介實為協助學生除妖的實情後，轉而對鳴介吐露敬仰之情，亦將自己的丈夫與兒女介紹給鳴介與鄉子。
靈媒師東名
在靈媒師東名的平行世界劇情裡，律子在鳴介被神獸白虎重創癱瘓後，將長髮剪短負責照料鳴介。
電視劇版
電視版裡的律子則是不相信妖魔鬼怪的存在，但在親身經歷恐怖事件後會被嚇得昏倒。
校長　CV：松尾銀三（1996年版）／川津泰彥（2025年版）；臺灣：徐健春
本名不詳，戴著反光眼鏡，身材矮小的中高齡男士。經常要求鳴介賠償除妖造成的損失。文庫版附錄中透露七年後已從校長的職位退休，由石川老師接替其為新任校長，自己則過著樂活的退休生活。
石川老師　CV：幸野善之；臺灣：陳幼文
童守小學五年四班的老師，特徵是絡腮鬍與厚重的眼鏡，經常在下班時跑到風月場所玩樂。因為家鄉在日本東北的關係所以知道有關雪女和雪童子的事，他是鳴介大學時的前輩。
在文庫版附錄中透露七年後已從老師晉升為童守小學的新任校長，並將自己的頭髮修剪成和前任校長類似的模樣。
NEO篇：
原著劇情落幕十年後，石川老師鑑於童守町進入和靈界接點最近的逢魔之刻，特地委託鳴介返回童守小學任教和處理靈異事件。
大月良彦　CV：增谷康紀（原著第38話登場）
動畫裡僅在16話因鳴介除靈失敗時，作為代課老師及33話短暫登場。童守小學五年一班的老師，深受學生愛戴，總是隨身攜帶電子儀器，不相信鬼怪之說。認為所有事物都能由科學作出證明，口頭禪是「這是離子」。稱呼鳴介「零能力教師」，雖然兩人在立場上互相對立，卻曾經聯手除靈過，而大月最終也有參加鳴介與雪姬的婚禮並祝賀他們。
黑井麻衣（原著第130話登場）
僅在原著登場，28歲，自幼便立志成為真正的魔女，故成年後遠赴德國留學研習魔女的事蹟，蒐集散布歐洲各地的魔法。後回到童守町擔任1年3班的班主任。個子矮小，受低年級學生歡迎。擅長西洋魔法，見到鳴介是靈能力者便不斷追求，使鳴介在不熟悉西洋魔法的情況下吃了不少苦頭。
曾在無意間召喚出惡魔與三頭地獄犬。後與惡魔貝貝魯布布結下契約。與美樹到古刑場尋找魔法藥草蔓朵拉，最後熬煮出來的媚藥卻被校長拿去餵兔子，因而功虧一簣。最終和貝貝魯布布及其他童守小學教職人員和學生參加鳴介和雪姬的婚禮，為兩者獻上祝福。
在文庫版附錄中透露七年後和惡魔貝貝魯布布之間育有一子（黑井蛇魅暗），並和貝貝魯布布前往九州的鳴介家探視並幫忙雪姬照顧六胞胎。
- NEO

之後麻美隨著貝貝魯布布待在魔界生活。原著落幕十年後，麻美和貝貝魯布布的兒子黑井蛇魅暗轉進童守小學，因為蛇魅暗在校園惡作劇而被鳴介約談處理此事。
平泉老師（原著第133話提及）
僅在對話中提及，被調往北海道的童守小學教師。在本篇裡寄送大量的地瓜給童守小學的教職人員，卻在搬運過程中不慎讓包姬混雜在裝著地瓜的紙箱裡，以至於包姬附身在法子身上引起騷動。
東鄉先生（原著第202話登場）
童守小學的校友，是位出名的童話作家。五年級曾經撰寫一本童話故事，後來因生病住院使故事無法完成，對該本童話的深厚情感使書本變成了九十九之神。美樹因尋獲他的童話書被吸到書本裡，最後東鄉先生親筆將故事完結，才讓美樹從書本中解放出來。
長相很恐怖，曾被鳴介誤認為是妖怪而不斷念經。
神木昇　演：遠山俊也（電視劇原創）
校長助理。
渡晴男　演：山田親太朗（電視劇原創）
體育老師。
喜屋武瞳　演：柴田美咲（電視劇原創）
音樂老師。

### 〈NEO篇〉登場教職員
丑光みっ老師
原著劇情落幕十年後，教導六年級生的老師。其實是超自然學的權威教授暨靈界科學菁英馮·赫爾辛格的曾孫，山崎繪理的研究所同僚兼戀人。有著波浪般的及肩中長髮，外型斯文，擁有靈力的男子，主要利用靈界科學製造的槍械作戰。個性冷靜有禮，思維慎密，由於老家是日本舞蹈宗家且女性成員居多，養成細膩的思維和表達方式，其製作甜點的手藝備受童守小學教職人員和繪理的好評。過去進駐研究所協助繪理研究天堂和地獄的領域期間，和繪理日久生情，但後來繪里在主導利用人類靈魂探索地獄的實驗過程中發生意外，遭惡鬼侵占意識意圖令地獄惡鬼復甦，為尋找拯救繪里令其恢復的方式遂進入「微姆克」組織臥底。
首度登場時便唆使五年三班學生利用布偶製造出傀儡「禁忌鬼ごっこ」而引起騷動，顧及自己身為臥底但亦不能引起「微姆克」組織的懷疑，受組織高層命令安排境壞法術陣法時，故意將法陣安排在較遠離人群的地點和向組織謊報鳴介的實力。初期和鳴介處於表面保持距離，但私下屢次設局令其遭遇危機的狀態，但隨著其他組織成員介入對童守小學師生造成威脅和經過幾度協助鳴介的經驗，開始對鳴介改觀並與之站在同一陣線，希望和鳴介聯手解救繪里。
NEO篇後期，繪里因為附身的惡鬼米亞脫離身軀而恢復正常，丑光則偕同其餘幫助鳴介的妖怪和人類協助鳴介對抗鬼天帝。NEO最終話鬼天帝敗北導致「微姆克」瓦解後，丑光因為繪里恢復正常，為了支持協助繪理的研究而正式辭去教職，告別鳴介後轉任繪理所屬的研究單位擔任研究者。
生江際老師（NEO篇第87話登場）
原著劇情落幕十年後，教導五年四班的男老師。
青鬍（NEO篇第96話登場）
原著劇情落幕十年後，任職童守小學的男教師。帶領班級前往七尋山校外教學期間，意外遇見因為參拜七尋大人變得巨大化而全身赤裸的吉田，當場噴鼻血昏倒後經由班級學生向校方回報事發經過，成為鳴介前往七尋山調查的契機。
太良子老師（NEO篇第100話登場）
原著劇情落幕十年後，教導六年二班的女老師。因為班上學生真困內猿比羅惡的惡意霸凌事件，被迫住院休養，由鳴介代課一段時間。

### 〈S篇〉教職員
上沼（靈異教師神眉S第1話初登場）
原著劇情落幕十年後，任職於童守小學的料理實習課女老師，經常被捲入五年三班和妖怪相關的事件。
小野乃小町（靈異教師神眉S第8話初登場）
原著劇情落幕十年後，報聘於童守小學的保健室女老師。個性和善有禮，為學生們著想，帶有天然呆性格的長髮巨乳美女。鄉下地區出身，過去就讀小學期間，某日因為在學校身受重傷必須等候醫院人員前來治療，受時任保健老師照護才保住一命，以此契機立志成為學校的保健老師，但也在某個時間點因為鄉間的俗信被迫吞下蛞蝓進行民俗治療而被鑽穴（蛞蝓化身的妖怪）附身，產生了頻繁裸身夢遊的症狀而被先前任職的學校解僱。後來獲得鳴介協助除去鑽穴恢復正常，獲得童守小學師生們接納繼續在校園任職。

## 幫助神眉的同伴（妖怪、人類、靈能力者）
雪姬
- 日本配音員：白鳥由里（1996年版）／加隈亞衣（2025年版）
- 台灣配音員：魏晶琦／汪世瑋（劇場版、OVA版）
- 香港配音員：龍德瓊
- 電視劇演員：姜知英

生日：11月7日（山神在日本的立冬之日創造）；年齡：16歲 → 23歲（文庫附錄版） → 28歲（NEO）。
職業：童守溜冰場兼職人員兼妖怪女子高等學校學生 → 「雪女之冰」冰品攤販 → 「妖怪冰淇淋」(文庫附錄版) → 「雪精靈製菓」公司社長(NEO)
16歲，日本妖怪中的雪女。特徵是留著兩束長鬢髪的淺藍色短髪（真人版電視劇為黑色長髮）、淡藍色雙眼及白皙的肌膚，三圍：B86、W57、H88。幼年時在冰天雪地中被獵人追殺中槍命危，幸遇大學時期的神眉為其解危並以靈力治癒傷勢，由此愛上鳴介，為了追尋鳴介而隻身抵達童守町。傳說中雪女擁有傾國傾城的美貌，遇到所愛的男人便會從一而終，但是結局都是男人變成冰雕。因為出身岩手縣，情緒激動時說話會帶有東北腔。
戰鬥能力能和玉藻匹敵，感知能力稍差。使出全部妖力足以像摩西劈開紅海般分開並冰凍大海。
雪姬亦是神眉的最佳搭檔，在追捕變態殺人魔時兩人初次搭檔配合得天衣無縫，對絕鬼之戰時兩人心靈相通的戰鬥默契和完美拳法將絕鬼打的飛出去，是公認的最強組合。
被雪姬碰到的任何物品都會結冰，初期的她因此無法做出熱食。非常害怕高溫和火焰，喝咖啡的時候連膚色也會變成褐色。每當雪姬的身體受傷或遇熱時，就會造雪恢復自己的身體。夏季會削弱她的靈力，冬季則會增強，甚至會將靈力分化為雪童子。鳴介最初不領情，故雪姬決定留在城市，卻激怒山神，山神責令雪姬把鳴介變成冰帶回山上，但不從命的雪姬被山神派來的刺客伏擊，妖氣全失而變回雪的結晶而殞命。後來山神把雪姬的結晶和靈魂加入新的靈魂使其復活，開始會做熱食，耐熱能力提升後在海邊也不怕酷夏。之後雪姬被鳴介感動而恢復記憶，最終在童守小學全體師生及其他妖怪靈能力者的祝福下，正式與鳴介結婚。
起先雪姬是在童守町溜冰場打工，但隨著劇情進展更練就溜冰的技藝，成為滑冰選手，後期偶然間從網路得悉妖怪女中招生的訊息，經過鳴介的許可進入該校進修；婚後冠夫姓名為「鵺野雪姬」，仍稱呼鳴介為「鵺野老師」，跟鳴介搬到九州生活，騎腳踏車賣冰品(雪女之冰)。對其經常花薪水請學生吃東西導致家庭開銷透支而傷透腦筋。
雪姬因為和鳴介頻繁來往，和童守小學五年三班的學生們成為朋友，亦經常在他們有難時出手相救。初次見到玉藻時與之不合，但此後在多次事件中並肩作戰，最終讓玉藻擔任自己婚禮司儀。
在文庫版附錄中透露，雪姬開了一間名為妖怪冰淇淋的冰品公司，雇用員工全是妖怪。七年後和鳴介育有六子，長相都與當年的雪童子如出一徹。
文庫版第12卷特別篇〈兩個雪姬〉
復活後的雪姬被山神使者雪鍛治分離為以前的雪姬和新雪姬，新雪姬起初認為自己和以前的雪姬不同，冷酷的雪女是不會有溫暖的心和人類的感情。但以前的雪姬卻說「妳雖然一開始是被我的記憶帶回童守町，卻也慢慢的愛上鵺野老師」。後來見到以前的雪姬一旦被分離就命不久矣，新雪姬想到以前的雪姬生離死別時神眉的悲傷而引起惻隱之心，為了不再讓神眉傷心難過，冷酷的雪女再度違抗山神的旨意。自願和以前的雪姬再次融合，救回以前的雪姬一命。
《靈媒師東名》Ascension篇（特別編第73.5話）
雪姬和鳴介結縭遷居九州後，因為鳴介四處奔波而擔心其見異思遷，最終經東名調解與鳴介的安撫，說明自身是為更能享受床笫之歡才隨大天狗修行，兩人誤會冰釋，終歸恩愛如初。
特別編2
在九州3年鵺野夫妻小倆口過著平穩幸福的日子，卻因為霸鬼和眠鬼兄妹為了搶電視大打出手導致住家倒塌而大傷腦筋。
NEO篇
雪姬開了一間名為雪精靈製菓的冰品股份有限公司(公司旗下設有孤兒院雪精靈學園)，善用身為雪女天賦，投入熱忱研究冰品美味的秘訣，從騎腳踏車白手起家的冰品小販發展成富可敵國的大企業，現已是登上財經雜誌頗受矚目的傑出女社長，是家中經濟主要來源，但後來大天狗透露雪姬因為長期和鳴介接觸而罹患靈力病，必須和鳴介保持距離才能延命，故於鳴介重返童守小學任教時，選擇繼續經營旗下的冰品事業，還特地請電影公司將她和鳴介邂逅至結婚的經歷改編成電影，做為兩人的愛情紀念。為了協助鳴介調查神秘組織「微姆克」，巧遇並且拯救遭地獄人基爾德碾壓而陷入死地的卡爾拉，讓卡爾拉暫住籬下並邀請後者攜手對抗微姆克。最終決戰時雪姬為了鳴介不惜賭上自己的性命，以大天狗所傳授的究極秘技吸氣法大幅削弱鬼天帝的力量，成為決定鳴介擊敗鬼天帝拉米亞的勝利關鍵。最後雪姬吸收大羅剎鬼天帝的靈力令自身身體重構而成功治癒靈力病。
原作雪女稱神眉「鵺野老師」，電視劇版則改稱神眉為「Darling（親愛的）」。
在女主角總選舉NUB485中是人氣投票第1名冠軍。
玉藻京介
- 日本配音員：森川智之（1996年版／2025年版）
- 台灣配音員：陳幼文／賀宇傑（劇場版、OVA版）
- 香港配音員：陳偉權
- 電視劇演員：速水茂虎道

職業：童守小學實習教師 → 童守醫院醫師。
400歲以上，男性。人化姿態是個蓄著金色長髮（1996年動畫版與電視劇版為銀色），淺綠色雙眼的俊美男子。身為活了400多年的妖狐，為求完成「人化之術」而來到人間。完成人化之術需要立野廣的頭骨。後來被神眉擊敗，而人化之術亦告失敗。
其後留在人間研究「人類愛的力量」，擔任童守醫院的醫生，希望增強自己以打敗神眉，同時視神眉為唯一宿敵。後期和神眉關係慢慢轉為亦敵亦友。別名「茶來權現天狐」。
由於個性上較神眉冷靜成熟，再加上人化之術後的帥氣外表，令他深受女性之間的歡迎，但本人因不懂人類的感情而沒有知覺，不過後期在鳴介對雪姬求婚時扮演滑稽的角色破壞自己形象頗有微詞。鳴介後來常以「大玉兒」戲稱他，雪姬則稱他「老狐狸」。陽神出竅化名為南雲京太。
雖然視鳴介為唯一宿敵，但對鳴介的赤貧私生活和常要他請客吃飯不敢恭維。
初期只有小廣、鄉子跟秀一先後知道他的真面目。直到絕鬼來襲篇，鳴介班上的其他學生才知道玉藻真正的身份是妖狐。
使用武器是一把三刀刃的爪型鐮刀，擅長招式有北斗咒術、幻術、火輪尾之術、陽神之術、滅氣怒及區域滅氣怒等。其「人化之術」的面貌，是目前使用的頭骨原主人南雲明彥的模樣（死於山難的民俗學者）。
在原著後期，通過九尾妖狐的考驗，得到新的力量。最終神眉被調往九州任教時，受託留在童守町保護童守小學的學生，被小廣等人評論他的行為越來越像神眉。
在文庫版附錄中透露，七年後除了幫童守小學的孩童驅逐惡靈，似乎也會利用妖狐的身份幫助別人。
於真倉翔與岡野剛合作的另一部作品《靈媒師東名》單行本第九集中客串登場，以自己的方式鼓勵因除靈失敗而喪失信心的東名。也曾在《靈媒師東名Ascension》中再度登場。
NEO篇
原著落幕十年後，鳴介為了對抗微姆克致電請求玉藻協助，但是玉藻因為金毛玉面九尾狐處於危及狀態不佳而未能參與，轉而期許鳴介能夠成功。NEO篇最終話透露玉藻其實和金毛玉面九尾狐透過靈水晶反映的景象全程觀看鳴介等人作戰擊潰微姆克的經過。
電視劇版
電視劇則是教授家政，正式教師身分登場。
葉月東名
- 日本配音員：本多知惠子（1996年版）
- 台灣配音員：馮美麗／林美秀（劇場版、OVA版）
- 香港配音員：待查詢
- 電視劇演員：山本美月

生日：12月21日；年齡：14歲 → 21歲（文庫附錄版）。
職業：童守中學學生 → 靈能力偵探所偵探（文庫附錄版）。
14歲的靈能力者，有著深褐色長髪和褐色雙眼，生於恐山的巫女世家。以準備聯考為由離家出走，不肯費心修煉。貪錢，愛慕虛榮，靈力水準不高，多次讓鳴介收拾殘局，但實際上也有為人著想的溫柔面。
她認童守寺的和尚作乾爹，與美樹格外投契。雖自拜鳴介為師，卻稱呼他「零能力教師」。曾經連續挑戰玉藻、雪姬和速魚，結果吃了不少苦頭。為了能夠施展降靈術，身上經常攜帶一串念珠。
擅長操控管狐（鳴介持有的管狐，就是由她的管狐所生），也曾得到傳說中的管狐。其降靈能力不僅能招喚靈體附身，更能將靈魂推溯到前世。曾暗戀別校學生，啟動了人體自燃的能力，失戀後更加熟用人體發火作為攻擊招式。持有能讓死者短暫復活的返魂香。
因為其靈能力和姣好的外型，曾受電視台工作人員相中，擔任靈異節目主持者而聲名大噪；但因為鳴介在該事件裡協助她排解妖怪的問題，始認知自己的心態和實力有待加強，遂自行辭職。中後期亦作為支援角色，協助鳴介師生排解問題。
在絕鬼來襲篇，是在神眉夥伴等眾人中最早與絕鬼對峙的靈能力者，最後為了保護小孩子而被絕鬼刺穿心臟，命在旦夕；靠著玉藻注入真氣，得以保住性命，不過依然昏迷到絕鬼被打敗後才醒來。在OVA動畫版，則是因為被玉藻救了而感謝玉藻，並送了一個吻給玉藻。
鳴介和雪姬舉辦婚禮時，東名作為賓客受邀出席婚禮並祝福兩者，劇末和童守小學教職人員和其他妖怪為鳴介和雪姬餞行，收美樹為徒，傳授其通靈的技巧。在文庫版附錄中透露，七年後如願成立靈能力偵探所，並收取高額委託費處理各類疑難靈異事件。
《靈媒師東名》
於本作擔任主角。不僅升上了高中，個性也更加成熟穩重，靈能力相較於《靈異教師神眉》時期還要強盛，擁有與靈體溝通、讓神靈上身的能力，使用管狐除靈；但是貪錢的性情依然不變。此外，由於童年時代有幾回被祖母（老奶奶）處罰綁在滿是風車的靈山上，長大後對風車還存在著恐懼症。
速魚（原著第67話登場）
- 日本配音員：山崎和佳奈（遊戲版）

僅在原著與遊戲版登場，800歲以上的美人魚。三圍：B90、W57、H85。有著橄欖綠的波浪長髪，淺藍色雙眼，人魚形態的魚尾為橘色。
外貌可愛，性格純真、友善，但是迷糊、笨拙，連基本的漢字閱讀都會感到棘手。200年前因為迷路，到達山上的人類村莊參加祭典，被活活曬成魚乾。後被童守寺的和尚所獲，被鳴介灌輸靈力給她後復活。為了報答鳴介而追隨著他，偽裝成人類女學生的姿態於陸地行動，和童守小學五年三班學生們成為朋友。
她的魚尾可以變成雙腳，變成雙腳後沾到水就會變回魚尾。只要首級還健在，她就是不死之身。原著中，她曾在童守小學五年三班教室上課時間全裸坐在講桌上，在全班同學面前把魚尾變成雙腳，隨即興奮地以M字腿展現雙腳，令全班男同學看得噴鼻血。她的血液能治癒瀕死的傷患，但副作用是變笨一週。身上的肉能讓食用者長生不死、且擁有過人的再生能力，卻會變得很蠢，因此受到八百比丘尼追殺。其生肝可解除長生不死狀態，摘除後要300年才能再生。歌聲擁有動人心魄的魔力，被鳴介評為「是世界上獨一無二的歌手，故沒有成為偶像的必要，若是真成為偶像反而會引發更多騷動；但為了人類的幸福，仍得請她在海上演唱自己的樂章」。
原著劇情後期，鳴介遭到鴉天狗襲擊差點喪生時，速魚及時用血液救了鳴介，讓他順利趕上婚禮，為鳴介和雪姬的婚姻獻上祝福。後來鳴介與雪姬搬遷至九州時，速魚也在送行的行列。
在文庫版附錄中透露，七年後有前往九州的鳴介家探視，並幫忙雪姬照顧六胞胎。
座敷娃娃（演 ：中島綾香）（原著第20話登場）
外觀是個身著紅色和服的女童。是個心地善良的妖怪，擁有帶給他人幸福和避開危險的靈力，因此在童守小學引發騷動。一旦被激怒，得罪她的人會遇上倒楣事（例如雪姬與情敵作戰之卷，雪姬不慎觸怒她導致諸事不順）。當她待在某戶人家的期間，會令該戶人家擁有幸福繁榮的生活，但只要她選擇離開，該戶人家就會隨之衰敗。只有具備靈力（例如鳴介和雪姬等人）或是心地純真的對象（例如小誠）能夠看見她。喜歡吃鹹煎餅。
原本在街頭遊蕩期間偶遇鳴介，為感謝看得見並出面關心她的鳴介，以靈力帶給鳴介和五年三班過人的好運，但鳴介認為其帶來幸福的靈力不僅會讓學生過於依賴運氣，還會令學生忘記努力的重要性，遂請其離開。運用靈力為五年三班的學生解危後，便再度展開流浪的生活，此後仍不時出現在鳴介身邊。
生前叫做春子（原著第128話，第15集），戰亂時代家庭貧困，卻是心地善良且樂於助人的孩子，50年前因嚴重肺病逝世。臨終前發願要讓所有人幸福，因為這份執念成了妖怪。原著中神眉和五年三班學生為她準備慶生會，還讓她和生母重逢，但座敷娃娃沒有待在生母身邊太久，為了要四處散播幸福選擇繼續奔走。鳴介和雪姬搬遷至九州時，她也在送行的行列。
在文庫版附錄中透露七年後有前往九州的鳴介家探視並幫忙雪姬照顧六胞胎。靈媒師東名則是在東名常前往光顧的露娜經營的小酒館當中，和東名的管狐十分親近。
原著裡除了生前回憶和生母重逢外幾乎沒有說過話，在真人戲劇則是會反覆重述「我是座敷童子」這句話。
NEO篇：
為了阻止栗田誠自殺，被鳴介用水晶球呼喚出影像出來。
美奈子（CV：勝生真沙子；臺灣：馮美麗／丘梅君（OVA）；電視劇演員：優香）
鳴介少年時代的恩師兼初戀對象，有著強盛靈力的靈能力者。一頭金紅色的長髮是其特徵。為人慷慨且富有正義感，童年時代因為自身靈力過盛而被同學欺負，故對於鳴介的遭遇感同身受。
多次為鳴介除靈，卻在某次替鳴介除靈的過程中遭惡靈纏身而犧牲。死後靈魂被霸鬼吸收合而為一，協助鳴介將霸鬼封印在他的左手裡；鳴介為了紀念美奈子，將她的照片放在隨身攜帶的項墜裡。
漫畫原著中，當鳴介運用靈力圖利自己甚至藉此佔人便宜時，美奈子便會出面糾正，亦曾經與律子老師合體成律奈子老師，跟雪姬競爭。後來由於鳴介與霸鬼達成和解，美奈子得以從鬼手中解放，並在鳴介的超渡下前往極樂世界。
與律子老師合體的期間，曾提到自己喜愛醃蘿蔔，這點與律子老師恰好相反。此外，從鬼手中解放出來，與鳴介等人聚餐和玩樂的期間，也展現了她驚人的食量和運動才華。
無限界時空（電視劇演員：高橋英樹）（原著第153話登場）
鳴介的生父，原來是一個為窮人除靈都不收錢的善良靈能力者。但因為心愛的妻子病倒，曾受幫助的鄰居卻都不願伸出援手；因此妻子死後看透世間冷暖，成為賺黑心錢的靈能力者。曾隱藏身分幫助鳴介修行。最後因鳴介訴說亡妻的遺言「助人最樂」而有所改變，成全鳴介跟雪姬，以自己的性命作人柱封印山神而喪生。
童守寺和尚（電視劇演員：槙田運動）（原著第140話登場）
僅在原著與電視劇登場，童守寺的住持，東名的乾爹（電視劇改為東名父親的舊識）。在爬樹幽靈和妖怪肉人事件裡請鳴介到他寺裡去除靈。
雖是出家人，但生性貪財，生活奢靡且有五名情婦；幾次因為其貪錢行徑與投機態度，給鳴介添了不少麻煩。曾因為幫往生者超渡念經態度敷衍，使往生者變成陰摩羅鬼，後來誠心念經才將其超度。有一位弟子空虛，也是利用靈能力詐財的和尚。在鳴介和雪姬舉行婚禮時，擔任婚禮的證婚人。鳴介與雪姬搬遷至九州時，他也在送行的行列，將聲稱是河童的手臂贈與兩者作為新婚賀禮。

### 『NEO篇』登場妖怪、人類、靈能力者
大天狗
隱居於山中的天狗首領，鳴介的師傅。正名「天野木子神」。鳴介在霸鬼返回地獄後，親自造訪大天狗，透過祂的指導以修行靈力。修行結束後，大天狗便將能夠提升靈力的「証之寶玉」賜予鳴介。
因為長期隱居於山中，所以渴望著他人的陪伴，對人類的事物感到好奇。性格好色，喜愛巨乳的女性，戲稱鄉子為「洗衣板」，但也喜歡和小孩玩耍，手裡的扇子可輕鬆揚起風，令人類漂浮在半空中。靈力不足的時候則會變化成矮個子的模樣。在NEO篇後期幫助鳴介對抗微姆克的領導者拉米亞和鬼天帝。
露音（づゆね）（NEO單行本第79話初登場）
留著中長髮，有著清純容貌的美少女，真實身分是思慕海難葬身夫婿的漁夫妻子的意念形成，為愛情生存亦因愛情消亡的妖怪雨女，會追隨雨天向其微笑的撐傘男性至死方休。擁有操控水的力量，其所在之處將會無可避免的降雨，情緒起伏程度和用途則會影響降雨的強度（可引發雷雨甚至是洪水）。
因為於雨天的橋下偶遇借傘給她的鳴介而對其產生好感，展開連串追求行動，但是其妖力反而帶給全校師生不少困擾。獲知鳴介已有妻小而傷心欲尋短時，被鳴介灌輸靈力所救而維持住型體，鳴介雖勸其另尋新戀情，仍未放棄追求鳴介的念頭。
為出席童守町泳裝選美會的女性參賽之一，加上妖怪現身襲擊眾人引發的桃色事件，因而導致雪姬醋勁大發並對擔任評審的鳴介產生誤會。
梅澤（うめさわ）（靈異教師神眉NEO第94話登場）
雪姬的專屬祕書，個性明智理性且處變不驚，因為其高明的辦事效率而深得雪姬信賴。雪姬收留卡爾拉調查微姆克的期間，負責監督、傳達與執行雪姬的指令。後來在鳴介等人正式和微姆克展開對決時，偕同雪姬調動特殊部隊進行作戰。鳴介擊潰微姆克後，遵循雪姬的指示為居住在公司的卡爾拉安排任務和生活起居。
磯娘（いそめ）（NEO單行本第83話初登場）
頭髮為過腰的長海藻群，髮遮左眼的巨乳美女，其實是棲息於海邊，利用美色引誘人類上鉤，和牛鬼搭檔專門襲擊人類的妖怪磯女。能夠操縱頭部的海藻遮蔽身體和攻擊指定對象等用途，若是肩膀變得僵硬就有喪命的危險。3年前在海中發現人類遺落、可舒緩肩膀痠痛的磁力項圈，將其視若珍寶，但被牛鬼當成控制她的把柄。原本受牛鬼指示現身引誘健斗等人至前者的棲息地，但後來見及健斗等人不計前嫌對她伸出援手的奉獻精神而為之感動，轉而背叛牛鬼幫助健斗等人。鳴介擊敗牛鬼後，協助一行人離開牛鬼的地盤，同時因為原有的磁力項圈已損毀，透過鳴介等人的資助重新添購磁力項圈。
為出席童守町泳裝選美會的女性參賽者之一，加上妖怪現身襲擊眾人引發的桃色事件，因而導致雪姬醋勁大發並對擔任評審的鳴介產生誤會。

## 妖怪與惡魔
霸鬼（CV：江川央生，電視劇演員：坂上忍）
與絕鬼和眠鬼是三兄妹。
被神眉封印在左手的最強惡鬼，人型姿態為滿身壯碩肌肉的男子，先是在地獄吸收美奈子老師的靈魂，後附身在一位學生身上。鳴介為了封印他導致左手斷裂，由美奈子老師和鳴介攜手合作將其封印。後來與鳴介達成和解，釋放了美奈子老師，鳴介也得以自由運用他的力量。
原先要跟其妹眠鬼一同回到地獄，但因對人間還充滿好奇的眠鬼不願回去的情況下，不放心妹妹的霸鬼再次回到神眉的左手。雖說做為鬼的實力強的恐怖，但很意外的個性非常單純和搞笑。在絕鬼來襲篇中絕鬼曾形容霸鬼「力量雖然很強，但腦袋卻不太靈光的霸鬼大哥，才會被封印在人間。」)
NEO篇：
原著劇情落幕十年後，鳴介於漫畫NEO篇提及霸鬼已於前往九州任教的第五年，因為地獄異變，遂偕同眠鬼返回地獄，故現在使用的鬼手，實為鳴介藉著霸鬼殘留的力量及己身靈力融合塑成的結果，霸鬼的實力可由此窺見一斑。在微姆克領導人繪里（實為拉米亞）策動令地獄惡鬼復甦的計畫時，和眠鬼透過鏡像警告鳴介。後趕往微姆克召喚鬼天帝的會場協助鳴介等人作戰。事件落幕後三兄妹再度告別鳴介返回地獄。
電視劇版：
電視劇霸鬼的體格變瘦並且還有穿衣服，性格變得相當毒舌，與美奈子在神眉左手的異空間內有相當程度的論戰。
絕鬼（CV：綠川光（OVA版）；臺灣：吳東原（OVA版），電視劇演員：山田涼介）（原著第203話登場）
霸鬼的弟弟，僅在原著與OVA版第3話中登場。
人型姿態是個紅髮的纖細美少年。個性相較於霸鬼和眠鬼來說顯得十分殘忍。
同時也是惡鬼三兄妹裡最聰明的，不過曾有被眠鬼暗算過的經歷。
為尋找霸鬼來到人間引起動亂，最後被鳴介擊敗而墜回地獄。回到地獄後，雖經霸鬼和眠鬼協助接回被鳴介擊碎的身軀，但在三兄妹和鬼天帝正式交手時，為了保護眠鬼而被鬼天帝擊碎雙翼身負重傷。
NEO篇：
原著劇情落幕十年後，被地獄人組織微姆克呼喚出來，曾短暫利用靈力制服鳴介和卡拉爾，但隨後在鳴介和卡拉爾的協助下和微姆克交手，但因為和鬼天帝交手時的舊傷影響導致力量減弱，被微姆克成員傷及背部不支倒地，被梅澤、鳴介、卡拉爾緊急調往雪姬專設的特殊醫療部門治療，告訴鳴介等人三兄妹先前和鬼天帝交手，還有霸鬼決定向人間求援的經過，並向後者警告鬼天帝的威脅性不容小覷。傷癒後趕往微姆克召喚鬼天帝的會場協助鳴介等人作戰。事件落幕後三兄妹再度告別鳴介返回地獄。
眠鬼（原著第241話登場）
霸鬼與絕鬼的妹妹，僅在原著中登場。
人型姿態外觀是位穿著黑色比基尼泳衣式服裝、有著粉紅色雙馬尾長髮的少女。靈魂製成的內褲，是她的主要力量來源。
初登場時沒穿內褲（但在單行本中，其私處被《週刊少年Jump》編輯部以《Jump Comics》標誌覆蓋），為了尋找遺失的內褲來到人間，並造成不小的騷動；後來內褲被損毀導致力量減低，卻也因此養成了蒐集內褲的癖好。
性格淘氣，非常迷糊有些矬，喜歡惡作劇，曾經將兩位兄長整得七葷八素，實力與霸鬼相當，曾經和神眉短暫合作充當其鬼手。之後因為對人間充滿好奇心，以普通少女的姿態留在人間生活，認定鳴介為大哥，結尾亦追隨鳴介與雪姬至九州生活。
文庫版附錄中透露，其七年後幫忙雪姬照顧雪姬和鳴介生下的六胞胎。
NEO篇：
鳴介前往九州任教的第五年，因為地獄發生異變，偕同霸鬼回歸地獄。在微姆克領導人繪里（實為拉米亞）策動令地獄惡鬼復甦的計畫時，和霸鬼透過鏡像警告鳴介。後趕往微姆克召喚鬼天帝的會場協助鳴介等人作戰。事件落幕後三兄妹再度告別鳴介返回地獄。
雪鵺（CV：坂本千夏； 臺灣：馮美麗）
雪姬利用妖力製造出來的雪童。外表是個幼童，有著藍色短髮和一對粗眉毛。因此被小廣等人誤會是鳴介和雪姬生的小孩。（“雪鵺”這個名字是雪姬即興時取的）曾叫鳴介“爸爸”使誤會加深。喜歡惡作劇，能夠把一切事物冰凍；還可以用尿液把整個童守小學冰凍起來。
雪姬曾想將他冰凍以防他搗蛋，但最後卻分裂成七個。原本鳴介打算消滅他，最後因為不忍心因而和雪姬一起陪他們玩捉迷藏，不久後七個雪鵺從口中吐出雪讓東京下起雪來，之後才知道雪童是成年後的雪女製作出來的冷氣團，也是成年後會有的生理現象。雪姬也因此被鳴介罵了一頓，誤會也因此解開。雖然律子老師因為此事得知雪姬的真實身分，但也因為得知真相而當場昏倒。
在文庫版附錄中透露，七年後鳴介與雪姬所生下六胞胎長相跟雪鵺差不多。根據鳴介和雪姬在NEO篇的說明，雪姬因為創造雪鵺當時對鳴介抱著濃厚的思念和過於具體的刻畫，才令雪鵺同時傳承鳴介的心性靈力和雪姬的妖力。原本雪鵺被創造出來後，應依照自然的法則而消失，但其卻出於不明原因留存下來，保著對鳴介和雪姬的模糊記憶，獨自在深山生活長達12年。
NEO篇：
雪鵺於原著劇情落幕10年後再次出場，已成為12歲的少年，遠赴童守町尋找鳴介。雖運動神經超群，能夠同時使用靈力及操縱冰的妖力，但由於尚未成年，所以靈力及妖力仍未臻成熟。擅長雕刻，繼承雪姬喜冷食和畏熱的習慣。鳴介和雪姬和其相認時本有意將他消除，但因為查覺其傳承兩者的精神和情感，決定留下並承認他為兩人之子。曾被雪姬安排居住在長野縣的別墅，由佣人和管家代為照顧其生活起居。目前以五年三班學生的身分待在童守小學，先後和健斗一行人及黑井蛇魅暗建立交情。
貝貝魯布布（原著第150話登場）
被黑井麻衣無意召喚，來自地獄的惡魔。實力不強悍，也為幾百年來從未有女性與他締結契約苦惱。被打倒後由鳴介灌輸靈力治療，對麻衣一見鍾情，真正發揮實力時甚至能一拳擊敗三頭地獄犬，最後與麻衣結定契約，於鳴介和雪姬結婚時陪同麻衣出席兩者的婚禮。
在文庫版附錄中透露七年後有前往九州的鳴介家探視並幫忙雪姬照顧六胞胎，同時與麻衣育有一子黑井蛇魅暗。
NEO裡因為蛇魅暗對學生惡作劇一事，向鳴介致歉並出面訓誡蛇魅暗。
山神大水津（CV：江川央生）
創造雪姬、統治岩手縣土加雪山一帶的山神。身為創造天地的神以維護自然法則為己任，對人類的感情毫無感覺的冷酷無情的自然神。正體是一座人面山。因不滿雪女不依常規把鳴介變成冰帶回山上，故多次派出刺客襲擊雪姬及鳴介，後來牽怒附近的居民。鳴介見事態嚴重，帶同雪姬與山神當面對質。最後無限界時空為了平息山神的憤怒，以自己的性命作人柱，封印了山神。
九尾妖狐
妖狐的守護神，年齡約3000歳左右，八百年前被人類打敗後化為殺生石並在裡面隱居起來，其靈力強盛甚至於凌駕在惡鬼之上。鳴介為了救因人化之術不完全而成為廢人的玉藻京介，前來求助九尾妖狐，但被九尾妖狐看出內心弱點，差點被殺死；但九尾妖狐察覺京介體內尚存另外一股靈魂，而決定再給鳴介一次機會；最後京介和鳴介合力通過考驗，九尾妖狐決定折斷自己其中一條尾巴以賜予玉藻新的力量。
鼯鼠（NEO單行本第67話初登場）
妖怪手長腳長的手下妖怪。外型像是布狀身體的飛鼠類妖怪，會偽裝成飛揚的布巾忽然現身，纏住路過的當事者使其窒息。雪鵺和五年三班學生在長野縣的別墅山區玩耍期間，偶然發現被雪覆蓋凍僵的鼯鼠伸助將其挖出雪地，後來伸助在其餘同類試圖襲擊五年三班學生時，出面說明雪鵺救命之恩，令眾鼯鼠放過並感謝眾人，協助雪鵺帶路兼對抗手長腳長。
伸助在手長足長事件後，成為雪鵺的夥伴，習慣藏在雪鵺的身上跟其行動。
跟蹤狼(跟蹤狼)（NEO單行本第67話初登場）
妖怪手長腳長的手下妖怪。外型像是有著鳥類利爪的兇猛狼形妖怪，會暗地留意下山返家的路人，若是該路人半途不慎滑倒摔跤會對其展開攻擊。雪鵺和五年三班學生在長野縣的別墅山區玩耍期間，因為茉莉惡作劇將衛推倒，導致衛被跟蹤狼遭受襲擊，雪鵺出面解危，意外取出噎在跟蹤狼喉間的骨頭，令跟蹤狼感激雪鵺放過眾人，協助雪鵺帶路兼對抗手長腳長。
跟蹤狼在手長足長事件後，成為雪鵺的夥伴，平常習慣藏在雪鵺的影子裡，當雪鵺需要其協助時便會從影子裡現身。

## 童守小學學生家屬
立野廣之父
從事運輸業的粗獷男子，在妻子逝世後獨自撫養兒子，某次外出途中因車輛翻覆命危，被送至醫院急救，廣在得悉此事後，透過回聲和尚的能力將鼓勵父親的話語傳至其耳中，才順利度過險境並順利康復。
立野廣之母
美麗和藹的女子，原本和丈夫及年幼的廣居住在一棟舊屋，某日為了保護因為惡作劇而摔落廚房用具的廣，導致右肩受傷，病故後轉生為幼稚園女童並和廣再度相認。
稻葉鄉子之父
尋常上班族，在鄉子首度見到變成長頸妖的美樹而嚇得全裸逃出浴室時大為吃驚。
稻葉鄉子之母 （CV：溝上真紀子；臺灣：馮美麗）
普通的家庭主婦，鄉子的貧乳便是遺傳自她。
木村克也和木村愛美的雙親
雙薪夫婦，因為夫妻倆都要忙於工作，故平時不在家時將照顧愛美的責任交付給克也。
細川忠
細川美樹的父親，從事商業業務。在掛單禿驢篇因為美樹透過電話通報家裡多了名奇怪的禿頭男子（即掛單禿驢），誤以為對方是先前和自己有約的客戶，要求美樹好好招待對方。
細川美加
細川美樹的母親，在美樹出於好奇而寄出多封「不幸之信」後，因為收到信件的讀者聚集的生靈怨念影響，從陽台跌落並送醫治療。(胸圍130 cm 比律子老師還大)
栗田誠的雙親（CV：宇和川恵美（母親）； 臺灣：陳幼文（父親）、陶敏嫻（母親））
曾在誠因為寵物鼠死去時安慰他再買新的寵物，也勸阻誠不可遺棄家裡的貓玉子。
栗田誠的祖母
和藹可親的老婦人，曾經在通過平交道的時候因為不慎被鐵軌絆倒，差點被火車撞上，但由於家裡養的貓玉子現出貓又的真身擋住火車才逃過一劫。
中島法子之父
上班族，因為平常忙於工作，鮮少能撥空和法子外出遊玩，後因為法子藉著被火間蟲入道附身的男子的妖力干擾工作，因而決定請假帶法子到遊樂園玩耍。
中島法子之母
體態豐滿的家庭主婦，後來在妖怪件之篇誕下一名男嬰。
中島法子之弟
於妖怪件之篇誕生，最初法子因為得知件會誕生在當事者的家庭，一度擔心母親懷的胎兒會是件的化身，但在見到出生的弟弟並確認其是正常嬰孩後才鬆了口氣。
菊池靜之雙親
媽媽於菊池靜個人回短暫登場過。
山口晶和山口圭介之母
力行於菁英教育且不時向校方提出教育方針的職業婦女，屢次利用過門鬼的說法嚇阻圭介令其聽話，引來晶的不滿。後由於親眼見到幽靈而飽受驚嚇，從此不再使用鬼怪之說作為嚇阻教育的方式。
金田勝之雙親
本篇未登場，金田的母親於NEO篇前來探視於醫院生產的清美和陪產的金田。
木下清美之之雙親
本篇未登場，清美母親於NEO篇前來探視於醫院生產的清美和陪產的金田。

### 『NEO』登場的童守小學學生家屬
北榮二（NEO單行本第話）
健斗的父親，原本和健斗的母親是雙薪夫婦，但後來在職場和職員土屋多繪發生婚外情，加上妻子亦有外遇對象而協議離婚。後來健斗雖和榮二共同生活，但榮二因為上司欲將其調往公司的大阪支部，試圖將健斗安排至大阪生活，最終鳴介居中調解令榮二同意讓健斗繼續在童守小學就讀。
其後榮二曾讓多繪暫住在自家，但在經過鳴介與健斗解救被妖怪纏身的多繪後，多繪選擇離開榮二和健斗。
卯月星蘭之父
擔任會計在家工作的男性，由於星蘭剛出生時曾生過一場大病，養成過度保護星蘭的習慣，只要女兒的學校生活稍有點狀況，就會對校方接連投訴施壓，造成校方的困擾，甚至造成時任四年級陷入憂鬱狀態（鄉子曰「典型的怪獸家長」）。在牽子鬼篇聽見心蘭的心聲而有所省悟，對星蘭的成長感到欣慰。
九十九之神鏘篇裡獲鳴介協助除去惡性腫瘤而康復。
卯月星蘭之母
性格溫順的家庭主婦，對於丈夫接連對學校過度施壓的作法雖不認同，卻礙於丈夫的強硬態度而無可奈何。在丈夫意識到管教方法並決定尊重星蘭後，對於星蘭的成長和丈夫的態度軟化感到開心。
明美（靈異教師神眉NEO第3話登場）
瀧川衛之母，因為婚後丈夫總是將照顧家庭的責任丟給她，還曾經遭丈夫家暴，加上外界的異樣眼光而心生煩惱。和丈夫離異後獨自承擔撫養衛的責任，於特種行業工作一段時間，卻因為內心長期的負面意念和放任衛不管的態度，時常久久才返家幾次，進而被食吐附身，後由於見到衛親自捍衛她的立場才有所悔悟，才擺脫食吐的糾纏並重新向衛致歉。
小山瑠海之母
普通的家庭主婦，在天蛾人篇裡和瑠海遭天蛾人襲擊，後來在鳴介、丑光、五年三班學生的介入下平息該場風波。

## 其他人物
陽神明（CV：置鮎龍太郎（CR版：高岡香））；臺灣：于正昇
僅在原作與OVA版登場，神眉使用「陽神之術」的分身。原作中曾與小廣、鄉子等人有過多次交集。在此之前神眉也在第四水道的幽靈那一話使用過類陽神之術(幽體脫離並更改質量的法術)變成中學生模樣要超度真正的幽靈卻被當時與小廣吵架想一個人學會游泳的鄉子撞見並教她一些游泳技巧
一開始是神眉被壁男襲擊，情急之下才勉強做出來的分身；後來多次於劇中登場，長相與小學時的神眉一樣。其後登場時曾搏得鄉子的好感而讓小廣相當在意，直到妖怪博士篇兩人才和解。也曾經與不知實情的雪姬相遇，而使得雪姬心亂情迷。
在童守妖擊團之卷中鳴介由於突然遭到妖怪博士的詛咒，在即將變成了石頭之際不得已使用陽神之術，並跟隨小廣、鄉子、美樹、小誠、克也五人組一同前往妖怪博士百鬼久作的百刻館，後來與半路遇到的南雲京太一起掉入陷阱，與小廣他們失散；最後與南雲京太一起在百刻館的地下迷宮與百鬼久作展開激戰。
雖然陽神之術的身體無法使用靈能力，但因為是氣構成的身體，可以自由自在的變形，如同粘土一般，受到攻擊也能毫髮無傷，十分的便利。在童守妖擊團之卷中，使用能對靈體展開物理性攻擊的靈殺石之玉作為武器，搭配陽神自由變形的身體，使它可以像溜溜球一樣自由自在地打擊妖怪。
除了玉藻外，其他人皆不知陽神明為神眉的分身。
南雲京太
僅在原作登場，玉藻使用「陽神之術」的分身。
為玉藻模仿鳴介使用的陽神之術後以自己的“氣”凝聚成的分身，由於對陽神之術還不太熟悉，因此釋放出的氣不及鳴介多，身材也比陽神明小上一號。在童守妖擊團之卷中同樣由於突然遭到妖怪博士的詛咒，在即將變成了石頭之際不得已使用陽神之術，並在陽神明與小廣鄉子美樹小誠克也五人組在妖怪博士百鬼久作的百刻館遭遇妖怪襲擊時出手消滅妖怪，救了陽神一行人。
後來與陽神明一起掉入陷阱，與小廣他們失散；最後與陽神明一起在百刻館的地下迷宮與妖怪博士展開激戰在使用陽神之術後只有不到1/20的妖力，但是所使用的妖狐一族祖傳的三叉鐮刀卻有打倒妖魔鬼怪的力量，在童守妖擊團之卷中鐮刀還可拆解變形為帶鐮刃的拳套裝在手上來打擊妖怪。
「A」（CV：幸野善之，電視劇：明石家秋刀鱼）（原著第24話&NEO第18話和第19話登場）
戴著假面和身穿紅色斗篷的連續殺人魔，在三十年內共殺死將近一百個小孩，是連警察都束手無策的危險份子。會在犯案前問被害學童喜歡藍色、白色還是紅色，藍色代表「溺死」，白色代表「失血致死」，紅色則是會被他隨手攜帶的大鐮刀「砍死」。據傳以往為一名普通的理髮師，但是某天因為有小孩在他店門口玩火導致意外，全身被嚴重燒傷，便對小孩產生強烈的恨意而開始犯案。
曾在小廣、鄉子和美樹面前出現並要殺害他們而與鳴介發生衝突，最後在衝突之後碰到電暖器全身著火而墜樓，但最終還是不知所蹤，被鳴介推論可能已經不是人類了。
NEO篇：
再度現身襲擊童守小學學生，被鳴介擊退便下落不明。
空虛（原著第4話登場）
童守寺和尚的弟子，四處流浪並號稱能帶給他人幸福，實際上是利用交換守護靈詐取錢財，將千鬼姬附在鄉子身上。後來鳴介將收服的千鬼姬附在他身上，之後千鬼姬被其師父消滅。之後他從寺內偷走了由數位高僧封印的霧靈魚，原著中在將其解封後的同時就被炸死了。
動畫並未登場，動畫版關於霧靈魚的劇情改由神眉的學生在校外撿到封印霧靈魚的蛋而讓事件整個爆發。
櫻井奈繪（原著第22話登場）
偶像紅星。她的母親生前也是明星，為了保護她被掉落的布景壓死。由於身體出現蛇狀的纏繞痕跡，夢中遭蛇怪襲擊，因而求助神眉。真相是母親的靈體為了保護她，利用夢境告知奈繪避開危機。
高山君枝（原著第36話登場）
在童守醫院接受手術的病患，靈魂出竅至三途川，遇見因為送醫急救而靈體出竅的小廣，鳴介幫助兩人靈魂回到肉身。靈體出竅姿態是位清秀少女，實際年齡63歲。
因為在三途川受小廣鼓勵而喜歡上小廣，但在回到現世後被小廣認為長得很像在三途川幫死者換衣的使者脫衣婆婆。
加藤麗子（原著第45話登場）CV：馬場澄江；臺灣：魏晶琦
幼稚園女學生。前世是小廣的母親，於小廣三歲時病逝。由於她仍然保有前世的記憶，因此得以和小廣相認並且短暫相處了一陣子，後來被鳴介消除了前世的記憶。小廣在此刻向母親傾訴心聲後，見到母親生前的姿態。之後麗子回到生母身邊。
學園祭的不良少年（原著第48話登場）
出現在童守小學學園祭的三名不良少年，抵達學園祭會場便四處鬧事，欺負學校師生和破壞攤位，最後鳴介利用靈水晶記憶過往遭逢的妖怪的影像，放在五年三班的鬼屋裡，聯合雪姬和五年三班學生教訓三人，令其落荒而逃。
麵包店老闆（原著第72話登場）
疼愛小孩的麵包店老闆，有一子與小誠面貌相像。妻兒因為他的夢遊習性離家出走。是飛頭蠻的先祖返，鳴介為他除去飛頭蠻的靈魂後與妻兒重逢。鳴介與雪姬搬遷九州時也在送行群眾內。
圓城寺由利江 / 金森敬一郎（原著第73話登場）
殺害四名警衛並搶走四億鉅款的強盜，開車逃亡途中遇上七人法師，因為輾過當中兩人使其成佛，七人法師為了彌補空缺而追趕著兩人。為了躲避追殺，來到童守小學。真相揭發後，一度以小廣和美樹的性命作要脅；在逃離現場時，因排水管被雷擊斷裂，導致兩人墜樓身亡，成了七人法師的成員。
八百比丘尼（原著第81話登場）
年過800歲的比丘尼，在日本傳說中，是名食用人魚肉而獲得長生不老壽命，卻因為感嘆世態無常遂出家為尼，最終孤獨死去的女子。在原著中說明，她少女時期曾救過速魚一命，速魚為了報恩而將身上的肉分給她食用，使她獲得長生不死與強力再生的力量，卻也因此變得極度愚蠢，導致她學任何技藝都是樣樣通樣樣鬆，等候800年只為了報復速魚。
袈裟裡只穿黑色內衣，袈裟內側藏了大量的輕武器。她拿出一個手榴彈想要炸死速魚，拉開保險栓後卻興奮得忘了把手榴彈扔出去，把自己炸得血肉模糊，但很快就完成再生。後來速魚為了讓她免於長生不死的折磨，不惜取出自己的肝臟（速魚的生肝臟可解除長生不死）給她吃；但因為速魚不懂「生」的意思將自己的肝臟烤熟，解除長生不死的計劃因此失敗告終。
杉田琴美（原著第91話登場）
22歲，死於礦坑裡的女子。鳴介出外考察遇到礦坑崩落，因而發現她的遺骸，在受困礦坑的日子裡為她施展還魂之術，短暫活了幾天。後來見到自己生前的遺書，回想起當初男友意外身亡後自己殉情的事實，最後再次死去。
鐵拳屋老闆娘（原著第95話登場）
在童守町經營雜貨店鐵拳屋的老婆婆，相當迷信，對小誠相當友善，曾展示掃把的特殊作用，也曾協助鳴介收伏狐仙。鳴介與雪姬搬遷九州時也在送行群眾內。
岩崎友繪（原著第107話登場）
民俗學者南雲明彥的女友，為了尋找失蹤的男友四處奔走，並在童守醫院遇見和明彥面貌相仿的玉藻。得知明彥死訊後企圖尋短，被玉藻所救，後來玉藻交付明彥遺物的同時，也勸諭她尋求新愛。
南雲明彥（原著第107話登場）
外型英俊的民俗學者，多年前死於山難，被玉藻取得他的頭骨與遺物，他的面容因此成了玉藻人型姿態的模樣。有一位女友，叫作岩崎友繪。後來玉藻將他的遺物交還給友繪。
木村拓哉（原著第114話登場）
日本知名演藝人員，在本篇因為美樹運用耶誕精靈的力量許願，而在路上和美樹偶遇，將自己的簽名留給後者便先行離去。
幹久＆早紀（原著第118話登場）CV：私市淳（幹久）；臺灣：陳幼文（幹久）、魏晶琦（早紀）
東名偶然認識的情侶檔。本篇中東名因為偶然在放學時遇見幹久而對其一見鍾情，啟發了人體自燃的現象，導致自己陷入衣服經常被燒光的窘境，之後東名欲接近幹久，卻因為撞見幹久和早紀當眾接吻的畫面而深受打擊，險些被自燃的火焰燃燒殆盡，正當鳴介欲阻止其跳進海裡滅火時，由於東名及時在岸上宣洩失戀的情緒才沒造成生命危險，也意外地讓東名掌握人體發火的技巧。
童守醫院的少女病患（原著第141話登場）
體弱多病，需要長期住院的少女病患，由於長期住院而感到寂寞，故希望有人陪伴她，但由於其體內蘊藏的強大靈力和意念跟鳴介產生共鳴，導致鳴介接連受到其靈力和意念的影響，於童守鎮瞬間移動至夏威夷等其他地方。最後鳴介掌握靈力的頻率，運用自身靈力和意念，經過一番波折始移動至少女的所在處。事後鳴介得知少女的際遇，決定邀請5年3班的學生前來醫院和少女作伴，少女亦因結識許多朋友而露出笑顏，令事件圓滿落幕。
內村有紀（原著第146話登場）
容貌標緻，應邀前來擔任偶像選秀節目嘉賓的當紅偶像女歌手。起先速魚因為想參加該場偶像選秀節目的選秀比賽，懇求鳴介讓她成為該場選秀節目的參賽者，但是鳴介邀請速魚試唱卡拉OK並發現速魚的歌聲魔力後，為避免速魚的歌聲引發不必要的騷動，婉拒其參賽的要求，決定陪同速魚前往節目現場參觀選秀過程。
後來有紀登台欲演唱歌曲之際，一名於預選會落選的女性參賽選手不滿自己未雀屏中選，持刀挾持有紀，令看見其悲傷情緒的速魚決定登台，以歌聲安撫該名落選者。最終包含落選者在內的會場所有人員和其他世界角落的人士深受速魚的歌聲感動，落選者亦決定放過了有紀，令事件圓滿落幕。
千田光（原著第157話登場）
在鄰鎮披薩店打工的高中生，好友死於後引神釀成的車禍，因而求助鳴介除靈。與鳴介聯手除靈後，請他吃了一個月的披薩。
明石老人（原著第168話登場）
在童首町販賣黃豆餅的老人，擁有預言能力，攤子上掛著記載每個人命運的明石紙。曾因為將發生空難的預言告知他人，很多人提前防範免於一劫，後來他卻因此被視為騙子。知道真相的只有鳴介。
雛子（原著第183話登場）
童守醫院的年幼病患，聽信玉藻順時針外殼蝸牛可使願望成真之說，便蒐集多隻順時針外殼蝸牛贈與玉藻。由於雛子的大腦被惡靈寄生，玉藻為此請求鳴介與他進行除靈手術，後來雛子經過手術後逐漸康復。
越智邊裕子（原著第187話登場）
曾經一口氣主持五個綜藝節目的當紅藝人，如今淪落到深夜節目都不會找她的境地。童年時期與龍宮童子相遇，與他培養了相當深厚的情感，但龍宮童子為了實現她的每個願望，逐漸損耗靈氣，面貌也開始變醜，因此被拋棄。後來她找回龍宮童子歸還全數願望，龍宮童子也恢復了原來的俊美面貌。最後兩人結為連理。
銀行搶匪（原著第185話登場）
闖進銀行行搶的搶匪團體，遇見當時在銀行的五年三班學生和鳴介脅持他們做人質，結果被鳴介運用靈能力和五年三班學生配合而落敗。
北島基外男（原著第191話登場）
花式溜冰選手，喜歡雪姬。為了追求雪姬，以參加世界花式溜冰大賽展開訓練為由，與雪姬同住了一陣子。後來體悟鳴介在雪姬心中的地位無可取代，放棄了追求雪姬的念頭。也出現在天狗為了阻止鳴介結婚所產生出來的幻影裡面。
阿福（原著第219話登場）
喜愛作弄他人的老婆婆，由於先前過分惡作劇，連喪禮都只有少數人來參加。其實是被老鼠砲嚇昏後清醒，為了驚嚇別人出此下策。後來靈魂險遭妖怪火車拖下地獄，由鳴介和鄉子捨身相救，但依然不改作弄他人的本性。
鳥山石燕（原著第221話登場）
江戶時代有名的妖怪畫家，對各種妖怪瞭若指掌並留下高達數百幅妖怪的畫作。其作品後來成為鳴介除靈的資料來源。
喜多川歌麿（原著第221話登場）
鳥山石燕的學生，於本作回憶篇幅中親自拜鳥山石燕為師。
百鬼久作（原著第224話登場）
外號妖怪博士，與妻子百鬼惠子居住在百刻館。十年前為了研究童守遺蹟，與惠子搬遷至童守町，研究出超古代文明利用「氣」發展截然不同的科技社會，發明了收集妖氣的裝置卻備受學者質疑，惠子因為裝置意外身亡，自己也身受重傷，性情因此有了極大變化。
為了收集新鮮靈魂，發明詛咒電玩讓童守鎮多名兒童石化而死，小晶因此半身石化，鳴介與玉藻也深受其害［但兩人利用陽神之術協助小廣一行人）。為了使惠子復活，不惜召喚八歧大蛇。後來八歧大蛇被小廣一行人召喚的耶誕精靈消滅，最後與惠子共同前往極樂世界。
百鬼惠子（原著第228話登場）
百鬼久作的妻子，性情溫柔善良，十年前死於妖氣裝置的意外。遺體被放置在百刻館的密室，靈魂利用妖氣裝置與人溝通。為了阻止丈夫的野心，暗中將超古代兵器託付小廣一行人。後來由於耶誕精靈出現，超古代兵器也被損毀，之後與久作前往極樂世界。
楊凱倫（原著第252話登場）
來自中國的靈符師，多年前親眼見到妹妹楊玲玲被森林裡的妖怪撕裂身亡，在母親留給他的靈符庇護下逃過一劫。為了報復妖怪而奪取鳴介的鬼手，企圖殲滅所有妖怪，被鳴介與眠鬼阻止。後來因為霸鬼的反動使他差點化成妖怪，在所有妖怪的協助下恢復正常，事後回到中國繼續修煉，立志成為靈能力者。
管狐村的村長女兒（原著第258話登場）
東北地區培育管狐聞名的管狐村村長之女，因為村裡每逢三百年就會有傳說中的強大管狐誕生，謹守村裡條規守護傳說中的管狐。後來管亂坊率眾血洗管狐村，她則負傷帶著傳說中的管狐逃走，搭上電車，將傳說中的管狐托付給東名，就被管亂坊操縱管狐殺害。
管亂坊（原著第258話初登場）
管狐殺手集團「死摩羅眾」領導者，將全身改造成管狐棲息的巢窩，其飼養的管狐能輕易壓制鳴介的管狐。為取得傳說中的管狐不惜血洗管狐村，殺害帶著傳說管狐的村長女兒，和取得傳說管狐的東名展開激烈對決，最後踏進傳說管狐的腹部窺見財寶，偕同部下搜刮財寶時，被東名喝令傳說管狐封閉腹部，受困其中，隨著傳說管狐的逝去而消失殆盡。
秋山惠（文庫版短篇登場）
僅於文庫版短篇《九月的鎮魂曲》登場，為性情溫和的美少女，是鳴介成為教師後首位除靈的對象，但由於惠的體質過於虛弱，以至於惠在接受鳴介的協助除靈後便撒手人寰。之後鳴介在搬遷至九州的期間再次和惠的靈魂相會，並解開當年的心結。
丸山隆平（NEO篇第8話登場）
於真人戲劇版飾演鳴介的演員，於NEO篇第8話為宣傳「靈異教師神眉」戲劇版而短暫登場。

### 『NEO』登場的其他人物
※登場話數以NEO單行本話數做基準。註明「最強ジャンプ」者為在「最強ジャンプ」上的話數。
井狩（NEO單行本第17話登場）
居於童守町施工地帶的老者，脾氣不太好，見到健斗和衛擅闖施工地而出言訓斥他們，但其實是個很注意且致力於守護兒童安全的好人。因為其易怒的性格被妖怪怒髮憑依，後憑著自己的意識將怒髮趕出體外，經由鳴介的協助除去妖怪。事後健斗和衛特地將感謝函和麻糬包在袋子裡拋給他作為謝禮，井狩為此露出難得的微笑。
綾乃（NEO單行本第18話登場）
石川校長友人之女，是個容貌標緻的少女，因為被惡靈騷擾而請求鳴介協助除靈，對鳴介產生好感並向其告白，但被後者婉拒。
章魚燒攤老闆（NEO單行本第25話登場）
經營章魚燒攤的中年男子，其實和丑光為同組織成員，因為被衛撞見其佈下境壞法陣，企圖用符咒和召喚妖怪將其滅口，結果因為自己的實力無法控制召喚出來的妖怪，反而自食惡果，遭自己召喚的妖怪殺死。
山崎繪里（やまざき エリ）（NEO單行本第34和第48話初登場）
丑光的戀人，為NEO篇促成鳴介和丑光合作對抗地獄人組織「微姆克」的關鍵人物。因為被來自地獄的惡鬼拉米亞附身，變成擁有豐滿巨乳，身材性感，右手為鬼手的長髮女子。真實姿態為為容貌清純，身材苗挑的人類女性。有著焦慮時會吃方糖的習慣，喜歡丑光製作的甜點。
三年前原本是致力於研究次元空間（天堂和地獄）的JEK次元能量研究所人員，因為和丑光在研究室論及研究內容而邂逅相戀，發現了人類的意識打造操控量子宇宙的現象。但是繪里為了研究透過科學技術令人類意識探入地獄的方式，親身踏入儀器作為實驗體，結果該場實驗造成包含繪里在內的參與實驗人員被地獄惡鬼侵占意識，許多研究者也慘遭殺害。受此事件影響，繪里的體內同時擁有原本溫柔善良的靈魂和惡鬼拉米亞冷酷無情的靈魂，同時被拉米亞操控身軀創建地獄人組織「微姆克」。
被拉米亞利用化名「山崎良美亞」進入童守小學擔任見習教師，進行諜探和監視丑光。曾和丑光約談期間因為食用出事前愛吃的料理短暫恢復原本意識，請求丑光阻止大羅刹鬼天帝復甦的計畫。後來在鳴介等人於微姆克的召喚儀式期間，因為附身的惡鬼米亞脫離身軀轉移至鬼天帝的軀體而恢復原狀。最終在鳴介擊潰和鬼天帝融合的米亞後，重新返回靈界研究的領域工作，促使丑光為支持繪里的研究而轉進她所屬的研究所。
本條正義（NEO單行本第43話登場）
熱愛滑板的職業滑板手青年，立志挑戰2020年奧運會的滑板競賽奪得金牌，於某日偶遇同樣喜歡滑板的健斗並成為朋友，得知其放棄夢想的往事後，連續幾個晚上教導後者滑板技巧。後來不幸死於車禍，被健斗撿起他遺留的滑板，擔心健斗受此事打擊前功盡棄，便委託鳴介協助令健斗能看見其身影，勉勵其不可放棄兼表演出其生前未能展現的技巧，事成後因心願已了，微笑向鳴介與健斗在內的學生們道別升天。
拉歐（NEO單行本第57話， 最強ジャンプ第2話）
百合愛自幼稚園時期飼養的小貓。由於貓的靈力較人類強，故有和神佛靈體溝通的能力。原本是為逃避野狗追逐不慎掉入垃圾車的街貓，被百合愛及時發現抱回家裡照顧，為了報答百合愛的救命之恩遂向神明締結「代替受罪的契約」，只要百合愛受傷生病，拉奧也會承受百合愛的病痛創傷。
鳴介和百合愛透過小誠的家貓玉子翻譯瞭解真相後，百合愛本欲將拉奧交給祖母飼養以免拉奧再受身代契約影響，卻不慎發生車禍令自己和拉奧同時受傷，鳴介趕至現場的同時利用鬼手解除拉奧的身代契約，才保住兩者的性命。
書呆子（NEO單行本第80話）
晶發明的靈體驅動看護暨勞動用機械人，無論美工、數理、家事、體育都有令人驚歎的表現。本篇晶因為在街上展示其發明結果而意外和鳴介與鄉子再會，決定將它帶至童守小學讓師生進行體驗，後來為了解救險遭車撞的星蘭，附身其上的浮游靈意外回憶起生前車禍身亡的記憶而開始失控，最後鳴介強制超度附身的靈體才解除危機。
馬場鈴（NEO單行本第85話）
童守町理髮廳「婆婆馬場」的年邁老闆娘，年輕時本有幸福的家庭，但是丈夫因為擔任友人的保證人背負巨債上吊自盡，年幼的獨子則在其出門期間死於火災，獨自經營髮廊過活。後邂逅因為滑板損壞上門光顧且容貌和已故獨子相似的衛，向獨子的遺照傾訴心情，獲得獨子轉贈神明賜贈可暫時恢復年輕容貌的白粉和衛碰面，邀請衛參加盂蘭盆節舞蹈比賽以贏得作為獎品的滑板，卻因為突然下雨導致白粉失效變回原本的模樣，最後在衛的鼓勵下返回現場和衛共舞贏得比賽，因此契機和衛成為朋友。
土屋多繪（NEO單行本第93話）
健斗的父親榮二的不倫戀對象，26歲，個性溫柔和善。原本在20歲時和前夫結婚，但由於兩者的孩子病逝受影響和前夫離異。之後因為在榮二的公司擔任派遣職員，邂逅榮二與之相戀，反因此介入健斗的家庭導致榮二和妻子離婚。
榮二本有意讓多繪住進自家，但是多繪在相處期間得悉健斗的心聲，被妖怪赤子附身而被鳴介與健斗所救後，最終選擇離開榮二與健斗。
翔（しょう）（NEO單行本第88話登場）
跟著母親在童守車站候車的男孩。在偽火車事件裡因為不慎從月台跌落鐵軌，導致鳴介為了救他而被列車撞成重傷靈魂出竅，成為健斗、百合愛、星蘭、衛闖入偽火車解救被掌車者帶走靈魂的鳴介的開端。
中谷（なかたに）（NEO單行本第96話初登場）
戸成野大學農學部的男大學生。吉田的男友。
山田（NEO單行本第14話）
光顧美樹打工酒吧「Big Cup」的上班族。
渡（NEO單行本第14話）
光顧美樹打工酒吧「Big Cup」的上班族。
吉田よしの（NEO單行本第96話初登場）
戸成野大學農學部的女大學生。和中谷是情侶關係。外型看似孩童，實際年齡20歲。因為苦於自己身材矮小，為求獲得男友青睞遂於登山期間向七尋大人的雕像祈禱自己身材長高，卻因此令自己的體型巨型化，最終在鳴介的幫助下恢復原樣。但是七尋大人的靈力仍殘留其體內細胞，致使日後只要精神情緒受過大刺激體型就會巨型化。
為出席童守町泳裝選美會的女性參賽者之一，加上妖怪現身襲擊眾人引發的桃色事件，因而導致雪姬醋勁大發並對擔任評審的鳴介產生誤會。
中谷（NEO單行本第96話）
沼崎終造（NEO單行本第98話， 最強ジャンプ第86話）
個性熱血的沼澤探險節目主持人，因為帶領團隊前往鼈和尚棲息的龍神沼探險，遭遇受外來種影響生態導致狂暴化的鼈和尚襲擊，被鳴介出面解危脫險，事後為宣傳節目環保觀念而將沼裡捕獲的外來種生物全數做成燒烤。
雅德麗娜（NEO單行本第90話初登場）
廣所屬的足球隊秘書。擔心廣前十字韌帶的傷勢而跟著他前往日本，卻因為連串誤會導致鄉子誤認雅德麗娜和廣有情感關係，在桂男二度控制鄉子的事件過後，正式釐清誤會。

### 『S』登場的其他人物
※登場話數以S單行本話數做基準。
武志（S單行本第1話登場）
因為右腳受傷在童守醫院住院療養的病患，在健斗、百合愛、星蘭、茉莉、勇衛、諸星前來探視因為急性盲腸炎住院的阿衛期間，因為得知健斗在醫院遇見了傳說中的電梯子小姐，急忙介入說明和警告健斗等人應對電梯子小姐提問的方式，但在準備說出電梯子小姐第三個問題的應對方法時，被護士誤認在說鬼故事嚇小孩而中斷談話。

### 『PLUS』登場的其他人物
外部豪（PLUS第4話登場）
外型壯碩且性格豪邁的戶外探險家，過去在雪姬年滿16歲那年在山中遇險被山神部屬擒獲，偶遇雪姬出手解救後對她一見鍾情並執著尋找對方的行蹤。本篇中自行前往童守町尋獲雪姬，導致雪姬和鳴介發生誤會，他則為一爭高下強行帶走雪姬並向鳴介提出攀爬鐵塔的挑戰，但最終因為見證雪姬和鳴介共同援救受困鐵塔的老婦人，體認兩者的默契和感情甚篤，最終選擇放手尊重雪姬的選擇並在離去前祝福她幸福。

## 微姆克（『NEO』篇登場）
NEO篇登場的神祕組織，為了破壞靈界和人界的界線，大幅招攬靈力高強的人士加入組織，四處於童守町施行境壞法術。包含領導者和高級幹部皆為融合惡鬼力量的人類「地獄人」。表面領導者是山崎繪里，真正的領導者是附身於繪理的地獄惡鬼拉米亞。『NEO』篇後期尾聲，因為拉米亞脫離繪里的身軀和鬼天帝合體後被鳴介等人聯手消滅，導致微姆克組織正式瓦解。
丑光（NEO單行本第5話初登場）

山崎繪里（やまざき エリ）（NEO單行本第34和第48話初登場）

拉米亞（ラミア）
微姆克的真正領導人。附身於山崎繪里身上的惡鬼，真實姿態是頭部長有九眼和雙頭角的巨乳女惡鬼。
因為看不慣人類身為創造地獄起始者的身份，趁著三年前繪里利用儀器探索地獄的期間，率領其他地獄惡鬼侵占參與該場實驗的研究所人員的意識，自己則附於繪里的身上，一手建立微姆克實行令大羅刹鬼天帝復甦的計畫。為了破壞人間和地獄界線，物色活祭品令大羅刹鬼天帝復甦，利用繪里的身軀化名「山崎良美亞」進入童守小學擔任見習教師，察覺丑光並非全然效忠組織而威脅其不得隨意造次。後來在鳴介等人於微姆克的召喚儀式期間，主導微姆克將鳴介作為獻祭人質，計畫失敗後脫離繪里的身軀，轉移至鬼天帝的軀體與之結合獲得強大的力量，但不敵鳴介及協助鳴介的夥伴的力量，被和霸鬼三兄妹合體的鳴介重傷，最終被雪姬運用「吸氣法」吸收鬼天帝的妖氣削弱力量後，遭解放蓄氣法提升20倍力量的鳴介消滅。
卡爾拉·辛（カルラ・シン）（NEO單行本第初46話登場）
微姆克的時任上級幹部，為少數非地獄人的高層組織成員。原本是流浪街頭的孤兒，因為其高強的靈力而被組織發掘招攬，5歲時已有倍受組織肯定的實力，經過嚴苛訓練成為組織的高層人員。個性衝動急躁，右手因為移植麒麟的頭角而具備強大的破壞力和讀心能力，作戰時可將右手變化成麒麟的頭角。先是和下場偶遇鳴介等人展開對決，欲啟動境壞法陣時被五年三班的學童們和丑光老師制止，遂重傷鳴介和攻擊丑光老師，結果因為決戰期間不慎將右手的麒麟頭角插入法陣，被麒麟頭角導引的強大法力重創。
卡爾拉雖透過麒麟的靈力令身體復原，仍導致身上留著被法力重創的傷疤，為了復仇遂以五年三班學生為人質再次挑戰鳴介，但被麒麟現身警告若不將其力量用於正途，將會被奪去力量和遭受制裁，遂出面替五年三班學生解危，被丑光告知組織隱藏著的幕後陰謀。深感被組織背叛頓失生存意義的卡爾拉為了復仇四處流浪，險遭基爾德取性命時被雪姬所救而首次感受人情溫暖，對雪姬產生好感。
被雪姬收留寄宿在公司的宿舍，分頭和鳴介與雪姬結盟對抗微姆克。鳴介被微姆克捉為獻祭品時，偕同雪姬及梅澤到場相救，但在得知鳴介和雪姬的夫妻關係後深受打擊。NEO篇最終話，雪姬將卡爾拉安排至旗下公司承接任務兼打點生活，由梅澤負責安排其生活起居。
下場（NEO單行本第46話-48話登場）
微姆克的成員，光頭且身著僧衣的靈能者，專門運用法器操控靈力對敵人發動攻擊。聽命於卡爾拉但思路不太靈光，經常因為洩漏秘密或干擾卡爾拉被其訓斥。跟著卡爾拉前往童守町執行任務和會見丑光，於童守町大肆破壞時遇見鳴介等人展開對決，最終在決戰期間被躲在高樓處的丑光持裝有對抗妖怪和靈魂的「霊炸弾」的槍械擊中心臟斃命。
基爾德‧雷伊（ジルド‧レイ）（NEO單行本第話登場）
微姆克的上級幹部，地獄人。其實力高強程度連卡爾拉亦難以招架。在卡爾拉會見組織恩師野宮毛時忽然現身，以強大的實力單方面壓制卡爾拉，但被雪姬出面干預而未能取卡爾拉的性命。後來在微姆克成功鬼天帝儀式期間對抗鳴介等人，脫離原本附身的人類軀體，但在鬼天帝成功降臨和拉米亞結合後，因為失去利用價值，被獲得新力量的拉米亞殺害。
野宮毛（NEO單行本第82話登場）
和雪姬有商業往來的甜點公司「冥土製菓」社長，實為微姆克組織成員培訓員。在年輕時發現流浪街頭的卡爾拉，將其帶回組織培訓，自稱是卡爾拉實質上的父親般的存在。後來在和雪姬洽談生意時巧遇卡爾拉，被卡爾拉質問組織真實用意時遭基爾德打斷。
布拉德‧崔佩（ブラド･ヅェッペ）（NEO單行本第話登場）
微姆克的上級幹部，地獄人，可利用靈力變出鐮刀與巨槌作戰。在卡爾拉受雪姬委託潛入微姆克所註點的施工中巨蛋時，出面迎擊卡爾拉與中途介入的鳴介，後由於雪姬指揮梅澤引爆巨蛋致使決鬥中斷。後來在微姆克成功鬼天帝儀式期間對抗鳴介等人，脫離原本附身的人類軀體，但在鬼天帝成功降臨和拉米亞結合後，因為失去利用價值，被獲得新力量的拉米亞殺害。

## 其他妖怪、惡魔、幽靈、生物、靈異事物
九十九足之蟲（原著第1話登場）
會附身於嬰孩身上使其哭鬧的妖蟲，若附於年紀較長的對象身上，會使該對象的性情變得易怒暴躁，而成長後的九十九足之蟲則會化為衷妖。在本篇裡附身於廣的身上，以至於廣在脾氣暴躁的情況下毆打顧問老師，被迫轉至童守小學。最後被鳴介逼出廣的體外並以鬼手消滅。
地藏虐（原著第2話登場）
傳說中在日本冥界賽河原的河岸，懲罰比雙親早逝的孩童的妖怪，會在賽河原的孩童們即將石頭堆至最高處時，破壞石頭堆砌而成的石塔，迫使賽河原的孩童們反覆重疊著無法完成的石堆。在本篇中晶由於幼時溺水而歷經瀕死經驗，但由於被及時救回而保住一命，此後地藏虐便時常在晶即將完成某事物時破壞其努力的結果，最終鳴介在晶參加美術展覽賽前夕獲知事情原委，並且在逮住地藏虐後將其消滅。
影愚痴（原著第4話登場），CV：青野武（動畫版）與福田信昭（電視劇版）；臺灣：陳幼文
專門鎖定某對象，利用其影子散播謠言中傷他人的妖怪，在本篇中因為美樹喜歡和人談八卦道是非，招致影愚痴的纏身，遭其運用影子散播謠言而遭班上學生孤立，最後被查覺真相的鳴介用鬼手消滅。
千鬼姬（原著第5話登場）
空虛擅自替鄉子守護靈交換結果反替她招致到的惡靈，曾在平安時代為保持青春永駐，殺死近百名少女並汲取其血液沐浴的魔女，被鳴介召喚出來後被白衣觀音經封印，同時為了給空虛一個教訓，鳴介將千鬼姬的魂魄附在空虛身上，最後千鬼姬被空虛的師父給驅逐。
千鬼姬的形象設定有參考匈牙利的血腥女伯爵：伊麗莎白．巴托利(Elizabeth Báthory)。
河童（原著第6話登場）
傳說中擁有鳥的喙、青蛙的四肢、猴子的身體和烏龜的殼的妖怪，在本篇中出現在童守小學的單槓區，剛好被小誠目擊到，而河童之所以潛伏在單槓區是因為下面有顆未爆彈，知道此事後的鳴介利用鬼手的幻影嚇跑在單槓區的學生，才沒有在未爆彈爆炸時造成傷亡。並在事後感謝河童為學生所做的一切。
幡門場（原著第7話第8話、第54話登場），CV：青森伸（1996年動畫版）／黑田崇矢（2025年動畫版）；臺灣：徐健春
過去被用於處決犯人的武士刀，由於怨氣過深而成為妖怪（付喪神），可運用妖力將周圍的事物（水除外）化作利刃傷害指定對象，故被封印在神社當中以免其作祟。在本篇中克也想要為妹妹愛美購買電玩遊戲，但由於囊中羞澀而偷竊幡門場神社的香油錢，導致幡門場破除封印並追擊克也和愛美（2025年動畫版改為克也為妹妹愛美購買可麗餅，有意丟下香油錢給克也使用〔即引誘犯罪〕，將此「执法过当」的性格改成「钓鱼执法」），最後鳴介、廣、鄉子、美樹、克也等人運用鏡子設下陷阱令其上當，環形刀刃深深地紮進桌子裡，讓幡門場動彈不得，隨後被鳴介的鬼手側面擊中，變回原來的刀。爾後被重新封印放回神社。後來鳴介被人面疽纏身時，廣等人亦再次前往神社投下香油錢，取用幡門場解救鳴介。
在漫畫第48話《妖怪大集合》（即1996年動畫版第29話《妖怪明星總動員! 被詛咒的學園祭!!》） ，以靈水晶的記憶中短暫出現。
廁所裡的花子（原著第9話），CV：吉田古奈美（動畫版），演：高橋真麻（電視劇版）
日本都市傳說中，駐留於學校女生廁所，會在廁所裡喊著「門打不開」的女學童幽靈。在本作裡則被設定誠會漫遊於各處學校的散步靈。本篇廣和鄉子在如廁時偶然聽見廁所傳來女孩的呼喊聲，鳴介深入調查，才發現係生前為躲避戰火而躲進學校廁所，卻因學校被空襲而打不開廁所門逃生，被當場燒死的女孩幽靈，以白衣觀音經將其超渡至極樂世界。事後廣於某日如廁時，碰上真正的花子而備受驚嚇，從此不敢獨自上廁所。
電視劇設定為不知何故而住下來的幽靈，且以轉學生的身分離開學校。
沙裏鬼（原著第10話）
穿梭於靈界和人間的妖怪，因為山區建立高壓電塔限制鬼門的磁場而被困在人間，為返回靈界，於山區道路作祟釀成多起死亡車禍，之後更襲擊五年三班搭乘的遊覽車，殺死該班車的司機，最終鳴介利用鬼手的力量開啟鬼門，才讓沙裏鬼回到靈界。
靈霧魚（原著第14話和第15話登場）
深海魚化成的妖怪，會吐出靈霧並在靈霧中游泳，然後將自己的卵產在人類身上做為幼魚的食糧。弱點是陽光，只要脫離靈霧並照射到陽光便無法再生。原本由十名高僧封印並安置於童守寺裡，但被挾怨報復的空虛帶出童守寺並解除封印，現出真身將卵誕在童守小學的學生身上而引起恐慌。鳴介透過五年三班的協助，設置灌有靈力的巨網企圖捕獲靈霧魚，卻不慎讓其返回靈霧中，最後靈霧魚被現出原形的玉藻利用狐火逼出靈霧，曝曬於陽光之下，被鳴介的鬼手一舉消滅。
人體模型（原著第16話，NEO第38話&第39話登場）CV：飛田展男（1996年動畫版）／小林優（2025年動畫版）； 臺灣：陳幼文（動畫版），演：清水一希（電視劇版）
放置於童守小學的人體模型，由於長期被人類使用的緣故，逐漸產生了靈魂。經由鳴介引導和班上學生盡情玩樂的期間，欲求鄉子交出靈魂（2025年動畫版改為人體模型打碎廁所的鏡子，拿其一的碎片追逐小廣等人欲將剝皮），被鳴介制止和封印，但是白衣觀音聽見了他的祈求，將他變成人類（身軀另一半還是維持原樣）。與鳴介道別後，被人類家庭收容至別的學校就讀，藉著白衣觀音賜與其的人類外貌，歷經12年的時間陸續完成學業，進入一流企業就職。

NEO篇：
和鄉子、美樹、克也、誠、再度相會，道出自己的人類外型開始褪落變回模型的事實，心灰意冷之際，被妖怪蒙古高句麗教唆準備奪走誠的皮膚，及時因為鳴介制止消滅蒙古高句麗未能得逞。鳴介欲讓人體模型強制成佛，但因為誠出面為人體模型抱不平，令人體模型深受感動，白衣觀音視人體模型通過考驗，以神力將人體模型的人類外型完全恢復，其則向鳴介等人道別並就此離去。
爬行妖怪（原著第17話登場），CV：木曾寬子（2025年動畫版）
生前被火車撞斷身軀，死後僅剩上半身的女高中生幽靈，由於眾人的謠言傳播，被誆稱為會聽見其生前故事後就會現身，取走他人雙腳的怨靈，在受到眾人意念束縛的情況下，變成只要有人思念她便無法超生的念縛靈。在本篇裡誠因為遭受不良少年的恐嚇取走財物，加上耳聞爬行妖怪的傳聞，在過於害怕和持續掛念著爬行妖怪的事情，以及持續向眾人詢問使爬行妖怪離去的方法，導致謠言擴散的情況下，令爬行妖怪受其吸引現身至誠的面前。經過鳴介解釋其無法超生的理由後，誠終於消弭恐懼的念頭令其自行離去，而該名勒索誠並散播爬行妖怪謠言的不良少年則被斷腿女硬生生扯斷雙腿，下場淒慘。
波暮稻荷（原著第18話登場）
滿腦子壞主意，會變成神明模樣誆騙他人的低等動物靈。在本篇裡美樹因為和鄉子玩銀仙，而招引波暮稻荷的威脅，但最後仍被鳴介直接消滅。
佐佐木（原著第19話登場）
十年前就讀童守小學，無惡不作的壞學生，生前企圖縱火燒毀學校，結果不慎從舊校舍通往天台的第十二層階梯跌落致死，身故後的佐佐木化為惡靈，令舊校舍階梯在每晚自行浮現染血的第十三層階梯，引誘任何踏上該層階梯的對象（特別是不良少年）進入永遠無法出來的異世界。後來在校園裡偶遇曾偷竊教職人員的香菸和試題的克也，試圖將其引誘至第十三層階梯後的世界，最終鳴介、廣、鄉子、誠抵達現場，救出克也，佐佐木則不甘願的關閉異世界的入口，繼續留在第十三層階梯後的世界
餓鬼魂（原著第21話登場）
本身只想吃東西的低等靈，被寄生的人不論怎麼吃都無法滿足到最後營養不良而死，在本篇因為秀一偷看鳴介除靈時反被附身，導致整個人差點餓到失去理智，最終鳴介利用學校午餐引出附身在秀一身上的餓鬼魂後將之消滅。
生靈（原著第26話登場）
由活人的意念凝聚而成，凝聚至相當程度時會形成龐大的意念。本篇裡美樹因一時興起，寄出「不幸之信」給他人，令「不幸之信」擴散至日本各地，結果讓收到信件的對象的怨念急速增加，還導致為數眾多的「不幸之信」回寄至美樹的手裡，連美樹的母親亦因此發生意外被送至醫院急救。最後美樹經過鳴介的說明理解事發原委，透過鳴介的鬼手將致歉的意念，傳給所有收到「不幸之信」的對象，才正式平息這場騷動。
閃光浮游物（原著第27話登場）
由大氣層中的靈物質凝聚而成的妖怪，會不定型地分裂、合體、飛行。本篇裡秀一因為亟欲和宇宙人接觸，偷走鳴介的靈水晶，要求廣、美樹、克也參與召喚宇宙人的行動，卻因此在童守町的森林遭遇這種妖怪而身陷危機，最終由於鳴介抵達現場為五人解危才得以脫險。
鐮鼬（原著第28話登場）
一種近似黃鼠狼的妖怪，擅長操縱風同時讓人小小的受傷，是一種非常調皮的妖怪，通常鎌鼬現身時，前兩隻鐮鼬會負責攻擊指定對象，接著由最後一隻鐮鼬為指定對象塗上藥膏使其止血。但在本篇中因為小誠撿到鐮鼬的孩子想佔為己有，而開始讓被破壞平衡的鐮鼬變成傷人妖怪，最終在小誠歸還他們的孩子後才冷靜下來並變回本來面貌後消失無蹤。

NEO篇：  為了阻止栗田誠自殺，被鳴介用水晶球呼喚出影像出來。
闇子（原著第29話登場）
因為颱風來襲，被沖到下水道的少女。金田勝在廁所呼喚她，導致嚴重騷靈現象，後來神眉在下水道尋獲她的遺骸。
裂嘴女 / 三姐妹（廣美、明美、惠美）（原著第31話與第63話登場）
三名裂嘴女，三姐妹的家族因歷代侍奉犬神而得到力量，卻也受到詛咒，後代皆被動物靈附身導致面貌嚇人。小妹惠美曾經被鳴介除去身上的動物靈，長女廣美可自在隱藏真面目。在鳴介的協助下，三姐妹得以落居在一間廢棄的宅邸不受侵擾。
轆轤首（原著第32話登場）
又稱長頸妖，為脖子突然伸長的妖怪，傳說中會舔食燈油，在本篇是因為美樹自行進行幽體脫離的實驗才導致脖子變長，被鳴介用鬼手給治好，但在之後的劇情常又可以看到美樹變成轆轤首的模樣到處作弄人。
蒙娜麗莎的微笑仿畫（原著第34話登場）
安置於童守小學校園裡的蒙娜麗莎仿畫，因為經歷長久時間而成為能夠自如行動的畫靈，鳴介為防範其變成妖怪，還會特地於晚間抵達校園餵食蒙娜麗莎。校園裡接連發生圈養的兔子被殺害的事件後，廣和鄉子因懷疑蒙娜麗莎為此事的犯人，為釐清真相而抵達學校調查，才理解鳴介私底下監顧蒙娜麗莎的實情。鳴介為避免蒙娜麗莎變成妖怪而將其封印，不巧殺害兔子的真正犯人暗地潛入校園再度犯案，還試圖將其偷走而掀開作為封印的裹布，最後蒙娜麗莎因為被掀開封印而露出駭人面貌，將該名犯人啃食殆盡。
人面犬（原著第35話登場）
有著人臉犬身的妖怪，在本作係指前世罪孽過深，故於投胎成畜禽後呈現前世容貌的人類。本篇裡一名前世專門從事放高利貸而被殺害的男子投胎成犬，變成人臉犬身的模樣，被童守鎮的捕狗大隊發現而被高額懸賞，5年3班的學生試圖將其活捉，但被鳴介搶先一步捉住後放走。其後廣和鄉子在返家途中險些被掉落的帷幕玻璃所傷，被鳴介放走的人面犬卻奮不顧身地撲向廣和鄉子，遭帷幕玻璃斬斷頭部身亡。事後鳴介表示人面犬是想要彌補前世的罪孽才捨身救廣和鄉子，但是要淨化汙穢的靈魂只能在在世時積陰德，故該頭人面犬遲早還會再投胎成人。
脫衣婆婆（原著第36話登場）
小廣在發生意外後，其靈魂前往三途川時所遇到的守門使者，會將死者的衣服強行脫下換上喪禮的裝束強行將死者帶往冥界。小廣因為鳴介的幫助其魂魄才沒有被脫衣婆婆給拖下冥界。
丑時落咒的詛咒精靈（原著第37話登場）
日本傳說中，只要於丑時身穿白色繻絆和配戴圓鏡，將蠟燭戴在頭上，然後持五寸釘刺穿稻草人，就能利用詛咒精靈的力量，對指定對象下詛咒致其死亡，但若是施咒者被其他人撞見詛咒過程，自己則會受到詛咒的反撲。在本篇裡一名女性上班族因為使用詛咒害死公司的同事，養成將任何看不順眼的對象詛咒至死的嗜好，卻在某次施加詛咒的過程中被克也撞見，準備利用詛咒抹煞後者，令心身生畏懼的克也急忙向鳴介求助，最後該名女性和鳴介、廣、克也對峙之際，因為其長期累積於詛咒精靈體內的詛咒意識無處發洩，令詛咒精靈的身體當場爆開，遭詛咒反撲，被飛來的廣告招牌穿過頭部和左肩，釘死在神社的大樹上。
比翼烏鴉（原著第40話登場）
生前因為意外而各別失去一邊翅膀，死後棲息於童守小學的大杉樹的雌雄比翼烏鴉靈體，據傳只要情侶在比翼烏鴉棲息的杉樹下告白，將會永遠和對方相愛廝守。本篇裡美樹出於好奇和實驗精神，刻意將廣約至此樹下告白，引致比翼烏鴉的附身，雖然兩人在這段期間感情迅速增長，卻也引起鄉子的不滿。後由於廣為拯救因為煤氣爆炸而被困在理科教室裡的鄉子而衝進火場，鳴介才發現附身於廣和美樹身上的比翼烏鴉，而比翼烏鴉亦因感受到廣和鄉子深厚的感情，自行飛回大杉樹。

NEO篇：  鳴介透露大杉樹已被颱風吹倒，比翼烏鴉也移轉到其他地方。
第四水道的幽靈（原著第42話登場）
30年前為童守中學游泳健將的幽靈，因為死於交通事故而未能參加比賽，過於強烈的執念使其滯留在童守小學泳池的第四水道不肯離去。鳴介為使其成佛，請求祂等待三天的時間，以尋覓能夠與之較量的學生。碰巧不會游泳的鄉子因為和廣打賭要學會游泳，趁著夜晚抵達學校泳池練習時偶遇以陽神之術化為中學生面貌，假扮成該名中學生靈體的鳴介，遂透過後者的指導增進泳技。得悉實情的廣趁夜抵達學校和陽神化的鳴介較量泳技，但最終由於鄉子出面干預，令鳴介的陽神短暫消失，而該名中學生的幽靈則在和鳴介較量泳技後，一圓夙願得以升天。
狸貓（原著第43話登場）
能夠吐出靈媒物質，幻化成指定對象的狸貓，在本篇裡屢次將靈媒物質變化成鳴介的模樣，在校園裡引起一陣大騷動，最後鳴介決定將其暫時養在校園裡，訓練牠不再變身和吐出靈媒物質的方法。
童守小學音樂教室的女學生幽靈和教師幽靈（原著第44話登場）
留守在童守小學音樂教室的兩名幽靈。生前該名音樂教師為訓練女學生參加比賽而強迫其練琴，結果兩人皆在前往比賽途中死於交通事故。死後女學生被化為惡靈的教師脅迫和束縛，無法超渡成佛，只能留在音樂教室持續練琴。在本篇裡大月老師於某夜偶然經過音樂教室，使用儀器接受到該名女學生的訊息，瞭解其係非自願留駐於音樂教室。不知情的鳴介誤認女學生係因生前未能參加比賽而無法成佛，於隔夜前往音樂教室超渡女學生，卻對於女學生不肯彈琴感到困惑，此時大月老師說明女學生的實際心情，令化為惡靈的教師隨之現身，最終鳴介和大月老師聯手擊敗並消滅教師的幽靈，才讓該名女學生脫離束縛，前往極樂世界。
二宮金次郎的石像（原著第46話登場）
座落於童守小學的二宮金次郎石像，會在夜晚自行走動，但其實是個守護學童，犧牲自己以解救他人免於災厄的附喪神（替身菩薩）。本篇裡誠因為忘記寫作業被罰留堂晚歸，撞見自行走動的二宮金次郎而將其視為妖怪，還使得廣與鄉子展開追擊二宮金次郎的行動，但鳴介到場揭露二宮金次郎其實是為了要除掉化成惡靈糾纏誠的教師地縛靈（動畫版更動為附於魔術書籍裡的惡靈），才會自行走動並緊追著誠，最後二宮金次郎將該名地縛靈吸進自己的書本裡，導致自身瞬間被炸得支離破碎，而鳴介亦為此被校長勒令付出薪水修理二宮金次郎的石像。
NEO篇
由於其會在夜間走動的傳聞，促使童守小學發起撤走二宮金次郎石像的運動，察覺此事的二宮金次郎憤而起身行動，出手懲罰違規的對象。及後因為遇見邊走邊玩手機遊戲的誠和五年三班的學生，試圖懲戒毆打誠等人時被鳴介出面調停（鳴介說明因時代不同，部分規矩已和過往不同）而罷手，最終因為誠的推薦迷上手機遊戲，從此不再隨機走動，亦讓校方撤銷運走二宮金次郎石像的計劃。
彌彌子
僅在原作登場的轉學生，是個容貌似貓，胸圍傲人，居住在利根河的女性河童。性格豪放慷慨且強勢，喜愛相撲，為體會人類校園生活進入童守小學，卻因此給班上帶來不少困擾。後來相撲比賽敗給鄉子，自我反省後回到河裡生活。她是第一個在神眉班上插班的妖怪。後來在鳴介被窮神纏身而落魄潦倒之際，亦曾再次登場和裂嘴女三姐妹、滑瓢、座敷童子探望鳴介。
里見佐佐姬和守門武士的幽靈（原著第47話登場）
前者為四百年前的貴族北條氏的愛妾，後者為守門的武士。四百年前，佐佐姬和北條氏結成政治婚姻，卻和當地的守門武士暗通款曲，發現真相的北條氏下令處決佐佐姬並將守門武士拷問至死，將兩人的屍首埋至附近某株大樹下。每逢兩人被殺的七月末月圓夜，守門武士就會現身挖掘大樹附近的土壤，並且在找不到佐佐姬遺骨的狀況下自行消失，而任何試圖砍掉此樹的對象，都會發生意外慘死，迫使童守寺和尚不得不前來和鳴介求助。
耳聞此事的廣、鄉子、美樹、克也決定將此地作為試膽的場所，趁夜抵達該株大樹所在的位置，卻因為見到守門武士現身，連忙爬往大樹的頂端逃命，最終因為美樹不慎抓破大樹的樹幹，令佐佐姬的遺骨探出樹外，佐佐姬和守門武士的靈體才如願重逢並一齊升天。
紅色外套（原著第50話登場）
距今30年因為被同學欺負而自殺的少女怨靈，二年前來到童守小學時被鳴介封印在一間教室內，後來鄉子因故不小心弄斷封印的結界導致被紅色外套給攻擊，以禹步擊退後被鳴介找到，至此仍舊被封印在童守小學內，攻擊人前會問要不要穿紅色的外套，只要回答必遭受其害。
原型可能參考自都市傳說-紅紙、藍紙。
貘（原著第51話登場）
在日本當地傳說中吃掉厄運的一種妖怪，但在本篇登場的貘則是因為遺憾自己的夢想無法實現而死去的亡魂所形成的一種集合體，曾吃掉小廣、鄉子和美樹的夢想，鳴介在事態惡化前，利用白衣觀音經超渡這些可憐的亡魂，讓這個集合體瞬間潰散，小廣、鄉子和美樹三人也才能恢復正常。
育子幽靈（原著第53話登場）
生前死於交通事故，死後因放心不下尚在襁褓中的孩子，偷偷將其抱出醫院養育的女性幽靈，但由於其僅是用最基本的本能照顧孩子，導致孩子營養不良而發高燒，最後在鳴介的勸諫和引渡下，將孩子託付給廣、鄉子、誠、美樹後升天。
人面疽（原著第54話登場）
會附身在人的身上同時在人體某部份出現人臉的腫瘤並發出怪聲的妖怪，原著中鳴介幫一戶人家的女兒除靈失敗時曾遭到附身，小廣和鄉子等人得知後利用幡門場的妖刀將附身在鳴介幽體上的人面疽給成功切除，人面疽反過來要附身在小廣和鄉子等人身上時被鳴介用鬼手消除。
動畫版是棲息在鏡子裡面並附身在小誠身上。
食垢怪（原著第55話登場）
會舔食木桶和浴缸的妖怪，在本篇則是由刷子幻化成九十九神之一的妖怪，因為要幫即將關閉澡堂的婆婆能繼續經營下去而幻化成妖怪，利用自身能力去弄髒童守町每戶人家的浴室，好幫澡堂招募到客人上門，最後在鳴介鬼手的力量下恢復成原本刷子的模樣。
木靈（原著第60話登場）
由植物靈所幻化而成的妖怪，只有俱備靈力或是波長符合的人才能看見，本篇小廣所看到的的是石蒜花(彼岸花)的木靈，外型是兩個穿著中國服飾的女孩，利用歌聲替小廣的足球隊加油，在最後一次因為小廣在賽前的腳傷讓比賽陷入苦戰，石蒜花的木靈們便用盡了全力替小廣加油而枯萎，但因為球根還在所以本身並未消亡。
5年3班的幽靈學生（原著第61話登場）
本名未詳的幽靈，原本預定在長假結束後轉進童守小學，成為5年3班的學生，卻在搬家途中因交通意外而喪生，死後的執念讓祂羈留於人間，更時常在5年3班的學生照相時現身而引起恐慌，令懼於該名學生的5年3班學生們使用葬禮的清鹽將其逼入掃具櫃，最後鳴介出面解釋該名學生身故的原委，請全班同學和祂拍完最後一張照片後升天，但由於其現出的面貌過於駭人，導致最後全班同學都被其嚇得落荒而逃。
附喪神百鬼夜行（原著第62話登場）
古代傳說某件器具紙要使用滿百年就會成妖，故會在使用器具長達九十九年時將之丟棄，而被丟棄的器皿則會因為僅差一年就能成妖的怨念變成附喪神。在本篇則是指器具因為長期被人類使用，因為人類對其產生的情感而化成妖怪。本篇中秀一偶然間發現眼熟的舊傘而撐開該傘避雨，卻不料該把傘已成附喪神而被其帶至充斥著廢棄器具化成的九十九之神的垃圾場。鳴介為解救秀一，抵達垃圾場讀取該傘的記憶，發現該把傘其實是秀一幼時珍惜的愛傘。其後鳴介和秀一待在垃圾場觀看九十九之神的百鬼夜行，直至天明後工人使用挖土機處理恢復原型的九十九之神才正式離去。
玉子 / 貓又（原著第66話登場）
小誠家裡飼養15年的母貓，實際上是擁有五條尾巴的貓又，有預知危機的直覺，在危急時刻甚至能改變自己的身型大小。在解救小誠的祖母免於平交道意外後，便從此不再開口說話。鳴介和雪姬舉辦婚禮時亦有登場。在文庫版附錄篇透露其七年後依舊活著。

NEO篇：
成為了童守野市一眾貓又的首領。曾出現在小誠家中睡覺。喜歡吃木天蓼，可以窺探其他貓的記憶。
人蛇妖（原著第68話登場）
會在窗邊窺視人類並伺機攻擊人類的疫病神之一，因為小廣的足球隊友風間剛好目擊到人蛇妖而請求鳴介的幫忙，最終被鳴介的鬼手消滅，而在本篇中也被風間的導師-律子老師目擊到鳴介的另外一面而開始喜歡上他。
掛單禿驢（原著第69話登場）
落難在人間成為妖怪的客人神，會毫不猶豫走進別人家喧賓奪主的妖怪，在本篇因為被美樹誤會是其父的上司而受到熱情款待，掛單禿驢亦也帶著美樹前往很多地方吃喝玩樂直到被識破其身份為止，後來在鳴介的幫忙下，被掛單禿驢所騙的眾店家才沒有對美樹進行追究。
揹人妖怪/道祖神（原著第70話登場）
有著猶如復活島石像的容貌，定居在道路旁而無法任意搬遷的神明，平常偽裝成石頭待在路邊，會在夜晚的道路邊呼喚著路人背負祂，一旦躍至該對象的背上，就會變得越來越重，最終將該對象壓垮。本篇裡廣因為不慎弄丟鄉子的表哥贈與的髮飾，被鄉子要求將髮飾尋回，因而遭遇道祖神的糾纏，最終在鳴介抵達現場替廣解危後便隨之消失，遺留一地的財物，亦讓廣尋獲鄉子的髮飾。事後鳴介解釋這是因為道祖神察覺附近的道路施工，亟需尋找協助祂搬離該條路的對象，碰巧廣讓祂離開該條道路，所以才會將遺留在路邊的財物作為祂的謝禮。
七人法師（原著第73話登場）
由生前作惡多端的法師死後所成為的七個怨靈，七人法師如果少了一個便會將撞見他們的行人殺掉充數，本篇兩個強盜圓城寺由利江和金森敬一郎因為在逃亡途中輾斃七人法師其中兩位，結果被七人法師剩下的成員緊追到童守小學，原本欲拿小廣和美樹來代替自己被七人法師所殺，但逃離現場時，因排水管被雷擊而斷裂，導致兩人墜樓身亡，成了七人法師的成員，事後鳴介表示兩人可能會永不超生而對此他也無能為力了。
管狐（原著第74話登場）
為巫女或是靈能力者所使用的式神之一，擁有各種不盡相同的能力，一般都住在竹筒內，在本篇則是東名所持有的妖獸，東名曾因靈能力不夠而讓新出生的管狐作亂釀成大禍，最後還是由鳴介出面收拾殘局，此事後多以背景角色登場。
電視劇版則是因為東名叫不出無限界時空才有辦法叫出。
百百目鬼（原著第76話登場）
專門附身在扒手身上的妖怪，如果不洗心革面最終將變成全身都是眼睛的妖怪，在本篇曾附身在因壓力大而偷東西的筱崎愛身上，後來筱崎愛跟鳴介坦白一切後，百百目鬼就消失了。
黑齒女妖（原著第77話登場），演：林和美
一輩子無法結婚的女人死後所形成的妖怪，沒有五官卻擁有一口濃密的大黑牙(有些類似於無臉妖)，因為嫉妒律子老師的美貌而附身在她身上，原本鳴介打算用假結婚的方式來除靈但最終失敗，之後在鳴介誠心誠意的說服下才化解其怨念而消失。
茶袋（原著第78話登場）
從空中垂下類似一個破袋子的妖怪，據說有邪念而碰觸的人通常都會被奪走生氣，在本篇則是只要心無邪念能夠讓人回到過去的妖怪，鳴介曾想利用茶袋的力量回到小學時期救美奈子老師一命，最終因為鬼手的力量過於邪惡反被茶袋拉回現世。
而在<靈媒師東名Ascension>也曾出現過。
一反木棉（原著第80話登場）
最初被鄉子誤以為是天女的羽衣而被撿回家，實際上是類似於長型白色方巾的妖怪，會將人纏在半空中吸取被害人的生氣，後被鳴介用鬼手給消滅。
大太法師 CV：山野井仁（原著第82話登場，NEO篇單行本第44話登場）
日本傳說中能夠移山填海的巨人，在本篇中美樹為了要救即將拆除鐵塔上的燕子窩而出現在其面前，並協助美樹將鐵塔遷移至無人地帶讓燕子家族不受到人類侵擾，靈力強勢連鳴介都是到最後才發現他的存在。動畫版則可以聽到美樹的願望而依照她的意願將童守町做了不小的改動。

NEO篇：
再度被美樹呼喚協助茉莉將一窩狸貓母子棲息的廢屋搬遷至無人打擾之處。
麒麟（原著第84話登場）CV：土師孝也
來自於天上的神獸，對於殺害生命的罪人絕不輕饒，因為撞見克也害死神社的鯉魚而前來制裁他，最後因為克也曾在之後救了一隻小狗的性命而決定赦免他的罪孽並返回天上。
頭上擁有一隻角，平常幾乎都隱藏起來只有在制裁罪人時才會出現，靈力強勢能讓鳴介的鬼手瞬間支離破碎。

NEO篇：
頭上的角被「卡爾拉‧辛」移植到右手當中。
肉人（原著第85話登場）
在原著中出現在童守寺外型如同肉塊一般的妖怪，據說身上的肉吃下去能提升身體的各項能力，因此在原著被剛好苦惱於鋼琴比賽的筱崎愛視為可行的辦法而和小誠在半夜埋守在童守寺內，但肉人身上的肉並沒有想像中的好拿因此遭遇到麻煩，最終小愛聽從小誠的建議放棄奪取肉人的肉塊，而肉人也在被小愛等人歸還肉塊後消失在童守寺內。
白老鼠（原著第86話登場）
用於實驗的白老鼠，擁有過於強大的繁殖力，但只要數量過多和疏於照顧就會互相殘殺。在本作中廣因為被兜售白老鼠的攤販遊說而購入兩隻白老鼠，但由於白老鼠迅速增殖，令校園陷入恐慌中，意識到自己鑄下大錯的廣為保護其他同學，懇求白老鼠群對同學們手下留情，反而招致白老鼠群的集體意識形成生物靈並對其發動攻擊，最後鳴介運用鬼手創造出洪水來臨的幻象，將白老鼠群逐出校園，而該名攤販依舊在路邊誘騙不知情的學童購買白老鼠。
天邪鬼（原著第88話登場）
脾氣出了名彆扭的妖怪，就算是神在面前也一樣要唱反調，在本篇被鳴介指出天邪鬼佔據在轉學生由香身上而要幫她除靈，但實際上鳴介是擔心脾氣彆扭的由香會被班上同學排擠才刻意讓其他人以為是妖怪所為，而從由香體內抓出來的天邪鬼也疑似是鳴介自己用靈力灌輸到玩偶上所呈現的幻象。
釣瓶妖（原著第89話登場）
傳說中躲在樹上並伺機掉下樹攻擊人類的妖怪，外型種類非常多樣，在本作中則是動物死後被埋在高靈的樹底，靈魂循著樹根攀至樹枝端，變成從樹枝落下襲擊活體，吸收精氣的妖怪。在本篇小晶和鳴介等人前往童守町北區的森林抓鍬形蟲時撞見這種妖怪，並且在該森林遭遇殺害債主的男子，因為數量龐大，鳴介的鬼手應付不來，眾人只能盡量逃到森林外面，而該名殺害債主的男子也被債主靈魂化成的釣瓶妖殺死。
紫色婆婆（原著第92話登場）
生前因為愛孫意外死亡，過於悲傷而割下自己雙耳，死後化為惡靈襲擊學童的老婆婆，害怕紫色的物體。在本篇中廣、鄉子、美樹、克也等人因偶然間發現其害怕紫色的特性，故特地準備紫色的物件穿戴在身上，以防範紫色婆婆的襲擊，孰料廣等人因為不解紫色的象徵意義和靈語而過度使用紫色物件，導致紫色婆婆對紫色產生抵抗，最後鳴介運用色靈的意義，將經文運用特定色彩組合的彩色圖畫紙貼在牆上，引導廣等人和紫色婆婆前往放置紫色牽牛花的房間（象徵「靈界」和「成佛」），成功使用色彩靈語令其安息成佛而結束風波。
件（原著第93話登場）
日本傳說擁有人首牛身，能夠預言將來發生之事的妖怪。本篇裡的件則是降生時不限任何動物型態，母件會預言將來發生的事，公件則會預言如何預防和解決災難的方法，兩者都會在預言後立刻死亡。本篇裡的法子因為祖先曾任意在水神神社便溺而開罪水神，被母件預言將會死於水難而身陷危機，其後介入此事的鳴介和法子聽從公件的預言準備供品前往神社祭拜水神，風波才算整個平息。
寢肥（原著第96話登場）
平時是普遍女子到了夜晚卻會變成肥胖的女妖，也有傳說是一種疾病而非妖怪，在本篇則是附身在一個女大學生身上，原本玉藻引出寢肥之後欲殺之但被鳴介給阻止，被捨身相救的寢肥因而感謝鳴介之後便成佛了。
窮神（原著第97話登場）CV：槐柳二
外表如同一個邋遢的老頭子，被附身之後都難逃貧窮落魄的厄運，鳴介因為幫一對母子驅逐窮神結果反遭附身，最後連自己住的地方也因為火災而沒了，不過最終鳴介因為學生和同事朋友之間的支持而決定放開心胸樂觀面對，窮神也因此自動離開了鳴介的身邊。
吸血鬼（原著第98話登場）
白天是氣功治療師，晚上則化成妖怪吸取活人精氣的人類男子。過去運用氣功治療病患的期間，偶然想到將病患的精氣抽出體外的想法，附諸實踐而意外地實驗成功，此後便食髓知味地藉著化身妖怪吸取他人精氣，讓自己達到不老不死的境界。在本篇裡再度犯案後，將美樹鎖定為下手目標並將其帶回自己的診所，還試圖將鳴介、廣、鄉子的氣據為己有，最終在吸收鳴介的鬼手後，因為承受不了霸鬼的力量導致身體當場破碎，其後霸鬼則回歸鳴介的左手並再度封印。
青行燈（原著第100話登場）CV：戶部公爾
將死者帶往冥界的妖怪之一，在本篇化裝成鳴介的模樣（右手戴手套）唆使五年三班的學生們進行百物語的活動以圖將鬼門給打開，最終被真正的鳴介用鬼手給消滅。
笠原麟童丸（原著第104話登場）
14歲的武士，400年前童守城的城主－笠原宏康的兒子，為了爭功深入敵陣卻壯烈犧牲。之後便以騎馬武士的姿態出現在童守町，神眉利用他除去徘徊的騎馬武士幽靈後成佛。
以津真天（原著第105話登場）
擁有蛇的尾巴人的面孔和鳥的身軀，同時嘴裡還說著還不快點的妖怪，傳說經常出沒在戰亂時代無主孤魂的地方，在本篇中因為金田常常將小動物的屍體隨手亂扔的次數過多，才被這種怪鳥給盯上，後來在鳴介超渡這些小動物的亡靈後，以津真天才不再出現。
二口女（原著第106話登場）
於後腦勺長出一個血盆大口的女妖，會利用頭髮當做觸手尋找東西吃，在本篇則是因為戰亂而不幸身亡的孩童靈魂附身到鄉子身上才出現二口女的現象，最終鳴介在鄉子家附近找到那位孩童的遺骸超渡並供養他，其孩童靈魂才離開鄉子身上。
青蛙（原著第109話登場）
藉著特殊呼吸法，被封存於化石層後仍能存活的青蛙。本作中鳴介和5年3班的學生無意間打破化石並發現此青蛙的存在，鳴介深入調查，才發現係其特殊的呼吸法，讓該隻青蛙能夠存活在化石層中，並探索出不同動物的呼吸法和特殊功能。其後鳴介、廣、鄉子、克也、美樹、誠在搭乘公車準備將該隻青蛙送往研究所的途中，遭遇土石坍塌，但由於鳴介藉著鬼手讓一行人學會青蛙的呼吸法，才在發生坍塌意外的一週後被救難隊尋獲並保住性命。
獨腳怪（原著第110話登場）
只有一隻腳跟一隻眼似人的妖怪，在本篇是山神第一個派遣來對付雪姬和神眉的使者，最後被兩人合力打敗。
水熊（原著第111話登場）
體積龐大，守護水域的水神，會從體內伸出觸手獵食生物，當人類忘卻水的恩惠和侵犯水源的純淨時，就會現身在受汙染的水域裡，擁有操控所有水的能力，一旦被惹惱就會引發大洪水將週圍的所有東西沖走。本篇裡從補習班返家的秀一親眼見證水熊的出現，將其視為UMA並試著與之接觸。後來在童守町開設化學工廠汙染水源的廠主為了除掉水熊，喝令工人將炸藥放置在其身上準備炸死祂，秀一為保護水熊而撲向祂的身軀，最終水熊運用觸手保護秀一免於炸藥的傷害，運用自身靈力引起海水倒灌，沖毀所有設於河岸邊的工廠，秀一則因為被水熊所救騎在祂的身上而避過洪水的襲擊。
金靈（原著第112話登場）
金錢的精靈，在日本各地遊蕩，碰到人會問要多少錢，並且會依據當事人提出的金額多寡，變出三個當事人想要打敗的對象。實際拿到的金額，則和當事人擊敗的挑戰對象實力強弱成正比。鳴介因為不小心在路上意外弄壞別人的攤車，而被迫去找金靈幫忙，事成後因為貪心再次像金靈要求五千萬的現金，結果最後被金靈利用幻術騙進來的大卡車撞成重傷。
耶誕精靈（原著第114話與第235話登場）
在70年代的日本曾經造成熱潮的神秘生物，外型近似蒲公英的種子一般，在本篇則被設定是像毛球一般的小妖怪，擁有實現願望的能力，若是在耶誕精靈所在的地方放置粉底，就會迅速增值，但是耶誕精靈只要實現一個願望，就會自行消失，而且消失的數量和願望的難易度成正比。美樹曾想藉耶誕精靈發一筆橫財，但在鳴介和小廣等人在自己面前發生意外被耶誕精靈所救後，發覺自己最重要的事物是身邊的人而打消此念頭。
在妖怪博士篇則是消滅八歧大蛇的終極正義妖怪而被小廣等人給召喚出來。
雷姆 / 狼人（原著第115話登場）
狼少年，被集英醫科的柏教授在泰國發現，因為自小與雙親失散加上受到強制治療和催眠而以為自己是人類，實際上是個狼人。後來在玉藻的協助下重返大自然。
愛迪生（原著第116話登場）
歷史上知名的發明家。在本作中由於晶將古董店的通信器購回家中改造成靈界通信器，故藉著此機器和晶展開通訊，將設計圖傳給晶供其發明物品。之後晶運用其設計圖自行車製造出心靈機器人，結果不慎讓惡靈附於機器人的身上，最後鳴介強行消滅惡靈和摧毀機器人，向晶追問設計圖的來源，愛迪生才透過通信機道出自己很欣賞晶努力不懈的發明精神，並且在發現人類需耗時20年才可能接受這種類型的機械後，請求晶關閉靈界通信器直至20年後再將之開啟，便自行關閉通信彼端消失在鳴介和晶的面前。
系美 / 女郎蜘蛛（原著第119話登場）
性情溫柔的少女，實際上是活了20年的雌蜘蛛化身的妖怪－女郎蜘蛛。曾短暫的倍受男生青睞，露出原型後一度要將童守小學所有男學生吞食，被鳴介阻止後重新喚起善良的心。在鳴介的超度下成佛。
傳說中的女郎蜘蛛是日本古代某一名女子因紅杏出牆被其服侍的領主發現，結果被其領主丟入裝滿毒蜘蛛的箱子內慘死後幻化而成的妖怪。
寄生蟲（原著第120話登場）
會寄宿於宿主體內吸收其體力和精力，具備驚人繁衍力，最終會導致宿主死亡的駭人寄生蟲。在本篇裡廣因為不慎在打棒球時，將棒球打進校長辦公室並破壞古董壺，導致壺裡乾燥的寄生蟲卵掉出來。不知情的廣誤以為是土產而將蟲卵吃下，遭其寄生，被送進醫院治療，孰料體內的成蟲反而竄出體外大量繁衍幼蟲，令廣險些喪命，最終鳴介藉著美奈子老師靈魂的襄助強化靈力治癒廣的身體，摘除後者體內的寄生蟲，爾後鳴介和鄉子使用病房裡的傢具砸死寄生蟲，才救回廣的性命。
天井妖（原著第124話登場）
舔舐天花板的妖怪，有時會故意嚇人而讓人發狂，在本篇則擁有把空間上下顛倒的能力，同時在童守中學作亂，鳴介原本要處理卻被東名搶先解決反而遇到麻煩，最後由鳴介降靈到東名身上才把天井妖給打敗。
恐怖子（原著第129話登場）
在原著與OVA版登場，多年前死於車禍的少女。為尋找心愛的口琴，入侵他人夢境並要求在指定路線裡尋找口琴，如不服從或走錯路便無法返回現世。後來鳴介在現實生活尋獲她的口琴，使用白衣觀音經超渡附於口琴的怨念使其成佛。在OVA版則是將口琴歸還給她，才得以成佛。
OVA版的個性設定上仍保有善良的一面與原著的惡劣行徑完全不同。
惡魔（原著第130話登場）
有著蝙蝠雙翼，羊首人身的惡魔。本篇中麻美為拯救被困在樹上長達數小時的學童，借用惡魔的力量施展魔法，卻因此召喚出惡魔，被其要求結締契約，最後鳴介讓封印左手裡的霸鬼出面震懾惡魔，才使其回歸地獄。
微笑面具（原著第131話登場）
平安時代的藤原氏之女麗姬生前配戴的微笑面具。據傳當時的某位地方豪族為擴張勢力而迎娶麗姬結成政治婚姻，但由於麗姬性格彆扭，加上該名豪族並不愛她，為了不看見麗姬的臉而強迫其戴上微笑面具，最後導致麗姬抑鬱而終。死後的麗姬由於怨念過於強大，附著於面具上，經過數百年的時光後被美樹拾獲並配戴在臉上，致使美樹受到怨念的影響只能笑而無法展現其他表情，引起同班同學的不滿和誤會。美樹因不願再承受面具的怨念跑到河岸邊獨處，甚至在某位男士隨手丟棄菸蒂引發大火時企圖待在火堆裡尋短，以求擺脫面具的詛咒，最終由於5年3班的同學趕到現場關懷美樹，加上鳴介持續用咒文消弭麗姬的怨念，令美樹感受到友誼的溫暖而滴落真誠的淚水，而麗姬的怨念亦因此受到治癒並從此消失殆盡。
罔象女神（原著第132話登場）
日本神話傳說裡的水神，本篇裡其神器為擁有龍型雕飾的寶珠。因為秀一照料飼養的烏龜期間，不慎讓烏龜流進下水道，導致烏龜吞落罔象女神的神器變成神獸反撲他。起初玉藻本欲犧牲秀一以求解決事端，但被鳴介制止，最終鳴介請求美奈子暫時解封鬼手的力量，和玉藻聯手破壞神獸化的龜的甲殼取出神器，風波始正式平息。動畫版神獸化的烏龜則在事件落幕後，回到秀一的身邊。
包姬（原著第133話登場）
棲息於北海道的妖精，屬於淫魔的一種，曾附身在法子身上而在班上造成一股不小的騷動，後來被鳴介封印送回北海道去。
舞首（原著第134話登場）
傳說中由三個發生爭執的武士在死後所成為只有三個人頭的妖怪，會在沒有月亮的夜晚的上空互相鬥爭，在本篇曾附身在小廣、克也和金田三人身上來進行鬥爭，後來被鳴介阻止才讓小廣、克也和金田三人擺脫舞首。
水女（原著第135話登場）
由出海捕魚罹難的漁夫的妻子怨念聚集而成的女妖，經常出現在雨天的水邊，會纏上前來搭訕的男子身上，遭其附身的男子將會因為水女帶來的厚重濕氣，令身體不堪負荷而逐漸衰弱致死。弱點是鹽，只要被大量的鹽撒到身體，就會讓自己的身體被鹽分消蝕殆盡，必須仰賴大量的水分才能順利恢復原狀。本篇登場的水女因為附身在一個不修邊幅同時又有變態興趣的男子身上，在忍無可忍的情況下到學校請求鳴介的幫忙，但礙於強行分開可能導致自己的消失而作罷，後來在路上將被其附身的男子推下階梯，反讓自己也一起滾下被鹽車撞到，但是被附身的男子不顧自己拼了命的搶救後，最終愛上他。鳴介也在內心以妖怪和人類的情侶祝福他們。鳴介和雪姬舉辦婚禮時作為賓客登場，為兩者祝福。
紫鏡（原著第136話登場）
傳說若是一面鏡子被塗成紫色，將會令持有者深陷詛咒。在本篇裡克也因為在美術課為美樹繪製畫像時，刻意強調美樹的胸部而觸怒對方，因而在心懷不滿的情況下，使用顏料將美樹的隨身鏡盒的鏡面塗成紫色。未料這項舉動令被塗成紫色的鏡面成為讓靈體通行的靈道，引來眾多幽靈企圖將美樹拖入靈界，克也這才發現自己鑄下大錯令美樹身陷危機，遂跳進排水道尋獲掉進排水溝裡的紫鏡，交由鳴介關閉紫鏡開啟的靈道才化解危機。而這件事情也讓克也正式向美樹告白，但亦因此成為美樹的奴隸。
翻枕妖（原著第137話登場）
據傳會在人們睡夢中時翻動枕頭的妖怪，有時可能會讓人的靈魂在睡夢中前往別的世界，在本篇中，鄉子因為被翻枕妖翻了枕頭的關係來到了未來的世界，後來察覺不對的鄉子前往醫院探視因故而癱瘓的鳴介才發現是翻枕妖的傑作，後來在未來鳴介的幫助下鄉子才得以回到原來的世界。此未來的世界是《靈媒師東名》故事連結。
回聲鼠（原著第138話登場）
外表像普通老鼠的妖怪，流傳在秋田縣一帶的傳說中的怪物，一旦碰到人類就會發生大爆炸。在本篇是山神為了懲戒鳴介和雪姬的使者，後來在鳴介利用白衣觀音經的保護之下，眾人才逃過一劫。
陰摩羅鬼（原著第140話登場）
念經超渡的人如果以隨便的心態替死者超渡，可能就會令死者的靈魂幻化成為這種妖怪，在本篇中鳴介的損友童守寺和尚就是因為這樣而惹禍上身，最後在鳴介與陰摩羅鬼陷入苦戰之際，童守寺和尚最終聽從鳴介的建議誠心唸了一段經文才讓化為陰摩羅鬼的死者超度。
返魂香（原著第142話登場）
能夠讓範圍內的指定對象起死回生的薰香，若是用在靈魂已經不在的遺體身上，就會讓亡者遺體變成殭屍。在本篇裡法子因為愛犬小白不幸喪生，為求慰藉懇求東名令小白復活，但由於東名使用返魂香的時候不慎令返魂香的氣擴散，令小白和墳場內的所有亡者變成殭屍，最後鳴介朝空中點亮求救信號燈，利用附近直升機的氣流驅散返魂香才平息墳場的騷動。
回聲和尚（原著第143話登場）
外型矮小如孩童，身穿蓑衣的妖怪，能夠重覆著別人的話，甚至是透過他人的口語傳播，將當事者的意念聲音傳至指定對象的身邊。在本篇裡廣在踢足球時偶遇頭部受傷的回聲和尚，拿出跌打噴劑為其療傷，使得回聲和尚為了報恩跟隨廣抵達童守小學。後來廣的父親於送貨途中發生交通事故，被送至岩手縣的醫院急救，廣懇求鳴介將其聲音傳至父親身邊，鳴介卻礙於自身靈力能夠達到的範疇有限而沒有答應，最後回聲和尚收到廣的意念，將廣對父親說出的關懷和鼓勵的話語，傳至廣的父親的耳裡，廣的父親因而成功地撐過急救關頭，向廣致電回報自己在醫院接受治療的消息。事後回聲和尚因為已圓報恩的心願，重返大自然。
船幽靈（原著第144話登場）
過去死於海難的眾多亡靈的化身，當船隻行經船幽靈所在的海域時，船幽靈將會提出給祂們勺子的要求，若是當事人將勺子或其他容器給了祂們，船幽靈將會使用從當事人手中取得的容器，將海水倒進當事人的船身直到沉沒為止。本篇鳴介、雪姬和小廣等人在海邊遊玩的時候，小廣等人遇到鬧事的三名無賴，讓他們的充氣船漂離了神眉和雪姬的小艇而遇上船幽靈，幸虧鳴介和雪姬及時駕船趕到現場，將沒有底部的勺子扔給船幽靈，才讓小廣等人順利逃過一劫。事後三名無賴將吃完東西所剩的垃圾包裝丟進海裡，反讓潛伏在海裡的船幽靈順勢將三人丟棄的垃圾當成勺子，不停地往三人搭乘的小船舀進海水，最後三名無賴被雪姬凍成冰雕並漂浮在海上，等待他人的救援，鳴介、雪姬和小廣等人則是開心地搭火車返家。
洗豆老人（原著第145話登場），演：鈴木拓
在河邊發出類似於洗豆聲響的妖怪，如果想找出聲音的源頭可能會掉進河內，在本篇則是利用洗豆聲響淨化人心的妖怪，曾治好律子老師班上學生-村田正和的心病。
嘿嘿呵（原著第147話登場）
傳說為青樓女子死後所形成的妖怪，聽到其笑聲都會難逃其厄運，本作裡則是江戶時代傳說中由笑臉迎人的美女散播快樂的念頭形成的妖怪，遇見其他人就會讓對方發笑，令其心情好轉。棲息於童守鎮的廢棄房屋，為鏡子變化而成的附喪神，變成人形的時候，則是留著傳統髮型的大臉女性。由於原本的主人是位愛笑的美女，所以感染了原主人開朗愛笑的習性。在本著裡小誠遇到不愉快的事情來找她時，嘿嘿呵就會用各種把戲讓心情不好的小誠得以重拾笑顏。後來在小誠因故闖進廢棄的房屋而遭遇危險之際，嘿嘿呵及時現身保護小誠並道出她的身世之謎。最後由於身為原型的鏡子被破壞的緣故，在小誠獲救的同時亦隨之消失。

NEO篇：  為了阻止栗田誠自殺，被鳴介用水晶球呼喚出影像出來。
求雨妖（原著第148話登場）
傳說中頭戴雨笠手拿燈籠的兒童妖怪，同時是雨神的侍童，會協助與神降下雨水來解除乾旱的大地，在本作是吉田豪的祖先，被神眉指出因為與人類誕下後代而使得族群日益稀少的妖怪。
吸血樹（原著第149話登場）
會吸取路過對象血液的樹木。在本篇裡晶因為發明了能讓植物表達情感的儀器，於是將自己的巴西鐵蕨小巴巴裝上該儀器，理解小巴巴的感情。其後晶因為在放學途中偶然見到有著奇特外型的吸血樹，出於好奇而持刀劃開該樹的樹皮，詎料此舉竟讓吸血樹開始行動並襲擊週遭的人類，鳴介試圖搭救晶，反而身陷危險之中，此時由於裝在小巴巴身上的儀器線路接至吸血樹身上，使得小巴巴能將自己的意念傳給吸血樹，懇求其放過鳴介和晶。最後吸血樹恢復平靜，將小巴巴帶回深山重返大自然，才令鳴介和晶得以逃過一劫。
朧車（原著第151話登場）
外型為一輛有著大型人臉，由牛的骷髏驅動的牛車，為平安時代的女性貴族怨念幻化而成，沒有實體的妖怪。在本篇裡美樹和鄉子因前者拾獲一千元鈔票，為了是否交出該張鈔票而在路上發生爭執，受到忽然現身的朧車的妖氣影響，至使兩人燃起競爭意識至水火不容的程度。鳴介為解除朧車的詛咒，帶領美樹和鄉子抵達朧車現身的地點，讓美樹和鄉子同心協力騎自行車追過朧車，未料美樹因為在半途中再次和鄉子起爭執而不慎摔倒，最後鄉子奮不顧身的跳離自行車保護美樹免受朧車的撞擊，才解除朧車的詛咒並使兩人重修舊好。
奇拉拉（原著第152話登場）
性感美艷的北國妖怪冰柱女，是雪姬的兒時玩伴，身材比起雪姬要來的性感許多。能將任何看過的物品與生物用冰複製出來。為了尋找雪姬並阻止她和鳴介相戀，下山襲擊神眉卻被雪姬擊敗，只得返回山上。幼年曾對雪姬多次惡作劇，其實相當關心雪姬。雖然初期不認同鳴介和雪姬的戀情，但在鳴介和雪姬結婚時亦抵達婚禮現場祝福兩者，是山神派遣的使者中唯一認同兩人戀情的妖怪。
溫蒂（原著第154話登場）
老舊的麥金塔電腦裡程式的具體化。本篇裡小廣在商店街抽中該台麥金塔電腦，啟動電腦程式後發現了溫蒂的存在並與之成為好友，溫蒂則因為和小廣相處而對其產生好感，但後來溫蒂因為被電腦病毒侵蝕無法維持機能，鳴介利用鬼手探索溫蒂所在的麥金塔電腦，才發現溫蒂已經產生了自己的靈魂，最後溫蒂謝過鳴介和小廣，便消失在兩人的面前。
播種妖（原著第155話登場）
由柿子樹的精靈幻化而成的妖怪，會邊走邊灑下柿子樹的種子，在本篇登場的播種妖手裡拿的並不挶限在柿子樹的種子，而是各種植物的種子並讓各地的荒地給綠化的妖怪，被其袋裡粉末撒到的生物將會迅速成長繁殖。只有靈力高強和心境單純之人能看見祂。小誠曾為了長高的願望而偷走播種妖的袋子，結果卻意外引起班上的動亂，被鳴介發現後要求立刻歸還，而拿回袋子的播種妖則還在全國努力要把荒地給綠化。
NEO篇： 於雪鵺通過樹精的考驗後，被樹精召喚，令林地的櫻花樹再度開花。
狐（原著第156話登場）
傳說中，日本的狐狸娶親時，會讓晴空下起太陽雨，作為知會人類勿打擾婚禮的訊息。在本篇裡廣和鄉子因偶然撞見狐狸娶親的隊伍，被對方發現蹤跡，遂化妝並假稱其他山區的狐族參與該場婚禮，但由於不會幻術和狐火，以及害怕狐族的食物，遭對方識破人類身分險些喪命，趕到現場的鳴介試圖勸阻狐族，但依舊徒勞無功，最後由於受邀參加狐族婚禮的玉藻出面為鳴介、廣、鄉子打圓場，加上玉藻請求鳴介表演山地歌舞來娛樂眾狐族，才讓三人平安的度過該場婚禮並離開現場。
噴射婆婆（原著第157話登場）
會藏身於路人的影子裡，然後趁隙襲擊人類的鬼怪。在本篇裡只要有任何駕駛中的對象看見祂，就會在無法轉頭的情況下發生事故而死。在披薩店打工的少女千田光因為好友死於該鬼怪釀成的事故，特地上門向鳴介求助，最終鳴介請求千田光將機車騎入隧道後熄燈，讓噴射婆婆處於沒有影子的狀態而無法藏身，再藉著打開汽車大燈的瞬間使噴射婆婆無所遁形並消滅祂。
理玉（原著第158話登場）
人類的靈魂有著分布於不同部位和司掌不同功能的球狀體「玉」，而掌管思考的球狀體則被稱作「理玉」。本篇裡廣因故令理玉從耳裡掉出來導致思考異常，碰巧鳴介和鄉子搜尋理玉的資訊時，巧遇在圖書館研讀的東名，遂透過後者的資料理解「玉」的特性，最終鳴介尋獲廣的理玉並將其接回廣體內，才讓廣順利恢復正常狀態。
馬拉松的幽靈（原著第159話登場）
五年前在馬拉松比賽遭遇車禍而身亡，此後每逢馬拉松比賽必定現身的男學生幽靈。在本篇於童守小學舉辦馬拉松比賽時現身，使得鳴介為除靈而決定讓其跑完馬拉松的賽程，卻在跑完馬拉松後仍無法超渡，鳴介和學生們介入調查，才發現其生前係因怠惰而在比賽期間抄捷徑，才會遭遇車禍身亡的真相，最後在鳴介的訓誡下再次投入比賽，真正地全程跑完賽程後升天。
御子楊（原著第160話登場）
又稱飯笥，九十九神的一種，是由飯匙幻化而成並在沖繩當地流傳的妖怪之一，在本篇被美樹從鳴介那裡偷來，並利用御子楊愛模仿別人的特性作弄同班同學，但卻也陰錯陽差的救了被困在垃圾場的小誠一命，之後鳴介以誦經的方式讓御子楊的魂魄安息。
聖誕老人（原著第162話登場）
傳說中專門在聖誕節分送禮物給孩童的和藹老者。在本篇裡因為拯救失事的飛機而耗盡靈力，變成妖精般的模樣，碰巧偶遇為籌備聖誕節活動而準備給5年3班學生聖誕禮物的鳴介和雪姬，進而多次向鳴介求助，懇求對方將靈力分給他，藉此從事助人善行。其後5年3班的學生因為在結冰的湖上行動，致使湖面結冰承受不了學生們的重量而當場崩裂，最後由於鳴介一口氣將大量的靈力分給他而恢復原狀，順勢救起落水的5年3班的學生，向鳴介致謝後便送給5年3班的學生各一份禮物並先行離去。
狐仙（原著第164話登場）
由多年道行的狐修煉而成，會附身於人類的身體，被附身者的左半身則會呈現狐的模樣，最害怕的剋星是犬神。在本篇裡東名因為被電視節目工作人員挖掘，藉著拍攝靈異節目成為當紅偶像，碰巧在出外景時遇見被狐仙附身而被母親帶來求助的男童小男，欲使用經文對其除靈卻反遭攻擊，最後鳴介透過召喚犬神吃掉附於小男身上的狐仙，才讓小男恢復原狀。此事亦讓東名再次意識到自己修行不足，並在事後推掉所有的節目通告請鳴介、鄉子、美樹吃大餐。
幼年時期的鄉子亦曾在狐仙的神社隨地小解而開罪狐仙，後由於鳴介出面調解才消弭狐仙的怒氣。
乘越入道（原著第166話登場）
傳說中走在深山徑道時，會看見祂的影子，當該名對象看見祂的影子而心生恐懼時，體型也變大的妖怪。在本篇裡克也受到不良少年的脅迫，對外宣稱幫不幸兒童募款，實為替不良少年籌錢花用。此時鳴介發現克也的異狀，碰巧耳聞乘越入道於山中作祟的消息，遂前往現場除妖，藉著靈力將自己的體積變大踩扁乘越入道，並告訴克也只要心懷勇氣便可克服恐懼。事後克也在不良少年再度脅迫他時，鼓起勇氣舉起棍子還擊對方，至此擺脫對方的操控，正式和不良少年斷絕來往。
小巴巴（原著第167話登場）
生於白壘紀後期的巴拉薩歐龍，因為藉著特殊呼吸法，得以在化石層裡存活一億四千萬年以上。在本篇裡美樹隨同5年3班學生進行校外教學挖掘化石時，無意間發現被岩石包覆的小巴巴，5年3班的學生決定收養牠將其取名為「小巴巴」，其亦和5年3班的學生度過愉快的時光。後來小巴巴於某夜忽然迅速成長，在街上引起騷動，但由於自身已經經歷一億四千萬年的歲月，無法再抵擋歲月的摧殘，最後當著鳴介和5年3班的學生的面前倒地死去，僅剩下一副化石的白骨。
鏡中的惡魔（原著第41話和第169話登場）
在本作的都市傳說中，只要於凌晨0:00分站在對鏡中間，便可看見自己未來的模樣，於凌晨3:33分可看見自己結婚的對象，於凌晨4:44分可看見自己未來的模樣與惡魔。本作中美樹和鄉子出於好奇，依照都市傳說的作法擺設對鏡，試圖窺看未來的自己，反招引藏於鏡中的惡魔，之後被鳴介使用靈力封印在萬花筒當中，但惡魔趁機逃離萬花筒，躲進附近的大頭貼機裡，不知情的廣利用此機台拍了16張大頭貼貼紙，導致自己的靈魂被分封於照片貼紙裡，卻因為未經鄉子的同意翻閱大頭貼本遭其修理，為宣洩不滿而將自己的大頭貼隨意亂扔，以至於每張分封著廣的靈魂的大頭貼只要受到摧殘，廣就會因此變得更衰弱，最後鳴介從大頭貼機台捉出鏡中惡魔將之消滅，從鄉子的隨身本取來廣僅剩的大頭貼，藉此灌輸靈力救回廣的性命，而鄉子亦於事後珍藏著廣的大頭貼，偶爾也會利用這張大頭貼對廣惡作劇。
疫病神（原著第174話登場）
準備散播疾病消滅人類的疫病神，手裡的提箱裝著許多用來裝人類靈魂的小棺材，可讓碰觸到祂的對象染上惡病甚至死亡。本篇裡誠於放學返家途中路過公園，撞見疫病神準備燒死偷吃麵包的懷孕母鼠而出面制止祂，並獲知疫病神即將於童守町散播大規模的傳染病，連忙趕回學校通報鳴介前去處理。後來疫病神於準備執行儀式時被鳴介中斷，運用其能力令鳴介感到痛苦不堪，卻意外發現先前被誠所救的母鼠早已潛入手提箱，咬壞用來裝人類靈魂的小棺材並誕下一窩小鼠，錯失施展儀式降病於童守町的機會。事後疫病神感慨生命創造的奇蹟，便收拾行囊自行離去。
醒悟妖（原著第176話登場），演：矢部太郎
外表像猿人同時能夠洞悉人心的妖怪，在本篇鳴介刻意讓醒悟妖附身在轉學生北村薰身上來藉此治好他的心病，事成後，鳴介便把醒悟妖放回山林內。
電視劇版中是雪女慶祝搬進公寓而邀請他與一目小僧，唱妖怪手錶主題曲。
蔓朵拉（原著第179話登場）
傳說中專門長在刑場等陰森之處，有著人類的臉孔和人體般的根，被拔起時會發出毛骨悚然令耳聞者昏厥乃至死亡的叫聲的魔法藥草。本篇中美樹因為對自己被班上男生票選為最不想與之交往的女性而心生不滿，懇求麻美老師為其調製能魅惑所有男性的魔藥，故偕同麻美老師抵達封印幡門場的神社附近摘取蔓朵拉，藉著變化成長頸妖的型態避開蔓朵拉的尖叫聲。事後麻美和美樹雖成功調製出媚藥，卻被不知情的校長誤認成學生於家政課烹調失敗的湯餚，將其餵給校園裡的兔子，令得悉實情的美樹欲哭無淚。
三尸（原著第180話登場）
三隻外表像蟲的妖怪，會把宿主所做過的壞事報告給天帝，藉此來縮短宿主的生命來讓自己獲得解放，在本篇曾附身在小靜身上，並設計讓小靜打破校長的陶壺，但其詭計被鳴介的靈水晶給記錄下來，結果三尸遭到天罰而消失。
替身菩薩（原著第181話登場）
守護孩童的地藏菩薩像，只要碰觸到該座替身菩薩的雕像，就能將己身的痛苦、疾病、情緒傳給祂承受。本篇裡廣、鄉子、美樹、克也捕捉完自然課所需的沙蟹時，偶然發現這尊能夠承受當事者苦痛的地藏菩薩像，並將這項發現轉告給童守小學的學生們，然而替身菩薩因為承受過多的苦痛，導致身體出現裂痕，最終替身菩薩在童守小學發生集體食物中毒事件時，捨身承受全體學生的病痛，令身軀當場崩裂化成碎石，己身的靈體則因為完成任務而回歸天上。
災禍鬼
會在所在之處引發災難的低級妖怪。本篇裡鳴介因藉著替人除靈趁機佔當事者便宜而被美奈子老師教訓，因而在賭氣之下決定不藉著美奈子老師的協助，運用鬼手剷除危害學生的災厄鬼，反讓自己陷入危機之中，最後美奈子老師即時現身運用自己的力量鎮壓霸鬼，鳴介才順利除去災厄鬼並向美奈子老師致歉。
山子健二
僅在原作登場的轉學生，其實是妖怪獾，由於獾必須和人類女性結合才能誕下後代，故有著為愛不惜犧牲性命的特性。為了娶妻來到人間，以轉學生的身分加入5年3班。因為化為人形的相貌醜陋，極不受女性歡迎，但實際上是個多才多藝，溫柔體貼且心地善良的少年。為了保護女性，甘願獻身，因而導致重傷，令班上學生為之動容。最終體會本身道行不足，現出原形後決定回到深山修煉。真面目是位留著過腰黑色長髮的俊美少年。廣和克也將其評為「幸好是個白癡，否則以原形待在班上，會將所有的女同學拐跑了」。
野槌（原著第184話登場）
在日本歷史流傳已久的妖怪，外表似沒有五官的蛇，據說肚子的空間能夠容納多人進入，在本篇中五年三班的學生們曾在野槌的肚子裡建造出一座遊樂園，但被後來進入的鳴介驚覺野槌可能要利用他們來進行冬眠所需的養分，而利用鬼手的力量迫使野槌將他們排出體外，後被鳴介用鬼手打死。
不倒球瓶（原著第186話登場）
由神社的神木製成的保齡球瓶，因為對自己被製成球瓶而心生怨懟，於保齡球館作祟，唯有使其倒下才能使其靈體升天。鳴介試圖用普通打保齡球的方式打倒祂但未能成功，最後在被其激怒的情況下，將不倒球瓶踩倒才令其升天。
金那奴（原著第186話登場）
有著猿猴外貌的禿頭妖怪，遭其附身的對象會變得相當貪婪並失去朋友，最終因孤獨走上絕路，若是稱喚祂禿頭就會現出原形。本篇裡鳴介欲除去被金那奴時不慎讓其逃跑，還將某位男士誤認成化為人形的被金那奴而屢次取笑對方的禿頭，結果反被該名男士修理一頓而錯過除去被金那奴的機會。
廁神（原著第186話登場）
八百萬神明之一，守護廁所的神明。由於廁所是相當污穢的地方，以至於其他神明都不願掌管此處，故廁神自告奮勇守護廁所，承接人們的排泄物，但若是人們對馬桶吐痰，就必須用口承接痰。本篇裡鳴介因為看不下班上男生對馬桶吐痰的行為，出面糾正學生們的行為，結果廁神因為被鳴介為其執言的行為感動而擁抱對方，反讓鳴介沾染一身臭氣而尷尬不已。
龍宮童子（原著第187話登場）
傳說中棲息在龍宮裡的海神的孩子，如果獻花給海神，海神便會派遣龍宮童子前來獻花的人家，只要好好對待童子任何願望都能實現，但與此同時童子的外表也會越來越邋遢，如果此刻將童子趕走，可能會遭遇家道中落的命運。
在本篇則是以美少年的模樣出現在人們的面前，只要實現一個願望其容貌就會變得越來越醜陋，到最後衰弱至死，前來童守小學求助的女星越智邊裕子在知道真相後放棄所有的願望，童子也恢復昔日的美貌並和裕子成婚。
火間蟲入道（原著第188話登場）
生性怠惰者而幻化而成的妖怪，古時候經常出現在深夜工作者的身邊，刻意捻熄工作者的燈火，干擾其工作。在本篇附身在一個沒有工作的尼特族男子身上，在路上受到鳴介的同學法子的幫忙到童守小學去尋求協助，但最終覺得麻煩而不願聽從鳴介的建議恢復人型。
後來在路上要自殺被法子阻止，偶然得知法子的父親忙於工作而疏忽了她，於是盡全力幫助法子去擾亂她父親的工作最終恢復為人型。
目競（原著第190話登場）
日本傳說裡會以堆疊骷髏的型態，出現在人類的庭院裡，和其目光對視者將會死亡。本篇則是傳說會在人睡夢中挑戰人類的妖怪，萬一輸給目競就有可能成為活死人，先出現在童守中學的某位學生身上，後來輾轉附身在小誠身上，起初很害怕的小誠在看到大家幫他慶祝書法比賽得獎後，決心挑戰目競但之後便陷入意識模糊的狀態，之後鳴介利用鬼手化為能源傳入小誠的思想內，讓小誠直接利用鬼手把目競給消滅。

NEO篇：  為了阻止栗田誠自殺，被鳴介用水晶球呼喚出影像出來。
山女（原著第192話登場）
又稱山姥，長相像老婆婆的妖怪，據傳會將旅人吃掉，但也有的山女會幫助人類，在本篇中小廣因為想要體驗農村生活結果反被山女抓住，但並沒有傷害小廣的意圖，反而把小廣當自己的孩子般照顧，後來鳴介前來尋找小廣時原本要用鬼手攻擊山女，但被小廣給阻止，得知是因為失去了自己的孩子才對小廣百般照顧，最終在鳴介的說服下山女便與小廣道別後回歸山林。
海難法師（原著第194話登場）
傳說由江戶時期伊豆七島一名殘暴的地方官豊島忠松死後所成為的妖怪，在本篇則是死於海難的人所形成的怨魂，只要眼睛看到海難法師的模樣幾乎都難逃一死，小廣和鄉子等人在海邊釣魚時碰到海難法師，最後是鳴介奮不顧身打開封印海難法師的神社才讓事件有驚無險的落幕。
壁男（CV：幸野善之，電視劇：桝太一）（原著第198話登場）
在原著、動畫OVA版與電視劇登場，生前被兇手殺害，死後被埋屍在童守小學施工中的水泥牆而化成惡靈的工人，會趁人不留意時將其拖入牆中。鳴介為尋找被其拖入牆裡的學生，在夜晚留在校園裡佈下偵測壁人的裝置時，不慎被其拖進牆裡，迫於情況緊急使用陽神之術令靈體出鞘化為陽神明，卻遇上折返學校拿取笛子的廣和鄉子，並且在鄉子被壁人抓進牆裡後，偕同廣對抗壁人並破壞牆壁，趁機回到自己的身體將壁人消滅。
電視劇與原著設定一樣，但神眉與誠夜巡遇見其時沒有被其拖進牆裡。口頭禪為「牆壁」。
魑魅魍魎（原著第199話登場）
童守寺住持於整理倉庫時，偶然發現被高僧封印於玻璃球裡的妖怪，解除封印時，會變成和持有者擁有相同的特性。本篇裡鳴介拾起其中一顆黑色玻璃球時，遭玻璃球裡強大的妖氣影響吸進球體裡。童守寺住持因心生貪念，將封印魑魅魍魎的玻璃球當成轉蛋兜售給五年三班的學生，讓五年三班的學生解放裡面的魑魅魍魎，作為遊戲用途，不料金田誤解放其中一顆封印強大妖怪的黑色玻璃球，令該頭妖怪殺害在場所有的魑魅魍魎，襲擊五年三班的學生，最後廣抽出並擲破困住鳴介的黑色玻璃球，才讓鳴介脫離玻璃球並用鬼手消滅妖怪。
巧合女神（原著第200話登場）
外型為長有雙翼，蓄著及肩長髮，身穿單肩衣裙的美麗女神，其所在之處會發生各式巧合。本篇裡巧合女神因為行經童守町時，被高壓電形成的結界困住無法脫逃，而在童守町造成大大小小的巧合，卻也因此令某座飛行船墜落，導致廣和美樹為拯救被飛行船鐵鉤鉤住的鄉子而身陷危機中，最終巧合女神發動神力觸發巧合，讓廣、鄉子、美樹及時墜落在載著填充玩偶和棉被的兩輛卡車上而順利獲救，並於事後拜別鳴介等人離開童守町。
文蛤美女（原著第201話登場）
由文蛤所化身而成的妖怪，人形姿態則是名身穿和式衣裝的年輕女子。擅長烹飪，只要她的身體或其分泌物所沾過的料理，都會變得格外美味，若是其所重視的對象嚐到她製作的料理，甚至會感受到加成的絕妙滋味。曾被小廣在無意的情況下救了一命而決定當他的妻子以報救命之恩，廚藝精湛因而讓鄉子視她為情敵，最終在與自己和鄉子的料理比賽中，因為隨手抹去汗水的動作，令汗液滴落到鄉子製做的料理，讓小廣感受到鄉子為其下廚的心意，得知小廣與鄉子之間深厚的情誼而決定退出回歸海底。
七人部隊（原著第209話登場）
生前為第二次世界大戰時期的七名士兵，因為被困於荒島上，死於飢荒，故在死後成為對食物有著強烈執著的幽靈，現身時會頌唱著「部隊還少一個人，只要多一人便煙消雲散」的軍歌。只要有人在床頭供奉食物，就會慢慢地將其吃完：若是供奉者沒有持續供應供品，就會讓供奉者慢慢地變成動物。本篇中鄉子因為在供俸首日打翻果汁後便不再準備供品，多日後發現自己的手背出現動物的毛髮而向鳴介求助。當晚鳴介欲使用經文超渡對廣、美樹、鄉子發動攻擊的七人部隊但未能奏效，之後由於鄉子碰倒房間的聖誕樹，觀察代表士兵軍階的星徽，在白紙畫上三顆五芒星召喚出軍隊長官，才讓七人部隊受到長官的整頓而從此消失。
此篇故事取材於讀者投稿的親身經驗。
男鹿桃太郎 / 勤勞妖怪（原著第210話登場）
新聞記者，戴著圓框眼鏡的男性，眼鏡下的眼神相當銳利。個性熱心助人富有正義感，卻有些天然呆，故時常搞砸任務而被上司責備。當他摘下眼鏡後就會現出真面目，變成除夕才會出現的勤勞妖怪，手持利刃給予惡人制裁，變身後的姿態比鳴介要來的帥氣許多。數百年前，勤勞妖怪一族因為欣賞人類正面的特質，選擇留在人間和人類生活，並學習人類社會的生活習慣，以便於融入人類社會中，而桃太郎正是數百年前的勤勞妖怪的一員。
在本篇裡桃太郎受上司命令蒐集強盜殺人犯的新聞時，偶遇鳴介、廣、鄉子、美樹等人，順勢幫鳴介取回掉進河裡的財物。後來廣邀請鳴介等人至自己的家裡做客，卻被闖進家裡的強盜殺人犯脅持，桃太郎立刻現出真身解救鳴介等人，試圖殺害該名強盜殺人犯作為制裁對方的手段，之後由於鳴介認為其殺害惡人的作為過於激烈，被鳴介勸阻後便動身離去。
鳴介與雪姬搬遷九州時，桃太郎也在送行群眾內。
勤勞妖怪(生剝鬼、なまはげ)為秋田縣當地所流傳的惡鬼之一，對於鞭策懶散的人所用的手段可謂是毫不手軟，勤勞妖怪有分為男鬼和女鬼，男為赤鬼女為青鬼。
常元蟲（原著第211話登場）
為滋賀縣當地傳說的一種妖蟲，在古代一名壞事做盡的大盜被處刑後埋在樹下，之後某天突然出現數百隻有著那名大盜臉譜的蟲從樹洞傾巢而出，這些蟲只要一淋到雨便會異常凶猛到處攻擊人。在本篇童守町圖書館外也有一棵常元蟲之樹，小廣和美樹等人因為要趕寒假作業，而把腦筋動到常元蟲之樹，希望藉由自己創造出來的蟲來幫自己寫作業，結果因為午後雷陣雨導致被凶殘化的常元蟲攻擊，因為數量龐大，鳴介也只好借常元蟲之樹創造自己的分身來代替他消滅凶殘化的常元蟲，並在之後利用自己的蟲來鞭策班上同學趕寒假作業。
剪刀手（原著第212話登場）
日本傳說裡為有著鳥嘴和剪刀狀的雙手的妖怪，專門襲擊人類並剪落其髮。本篇裡的外貌是個蒼鬱的長髮青年，雙手的食指部位是對大剪(外型似乎參考自強尼·戴普飾演的愛德華)。生長於江戶時期，剪髮技藝高超，能自由操弄他人髮長，每當改變他人髮型的時候，都會造成當事人性情轉變，也能夠將被修剪的頭髮恢復原狀。若是當事人髮質與他相識的人相同，甚至連長相都能因應他的要求加以變化。
20年前與一位叫做順子的女子相戀，順子為剪刀手存錢並讓他前往巴黎進修美髮設計，卻在剪刀手學成歸國前逝世。為了實踐和順子間的誓言，剪刀手開始街頭賣藝的生涯，尋找和順子相似的女子。因為順子的容貌與鄉子相仿，剪刀手為了與順子相見，將鄉子的性情與髮型變得和順子一模一樣，之後他將鄉子恢復原樣並動身離去。
子泣爺爺（原著第214話登場）
會裝成嬰兒的模樣然後壓死抱起他的人，在本篇也是一樣會裝成嬰兒的模樣並進行偷竊行為，因為剛好聽到鳴介班上的學生要繳餐費，而設局讓他們帶自己進學校，因為偷窺女生更衣室而被鳴介識破其陰謀，利用騷擾女學生所得的能量讓鳴介陷入苦戰，最後被鳴介反將一軍後被綁在石膏像上並丟到海底制裁。
兩面宿儺（原著第216話與第217話登場）
傳說中雙頭六手並持各式武器的巨人，據傳曾在日本的飛驒地區肆虐，在本篇則是被御鬼輪封印起來，鳴介為了拯救在鬼手裡的美奈子老師，將御鬼輪戴至手上，結果導致兩面宿儺甦醒過來危害當地人家，之後由鳴介、雪姬和律奈子三人聯手攻擊宿儺，再由鳴介利用御鬼輪釋放出百分之百的力量才終於打倒兩面宿儺。
老實君（原著第218話登場）
生前為犯下多起詐騙案的金光黨成員，死後被神明懲罰，要持續說實話才能超度升天的幽靈，被封印在一個小丑人偶裡。本篇裡美樹因為心直口快得罪班上同學，偶然間發現鳴介利用老實君使犯人招供，遂偷走老實君對班上同學惡作劇，但自己也因為不慎被老實君卡在身上而吃了不少苦頭，最後老實君因為說到相當程度的實話而超度成佛，也讓美樹意識到說話的藝術而有所收斂。
火車（原著第219話登場）
會在喪禮時趁守夜的人不注意偷取遺體的妖怪，外型為全身是毛並踩著火輪的野獸，在本篇中鄉子參加鄰居阿福婆婆的喪禮就曾經出現過，不過馬上被鳴介給打敗。
夢夢
僅在原作登場的轉學生，是夢魔與人類的混血兒，在開始發育之前沒有性別。為了決定自身性別，被母親帶到五年三班。被一群中學生欺負時由小廣解圍，對小廣產生仰慕而變成女性。（夢魔的變性，來自對於異性的憧憬。）
嗚汪（原著第221話登場）
出現在廢棄房屋的妖怪，會發出嗚汪的叫聲驚嚇路人，在本篇介紹鳥山石燕的故事中，這種妖怪有出現並攻擊前來拜石燕為師的少年-市太郎，最終被石燕打敗後封印在畫紙內，回到現代後也疑似出現在童守小學附近作亂，而鳴介查完嗚汪的資料後也準備要去除靈。
理袋（原著第222話登場）
外型頗似人類心臟，會無限灌輸情感至附身對象的心裡，使附身對象情緒激動的妖怪。本篇裡玉藻因亟欲理解人類的情感，偶然間替病患除妖時，發現附身在病患身上的裡袋，將其摘除並自願讓裡袋附身，還順勢收養被遺棄的小貓，後來玉藻因為看見自己收養的小貓被汽車撞死而失去控制，經過鳴介的協助才消滅裡袋並恢復正常，並且在返回醫院前安葬死於車禍的小貓。
夢魔（原著第223話登場）
會變身成俊男美女的模樣，出現在夢境裡和人類異性發生性行為的惡魔，在十歲之前並沒有特定的性別。本篇裡一位和人類結婚生子的女性夢魔為了讓孩子夢夢決定性別，暫時將委託鳴介照顧夢夢，之後由於夢夢經歷連串風波變成女性，而偕同丈夫帶著夢夢離開學校。
八岐大蛇
傳說中擁有八個首級，體型巨大的蛇妖。在本作中被百鬼久作使用妖氣裝置召喚出來以消滅全部的人類，最後被廣、鄉子、誠、克也、美樹利用妖氣裝置召喚的耶誕精靈擊潰並吸收。
瑪莉小姐（原著第236話登場）
原名松原惠，生前就擁有念力和預言能力的少女。由於異於常人的能力受到同學排擠，連最心愛的玩偶四肢也被拆毀並藏至別處，三日後便自殺身亡。每逢她死去的七月份，便會在不同小學現身，要求被害人在七日內尋找玩偶的四肢，如期限已到仍沒找齊便會拔走被害人手腳。
法子曾險遭其害，鳴介到場解圍後對其遭遇感同身受，受感動後落淚消逝。結尾被鳴介在九州任教的小學氣場吸引，再次出現。
原型參考自有名的都市傳說-瑪麗打來的電話。
童守醫院的護士幽靈（原著第238話登場）
過去因為在看護病人時，不慎將裝錯藥劑的針筒拿來為病人注射，導致病人死亡而引咎墜樓的女護士。在自殺後徘徊在生前駐職的醫院，於半夜現身，手持針筒為剛住院的病人進行注射。在本作中鄉子因為盲腸炎住院時，遭遇長期徘徊在童守醫院的護士幽靈而心生恐懼。察覺事有蹊翹的鳴介前往醫院調查，發現實為生前欲尋短的病患藉著偷換藥劑自我了斷，才導致這樁誤會。最後病患幽靈在鳴介的引導下，向護士幽靈解釋事發的經過，才讓長期停駐在醫院裡的病患幽靈和護士幽靈前往極樂世界。
死神（原著第239話登場）
身披黑色斗篷，手持鐮刀的神明，專門現身讓壽限已至的對象準實死去，將其帶往冥界。在本作中的形象則是披著黑色斗篷，手持鐮刀的眼鏡娘，前來告知鳴介壽限將至的消息，令聽見此事的鳴介開始運用鬼手的力量去做些平常不會作的事，最後在鳴介仍猶豫尚未完成的心願時，揮動鐮刀砍向鳴介，結束後者25年的壽命，但後來小廣等人在童守小學遭遇妖怪A行3，反讓本該死去的鳴介，因為受到妖怪的妖力影響復活並回到人間。
A行3（夜行妖）（原著第240話登場）
能利用妖力，將現實世界變成和附近對象所說的話相反的實況的妖怪。在本篇裡廣、鄉子、誠、克也、美樹在孤立無援的情況下遭遇夜行妖，其後玉藻和雪姬前來救援，卻因為夜行妖的妖力而陷入險境，最後由於廣激動喊出「鳴介已經不在」的話語，啟動夜行妖的妖力，反令先前被死神奪去性命的鳴介復活，最後被鳴介一舉殲滅，才令事件和平落幕。
石蕗丸（原著第245話首度登場）
來自妖狐之谷的年輕狐狸，外觀是個穿著忍者裝束，蓄著馬尾的年輕少年。他向妖狐之谷的長老白面金毛九尾狐詢問人化之術的維持期限，並自願協助玉藻完成人化之術，後來協助鳴介抵達九尾妖狐的宅邸。玉藻獲得新力量後，石蕗丸回到妖狐之谷，與鳴介和玉藻道別。
荷姆庫魯斯（原著第251話登場）
15世紀由煉金術師無意間發現的人工妖精，在本作中被設定為將指定對象的血液滴進特殊液體，就會變成擁有和該對象相仿容貌、記憶、個性的小人。本篇裡美樹因為在舊書攤看見記載煉金術的書籍，仿照書上記載的方法取用廣的血液，創造出廣的荷姆庫魯斯。從校園脫逃後，廣的荷姆庫魯斯溜進鄉子的家裡與之過夜，於隔日被帶至鳴介面前，理解自己被創造出來的真相。後來鄉子為尋找脫逃的荷姆庫魯斯，險遭校園的野狗襲擊，被荷姆庫魯斯所救。事後廣的荷姆庫魯斯意識到廣在鄉子裡裡無可取代的地位，懇求鳴介消除自己的記憶，但被鄉子及時制止，最終鄉子仿照書上記載的方法，創造出自己的荷姆庫魯斯，偕同鳴介讓兩人的荷姆庫魯斯回歸大自然。
妖怪馬戲團（原著第256話登場）
宣稱是每年僅能賺103萬日幣，於日本各地巡迴，充斥著許多人類於童年時期想像的妖怪的妖怪馬戲團，由於大多數的人類在成年後無法看見妖怪，因此僅能賺取微薄的收入維持馬戲團營運。原先五年三班學生欲協助妖怪馬戲團兜售門票，卻因為成人們看不見妖怪而碰了一鼻子灰，最後鳴介協助妖怪馬戲團再次擺設表演場地，運用靈能力令在場的人類觀眾能夠看見馬戲團裡的妖怪，才讓觀眾們心滿意足的看完表演並帶著笑容離去。
馬戲團裡的妖怪皆為讀者投稿採用的妖怪。
過來女（原著第257話登場）
妖怪女子高等學校的學生，平常會偽裝成普通女子呼喚其他人過來她身邊，然後現出胸部的雙眼和腹部的大嘴將該對象啃食殆盡，雪姬入學前已經吃掉兩個學生。後來企圖攻擊雪姬，但被鶴姬擊潰。
為讀者投稿採用的妖怪之一。
美食花（原著第257話登場）
妖怪女子高等學校的學生，頭部是花朵，會變成美女引誘男子，然後將其吃掉的食人花。
為讀者投稿採用的妖怪之一。
瘦皮怪（原著第257話登場）
妖怪女子高等學校的學生，頭部異常大，四肢異常纖瘦的妖怪，和她交朋友頭部會越變越大，身體會變得越瘦。
為讀者投稿採用的妖怪之一。
鶴姬（原著第257話登場）
妖怪女子高等學校的學生，由丹頂鶴化身的妖怪，擁有半人半鶴鳥的外貌。性格爽朗富正義感，會跳求偶舞，招式是飛踢，與雪姬成為好朋友。
為讀者投稿採用的妖怪之一。
瑪莉那（原著第257話登場）
妖怪女子高等學校的學生，個子矮小的海中妖怪。平時棲息在水中，招式是頭槌，與雪姬成為好朋友。
為讀者投稿採用的妖怪之一。
垃圾女（原著第257話登場）
妖怪女子高等學校的學生，總是藏在垃圾堆裡，就連衣服都是用垃圾袋做成的。招式是垃圾風暴，與雪姬成為好朋友。
為讀者投稿採用的妖怪之一。
馬殺雞神（原著第257話登場）
妖怪女子高等學校的學生，外貌如同陶俑般，性情內向，會主動替人按摩。面對敵人會纏住對手讓他無法動彈，與雪姬成為好朋友。
為讀者投稿採用的妖怪之一。
米粒仙人（原著第257話登場）
妖怪女子高等學校的講師兼經營者，身型只有米粒大小，但因為從彌生時代存活迄今，累積淵博的學識，吸收米粒身形會變大。
為讀者投稿採用的妖怪之一。
顏面熱男（原著第257話登場）
因為臉部溫度過高變成妖怪的不良人物，臉部異常巨大而且散發出高溫，經常躲在小巷裡面，臉部高溫可達1800℃。在妖怪女子高等學校的學生翹課出遊期間糾纏雪姬，結果被鶴姬、瑪莉那、垃圾女、馬殺雞神擊潰。
為讀者投稿採用的妖怪之一。
跳跳
由電子計步器變化而成，有著介於兔子和寵物鼠之間外貌的附喪神。因為誠偶然發現吊在樹梢的電子計步器並將其拾起，故變成生物的外貌成為誠的寵物，學習各種把戲吸引誠的關愛和注意力。後來為了保護險些從電線杆墜落的誠，遭高壓電電成重傷，並且在見到誠安然無恙後，便因為耗盡妖力而消失殆盡。
嗝噗（原著第258話登場）
被東名所獲的巨大管狐，其實是傳說中的管狐。力量強大，腹部能夠開啟另外空間，讓當事人窺探並索取心中渴望的事物，因此受到覬覦。經過激烈戰鬥後力竭消逝，東明歷經此事後，立志當出色的管狐使。
鴉天狗
援助登場，山神的使者之一，為了阻撓鳴介和雪姬的婚事，下山襲擊鳴介並將其重創成傷，更一度使用幻術企圖讓鳴介對婚姻心生恐懼，最後被鳴介與霸鬼聯手收拾而敗。
三頭地獄犬
守護冥界的三頭巨獸。在黑井麻美施展黑魔術的時候，意外地被麻美召喚出來，最後被極欲保護麻美的貝貝魯布布一拳擊倒。
夜狐（野干）
狐妖的一種，會附身於指定對象的身體，只要週遭對象因故受傷，就會趁機轉移至該名受傷的對象身上。鳴介本接受某戶人家的委託，為該戶人家的孩子除去附身的野狐，卻不料該戶人家的主人亦同時邀請無限界時空前來除妖，演變成父子倆的競爭，最後鳴介在無限界時空因受傷而被夜狐附身時，刻意弄傷自己引誘夜狐上身，再利用鬼手的力量剷除夜狐，才讓無限界時空心服口服地離開現場。
闇鬼
由邪惡的水神化身而成，會附身於人類軀體，最終將附身對象撕裂的妖怪。無限界時空於多年前為了替被闇鬼附身的少女除妖，將其束縛於結界中長達百日以削減闇鬼的力量，並於這段時間巧遇抵達山裡修行的鳴介，順勢隱瞞身份指導後者進行靈能力訓練。其後無限界時空欲除去闇鬼反遭其攻擊，被鳴介所救，最終父子倆聯手消滅闇鬼，成功地令少女脫離闇鬼的束縛。
櫻子（原著第268話~第270話登場）
數年前就讀童守小學五年級的班長，因為捨不得和班上的同學分班，偕同班導師和全班同學搭乘遊覽車作校外旅遊，卻因為遊覽車翻覆墜谷導致車上所有人全數罹難。死後包含櫻子在內的該班四十人學生的靈魂，附於童守小學的某株櫻花樹，致使該株櫻花樹從此不開花，櫻子則會不時現身對學童誆稱將名字刻在不開花的櫻花樹幹，就能夠和同班同學不分班，藉此將學童引進櫻花樹裡的世界並吸食其生氣。
本篇裡鄉子因為捨不得即將分班，聽信櫻子的說詞，將自己的名字刻於不開花的櫻花樹幹，險些被櫻子等人吸收成為祂們的一份子，之後由於鳴介、眠鬼和五年三班的全體學生一齊進入櫻花樹裡的世界，將五年三班的快樂回憶灌輸給鄉子和櫻子等人，才救出受困的鄉子，令櫻子等人超度升天。
風間名美恵
小説版「呪われたスポットライト」登場的美少女幽靈，生前為頗具人氣的偶像，但雙親亦因此產生嫌隙離異，最後自己也自盡身亡。身故後因為偶遇美樹和鄉子，附身在鄉子身上，後來現出真身欲對其不利，最終被鳴介超度成佛。
雪鍛治（限定篇登場）
服侍山神的妖怪，可釋放高溫火焰和利用手裡的器具，打造器具甚至創造妖怪。本篇裡闖進雪姬的住處，使用能力將她化分為二，更欲將有著新生人格的雪姬帶回山上，導致童守小學陷入一陣騷動。雪鍛治不察新生雪姬的真心，替其療傷而使用能力之際，新舊雪姬終於身心合一，鳴介則藉機擊敗他，化解一場危機。

### 『NEO』登場的妖怪、惡魔、幽靈、生物、靈異事物
※註：以下列出妖怪出場話數以NEO單行本為主。註明「最強ジャンプ」者為在「最強ジャンプ」上的話數。
恐蛙（靈異教師神眉NEO第1話登場）
被投入水井的青蛙經歷數百年歲月化成的妖怪，喜歡孤獨，故專門找上被孤立或性格軟弱的孩童，將其拉進自己的世界。纏上因為雙親離異而感受到寂寞的健斗，企圖對之下手之際，由於鄉子和鳴介及時趕到現場解救健斗而未能得逞，最後被鳴介用鬼手消滅。
女學生的怨靈（NEO單行本第2話）
過去在學校遭受女學生欺負，最終於學校的內部網站遭受網路霸凌而自我了斷，死後仍留在學校電腦教室不肯成佛的女學生怨靈。認為百合愛是當年欺負她的對象，故開始以自身靈能在網路上和教室留下謾罵百合愛的字句以作為報復手段，之後百合愛為調查真相而踏進電腦教室，反遭其襲擊險些喪命，最終鄉子、健斗、鳴介抵達現場解救百合愛，該名怨靈亦被鳴介的鬼手施以強制成佛而離開人間，才解決這場騷動。
食吐（靈異教師神眉NEO第3話登場）
外形似蟲，長有利牙的惡鬼，凡是生前只顧著自己享受美食卻不在乎孩子溫飽的對象，將會被其附身陷入惡鬼道，最後變成惡鬼。在本篇裡衛的母親明美因為和前夫（衛的父親）結婚期間獨自承攬，照顧衛和維持家計的責任，加上飽受旁人異樣眼光的壓力和離婚後獨自背負養育衛的義務，長期為養育孩子累積的苦惱所產生的黑暗面，招致食吐附身。原本鳴介因看不下明美疏於照顧衛的行為，決定放任食吐啃食明美作為懲戒，但由於衛極力表明自己深愛母親的立場，令明美徹底悔悟，才令食吐脫離其身，最後被鳴介以鬼手一舉消滅。
拖行子（靈異教師神眉NEO第4話登場）
生前是對孩子施壓的怪獸家長，為了追回逃跑的孩子而死於交通事故，死後成為會躲在路邊襲擊不敢違逆雙親的學童的女性惡靈，唯有被拐的學童道出家長對其施壓的心聲，才能從其手裡掙脫。本篇中一度鎖定星蘭為下手目標，但由於星蘭經由鳴介的提示喚起抵抗意識，道出對父親過度施壓的不滿，從其手裡掙脫而未能得逞，爾後被鳴介用鬼手施以強制成佛。
禁忌鬼（NEO單行本第5話）
丑光老師為測試鳴介的能耐，唆使五年三班學生利用指定材料和五年三班學生毛髮製造出來的傀儡，被製造出來並下咒後，將會對包含毛髮主人在內的對象發動攻擊，鳴介用鬼手破壞傀儡後才平息騷動。
黑手（NEO單行本第6話登場）
在江戶時代的随筆四不語録提及，會從廁所現身襲擊被煩惱纏身的對象的妖怪，在本篇裡美樹因為羨慕著鄉子的人生際遇，對自己的人生感到不滿和苦惱，剛好在當天不慎刺激鄉子而遭對方指責，獨自待在公園的鞦韆上時，由於該地被人暗地設下術陣而遭受黑手的襲擊，鳴介出面為美樹解危後才順利脫險。
玩具的九十九之神（NEO單行本第7話）
由被人類遺棄的老舊玩具變成的附喪神，在成人的眼裡呈現的是駭人的妖怪樣貌，但在心地天真無邪的對象面前則會呈現玩具的真實模樣。本篇中瑠海剛好在學校角落遭遇玩具化身的九十九之神並與之遊玩，鳴介誤以為其欲傷害瑠海準備將之除去，但在瑠海出面制止並說明祂們只是想尋找玩伴的原委後，恢復成玩具的模樣，而瑠海也順勢將恢復玩具原型的九十九之神分送給班上的同學們一齊同樂。
山本殘左衛門（NEO單行本第8話）
生前過於執著制裁犯人，死後被封印於古墳場遺跡墓塚的差人靈，會對任何犯錯的對象施加嚴苛的懲罰，連附身者都不能倖免。本篇裡百合愛因為看不慣班上男同學的惡作劇，執著於要教訓犯錯的同學的意念，於路過山本殘左衛門的墓塚時遭其附身，接連處置對犯錯的同學，卻因為偶然拾起硬幣沒及時歸還失主，險些遭其毒手。最後鳴介到場將殘左衛門重新封印安置回墓塚裡，百合愛則在事後向被其處罰的北健斗致歉。
高砂（NEO單行本第9話）
生前是喜歡用暴力欺負其他學生的學童，某日在欺負他人的期間不慎從窗台墜樓身亡，死後因怨念過深成為五官不正的惡靈，會現身襲擊任何在心裡默唸著祂的名字達到十次以上的對象，而被列為童守不思議之一。在本篇裡接連襲擊包含六年一班的山下同學在內的學童後，鳴介為防範高砂的傳聞擴散而遊說學童和教職人員們停止傳播謠言，卻導致鄉子誤認鳴介試圖掩蓋校園黑暗面，在介入調查期間遭其現身襲擊，最終鳴介及時阻止試圖將鄉子推落窗戶的高砂，利用鬼手的力量讓高砂強制成佛。
阿智（NEO單行本第10話）
生前是個喜愛電玩遊戲的青年，因為過度沉溺遊戲導致社會性失調，大學輟學後試圖謀職但求職失敗，只得寄情於遊戲世界而最終孤獨死去。化作幽靈後仍持續將靈異電玩兜售給學童，使其沉溺於遊戲世界無法自拔。本篇中王勇衛因為取得其製造的靈異電玩，開始產生和現實脫節的行為，後由於鳴介和五年三班同學們的協助，才讓王勇衛意識到友誼的重要性並及時醒悟，阿智亦因此徹底清醒，謝過王勇衛這段時間的陪伴，被鳴介利用經文超渡前往極樂世界。
夜蟹姬（NEO單行本第11和12話）
上半身是臉部僅剩骷髏的長髮女子，手部為蟹螯，下半身為螃蟹的身軀和腳肢的妖怪。生前原本是戰國時代的公主，為逃避追兵而躲至海邊洞窟，結果在死前被洞裡的螃蟹啃食得面目全非，死後因強大的怨念成為妖怪，專門奪取受害者的面孔，被知名高僧將其打進地獄。本篇裡因為丑光老師施展境壞法術破壞靈界和人間的邊界而被召喚出來，襲擊鳴介和童守小學的學生們，實力強盛到可以憑著螯一舉剪斷鳴介運用霸鬼殘留妖力構成的鬼手，以至於鳴介僅能在短期間內利用鬼手殘餘的靈力，製造臨時義肢用以應急。最後仍被鳴介一舉消滅。
大天狗（NEO單行本第12話初登場）
詳參#『NEO篇』登場妖怪、人類、靈能力者。
殭屍化男性幽靈（NEO單行本第14話）
生前迷戀酒店小姐卻慘遭對方拋棄，死後因執念過深而殭屍化的幽靈。後來被美樹吸引欲接近她，令克也為保護美樹而挺身與之搏鬥，最後被鳴介用經文超度。
惡食鬼（NEO單行本第15話）
會襲擊心有缺憾之人，令其味覺生變盡食用些怪異物件的妖怪。本作中鎖定因為雙親離異感到寂寞的健斗，一度被鳴介以咒縛限制行動，後再度襲擊健斗，卻因為健斗藉由百合愛餵食親製的蛋包飯重新振作，被逐出健斗的身體，最後被鳴介消滅。
擦脛（NEO單行本第16話）
日本傳說中為外型似貓或犬外型，長有長毛的小型妖怪，專門出現在夜間道路，阻礙旅人的前進步伐。本作裡則是所經之處會讓生物跌倒，若是獲得妖力強化則可讓週邊大型物體倒下。本篇的擦脛因為親眼目擊兄弟被人類駕駛的車輛撞死而討厭人類，星蘭憐其遭遇，志願被擦脛絆倒，將其收留在家視為寵物般疼愛，但後擦脛來受人類世界的境壞法術影響凶暴化，引發大型的事故，最終因為星蘭出面安撫而恢復原狀，被鳴介送回大自然野放。
怒髮（NEO單行本第17話）
會憑依在性格暴怒之人身上，擁有操縱雷電能力之妖怪，唯有附身對象生氣的原因消除才會離開。本作中憑依在因不滿建斗和衛無視交通號誌而出面訓誡的井狩先生身上，後因為井狩先生憑己身意識，道出自己只是抱持保護兒童的意識而非對兒童生氣，因而被逐出井狩體外，被鳴介解決。
追求者的怨靈（NEO單行本第18話）
生前因為追求石川校長友人之女綾乃失利而自盡身亡，死後化作惡靈攻擊任何和綾乃交往的男子，令其和綾乃分手。鳴介為除靈遂和綾乃共降裝成情侶引出祂，但被鄉子和五年三班學生誤認鳴介背著雪姬拈花惹草，最終鳴介成功引出將惡靈強制成佛，事後也親自說明事發經過才消弭了誤會。
赤間忍子（NEO單行本第19話和第20話）
昭和十年和其他39名同學搭乘巴士遠赴校外教學，但因為發生墜河車禍而喪命的小學生。忍子過身後，她的父母不僅譴責其他倖存學童的家長見死不救，忍子的父親更在殺害校外教學的領隊老師後下落不明，加著附近學校陸續發生多起學童被可疑人士砍殺的攻擊事件，導致警方對忍子的父親發布通緝令，但最終不但未能將他緝拿到案，連日本其他地區也出現了類似事件而不了了之。本篇裡因為「A」的再度出沒，加著鳴介和丑光調查期間在「A」曾經沉眠的房屋發現了忍子當年發生車禍的剪報，令鳴介懷疑其與「A」是否為父女關係。後來鳴介對抗「A」期間，用靈水晶召喚忍子的靈體試圖說服「A」，但被「A」直接撕碎。「A」離去後，透過丑光老師的調查，始證實女孩過世後，女孩的父親已病逝於該棟「A」曾經沉眠的房屋的真相。令「A」的身分再添謎團。
神隱子（NEO單行本第21話和第58話）
外觀看似青蛙形狀的鏡子，能顯示其它地方的對象動態，亦能將人事物吸進體內的異空間。本篇中被茉莉拿來對班上同學惡作劇，結果反將茉莉吸入體內空間，鳴介急忙將茉莉帶出異空間後，用鬼手將神隱子消滅。漫畫第58話透過靈水晶再度現身和襲擊健斗，及時因為健斗的父親榮二出面解救健斗、鳴介出手解決神隱子才未釀成危險，也讓榮二重新反思健斗的立場和取消搬遷至大阪的計劃。
APP程式惡靈（NEO單行本第22話）
生前為不受歡迎的靈能力者藝人，試圖推銷己身形象失敗而自殺身亡，死後的執念並留存在手機網路成為待機圖像。本作中茉莉因為用手機瀏覽網路時發現其用靈力創造的程式並將其下載，對班上同學惡作劇，卻讓其失控並險遭遇不測，最後被鳴介強制成佛。
盒鏡附喪神（NEO單行本第24話）
鄉子童年時期珍惜的心型盒鏡，儲存著鄉子小學時期的記憶。10年後因為被健斗無意間從土裡挖出來，儲存的記憶和意念變成小學時期的鄉子和健斗玩耍，和百合愛發生爭執。後因為見到現在的鄉子並非如她當初嚮往的成為空中小姐深受打擊，但意外發現鄉子對待和指導學生的真誠態度，遂認定這亦是她認可的自己，最終心滿意足的消失在眾人眼前。
蛟（NEO單行本第25話）
被和丑光同組織的章魚燒店老闆運用境壞法術召喚出來的妖怪，若是召喚者的靈力遠低於牠，將會被其殺死。在本篇裡被隸屬微姆克的章魚燒攤販召喚出來，準備藉此解決鳴介和衛，結果章魚燒攤販反因為靈力不足以控制而被蛟殺害。
露肚子（NEO單行本第26話）
日本傳說為腹部有著臉孔，十分好客的妖怪。生前本為江戶時代於武士宅邸負責接待客人的武士，妖怪化後變成外型為胸腹部有張大型男性臉孔的妖怪，承續著生前待客的舉動，但因為只剩強烈的招待意念，所以無法意識自己的行為令受其招待的對象感到困擾。後來遇上踏進宅邸的五年三班學生們而迫切的招待他們，反因為笨拙衝動的招待方式，讓五年三班的學生大喊吃不消，最終鳴介出面協助將其妖氣分離吸收，恢復成生前人形的狀態，以靈力變化熱情豐盛的歌舞宴席款待鳴介和學生們，心滿意足的了結心願而得以升天。
算盤小鬼（NEO單行本第27話）
日本傳說裡是因為生前清點物品錯誤被住持懲罰而自盡，死後仍持續撥打著算盤持續計算工作的小僧侶。本篇裡則是會在他人遇到困難時現身，藉著附身幫助他人，被其附身者將會擁有強大的數理能力。本篇中茉莉因為移開置物間的雜物，讓算盤小鬼獲得釋放，出於感恩進而附在她的身上，結果反被茉莉用其能力進行惡作劇，違背了算盤小鬼的報恩初衷。後來鳴介等人進行校外教學時，茉莉利用算盤小鬼的能力製造惡作劇的陷阱，不巧河水暴漲令鳴介師生陷入危機，算盤小鬼遂勸服茉利用計算能力和其製作的機關幫助眾人逃過一劫，事成後感謝茉莉的作為便隨之消失。
川赤子（NEO單行本第28&第29話）
居於河裡，由被遺棄河岸邊的孩童靈魂聚集而成的妖怪。本篇中鳴介帶領學生們至雪姬的旗下工廠參觀時，川赤子趁機現身襲擊五年三班的學生，最後被趕到現場的鳴介和雪姬聯手消滅才化解這場危機。
無可奈何（どうもこうも）（NEO單行本第30話）
生前是兩名擁有過人醫術的醫師，為了較量彼此的醫術高下而發生肢體衝突，持刀斬落對方的頭顱和肢體而死亡，身故後化為軀體縫在一起的妖怪，任何遭其襲擊的被害者，將會被祂斬落身軀重新亂數組合，而自身即便受到瀕死的傷也能藉著縫合復原。後來企圖襲擊星蘭未遂，反被鳴介用鬼手擊碎身軀，其後暗地用針線緩慢縫合自己的身軀便下落不明。
無頭機車騎士（NEO單行本第31話）
生前據傳是某地區的暴走族，因為騎機車時輪胎沾到外露的機油發生交通事故，導致頭顱破裂而死，身故後怨念不散化成騎著獨眼機車的怨靈，於每年自己身亡的月份現身，奪去機車騎士的性命。本篇中的誠因為返校和後輩遊玩期間耳聞無頭機車騎士的傳聞，決定親身測試傳聞真偽，來到無頭機車騎士出沒的隧道引誘其上鉤，反而激怒無頭機車騎士再度襲擊誠，最後誠急忙從外套裡掏出隨身攜帶的機油往其身上潑灑，才制服了對方。
薄影（NEO單行本第32話）
外型猶如雲霧般輕薄，擅長隱藏自身妖氣姿態的妖怪，被其附身者將會變得沒有存在感，遭其他人忽略，連鳴介亦須於靈力全開的情況才能看見祂。本篇裡因為附身在諸星身上，導致諸星長期交不到朋友，後來鳴介允諾幫助諸星除靈，卻臨時被美樹邀去酒吧小聚，忘記答應諸星除妖一事導致後者險些尋短，最後鳴介看見時鐘始警覺自己忘記的事情，用叉子在左臂劃出諸星的名字，趕回學校幫助諸星除去薄影，亦讓諸星逐漸和班上同學成為朋友。
貘（たたきゆめ）（NEO單行本第33話）
都市傳說中只要當事者敲擊枕頭並念出指定咒語，就會潛近被害者夢裏令其作噩夢，隨著次數越頻繁，夢境手法會逐趨兇殘，最終令被害者身亡。本篇裡衛因為聽見茉莉訴說此妖怪的傳聞，依照傳說念著咒語進入夢裡，接連遇上好事，不料第三次反令衛的母親成為襲擊的目標，衛為了解救母親遂以身做餌再次入夢，險些被其襲擊送命，最終經由鳴介的協助成功除妖並救回母親。
頼豪鼠（NEO單行本第34話）
受境壊法術影響，從地獄表層出現於現世的鼠妖怪。在童守町現身襲擊鄉子和五年三班的學童，被丑光持特製的靈能槍械消滅。
屁眼（NEO單行本第35話）
江戶時期為會出面攔截嚇唬路人，外觀看似人形但眼睛長在肛門的妖怪。在本作中由於現代人警戒意識強烈，使其來不及嚇人便被當成暴露狂而不能返回原本的世界，偶遇對其產生好奇心的健斗、衛、瑠海，因為三者對其釋出善意而產生友誼，後來更出面搭救了被三名不良少年威脅的健斗、衛、瑠海。
尼彥（アマビエ）（NEO單行本第36話）
被封印於海岸，有著長髮人頭但面貌駭人，身體呈現魚型的妖怪。當其現身時會請求在場的當事者為其繪製肖像，但當事者往往被其容貌嚇得無法動彈。本篇裡鳴介和鄉子帶著五年三班學生到海邊寫生期間，因為尼彥的封印被茉莉踹倒令其現身，最終鄉子為保護學生而鼓起勇氣直視對方畫出肖像，才令阿瑪比艾被嚇退回海裡。事後鳴介解釋是因為鄉子的畫工令人不敢恭維，才將尼彥氣到離開現場，遂找回並重新安置尼彥的封印，闖禍的茉莉也被鳴介教訓了一頓。
北風（NEO單行本第37話）
外型看似枯樹，乘著寒流而來的妖怪，會讓所到之處的觸及對象造成嚴重凍傷凍瘡。本篇裡其趁著寒流來襲和雪姬抽空探望鳴介時現身，被鳴介用白衣觀音經暫時固定在樹上，但其後因風吹落經文，自行掙脫封印四處行動造成多名學童凍傷，被鳴介用鬼手強制除去。
蒙古高句麗（NEO單行本第39話）
戰場上紛亂的怨念匯集而生，會剝去人體肌膚的妖怪。本篇裡唆使人類外型逐漸褪落的人體模型殺害誠奪取其肌膚，最終被鳴介及時制止以鬼手消滅。
抓子鬼（NEO單行本第40話）
會殺死壞孩子並從其身上榨油，製成器皿的妖怪。本篇的百合愛因為茉莉的惡作劇，雙方演變成相互惡作劇報復的行動，被鳴介訓話後，兩人於勞動服務期間遭遇並合作對抗此妖怪，最終鳴介及時趕到消滅妖怪，百合愛和茉莉亦因此言和如初。
付喪神封印畫帖（NEO單行本第41話）
封印著各類付喪神的畫冊，只要將其中記載某項付喪神的頁面撕下，就能解除該頁被封印的付喪神限制。本篇裡的鳴介因為對五年三班學生提出突擊測驗，被學生們以當面吃掉愛吃的食物作弄而師受打擊，為表不滿而將學生派往圖書館做清潔整理的任務。學生們於整理圖書館期間無意間發現該本畫帖，出於好奇遂多度將畫冊裡的付喪神解除封印召喚出來（會發出叮叮噹噹聲音提醒茶壺水燒開的妖怪茶壺鏘鏘、老房子的壁板妖怪化而成的板鬼、牙籤變化成且大量滋生會聯合做壞事的奇奇小褲、舊和服的衣帶妖怪化成且會讓使用者所想衣物成真兼氣場變化的花魁帶），卻因此召喚出最兇惡的付喪神集合體——瀨戶大將令眾人深陷危機，最終鳴介出面解決瀨戶大將始讓眾人化險為夷，事後為懲戒闖禍的學生而增加家庭作業的分量。
御恐（NEO單行本第42話）
會要脅令被害人心臟停止跳動的妖怪，直到被害者被嚇至心臟停止前，都不會停止驚嚇被害者，但由於自身習慣嚇人，反而對被其他對象驚嚇毫無準備和抵抗力。在校園現身恐嚇穗奈美，但反被想要保護後者的諸星嚇到而當場被消滅。
タットワの技法/異世界怪物（NEO單行本第44話）
西方流傳的密術，將象徵地、水、火、風、空的五個圖型（圓・三角・橢圓型・新月・正方）畫出來，一聚一定的組合，即可讓人踏入異世界。本篇裡的茉莉向班上同學提及此事時，百合愛不以為意，但在看見此陣法後，接連看到異於平日生活的怪像。鳴介初期認為此事純屬心裡暗示，直至百合愛被異世界的怪物帶進異世界，才驚覺事態嚴重出面解圍，將百合愛回到現實世界。
倉童子（倉ぼつこ）（NEO單行本第50話）
外型看似頭頂綁成沖天狀的長髮和服小童，平時主要待在住家或商家的倉庫裡，鎮守當地的安全，不僅會讓守護的住家繁榮，亦可運用靈力令範圍內的對像身體出現不適症狀驅逐出境。類似座敷童子般的存在。喜歡吃醋昆布。
原本鎮守著某戶人家的倉庫，但因為童守町建商為新建兒童館而拆除該戶人家導致其流離失所。本篇裡的健斗、百合愛、星蘭、茉莉、勇衛、衛前往新開設的兒童館玩耍時，因為健斗、茉莉、勇衛、衛不慎於玩乒乓球期間打到祂，令其不悅導致全員被靈力影響身體不適而離開現場。茉莉得知其靈力實情後，以提供零食為由找上祂，攏絡其運用靈力讓一行人盡情在童守町玩樂，不料其於和眾人歸途中預知某棟大樓的電線走火，以靈力驅走群眾提前逃離現場後靈力耗盡倒下。事後鳴介以靈力救活倉隱子讓祂住在童守小學的運動器材倉庫，並處罰健斗等人負責整理倉庫，作為反省對待倉隱子的方式的賠罪。
「This man」（NEO單行本第51話）
都市傳說中是「世界上的多數人都會於做夢期間夢見的男性臉孔」，但在本篇則是名長期昏迷在床的死刑犯魂魄意識會跳躍侵入他人的夢境的現象。該死刑犯先是陸續出先在五年三班學生的夢境造成恐慌，看準星蘭防備心不足，遂入侵其夢境誘騙並試圖強占她的靈魂主導權，但被趕到現場的鳴介用靈力將死刑犯的魂魄意識強制驅離，成功解救星蘭，而該名死刑犯也在魂魄意識被逐回身體的同時隨之斷氣。
望月桂 /吳剛 (道教) （NEO單行本第52話、第91話、第92話）
外型俊美，言行看似溫柔具紳士風度的男子，其實是傳說中居於月亮，會現身人間引誘因為陷入感情困擾而眺望月亮的人類女性，將其殺害並蒐集其遺骸的妖怪吳剛 (道教)（但在日本傳說是化身俊美男子向眺望月亮的女性招手，令其減壽的妖怪）。本篇裡的鄉子因為學生談及情感問題，對於留居國外拈花惹草的廣感到心煩意亂時，偶然遇見桂而對其一見鍾情。後來桂和鄉子約會的期間，企圖將鄉子誘拐至月球，被警覺事態有異的鳴介識破真面目，及時因為廣致電給鄉子，令鄉子確認廣的情意未變而未能得逞，因此露出破綻而被鳴介以鬼手強制成佛擊退，導致左臉毀容。
及後在鄉子目擊廣和外籍球隊秘書雅德莉娜互動產生誤會而難過入眠時，再度現身迷惑和試圖控制鄉子尋短，被鳴介與廣出面制止，最後被鳴介以鬼手完全殲滅。
因緣（NEO單行本第53、54話）
憑依動物身上的妖怪，遇見人類時會將頭部分裂成兩半並伸出觸手襲擊被害者。本篇裡於五年三班學生準備上體育課的途中現身襲擊眾人，但被抵達學校探視鳴介的雪鵺出面制止，鳴介到場擊碎其軀，但僥倖逃離現場，再度於雪鵺離開學校途中現身襲擊五年三班學生和雪鵺，被鳴介徹底消滅。
屏風偷窺怪(屏風のぞき)（NEO單行本第56話）
屏風變化而成的九十九神。原本是古代青樓用來遮掩嫖客和妓女發生性行為的屏風，但變成妖怪後便會顯示當事人內心感到最難以啟齒的秘密。本篇裡的石川校長因為使用該屏風，導致自己的糗態被妖怪顯現而委託鳴介協助處理，未料妖怪趁隙脫逃在校園引發大幅騷動，最後鳴介雖除去妖怪，卻不慎墜落鎮上體育館女性更衣室，被當成變態修理，糗態更被五年三班學生畫在特製屏風以茲紀念。
加牟波理（NEO單行本第55話）
會在除夕期間現身廁所窺看當事者的妖怪，當其頭部掉落後，會變成成堆的小判金幣，被當成吉利象徵。本篇裡的鳴介因為五年三班學生通報學校洗手間出現妖怪而前去處理，發現加牟波理入道其實是因為內急偏逢手邊沒有衛生紙而發愁，加牟波理入道則在鳴介提供衛生紙後頭部掉落消失，留下一堆小判金幣給鳴介作為謝禮。
見越入道和豆腐小僧（NEO單行本第55話）
見越入道是豆腐小僧的父親，豆腐小僧則是雨天會現身，習慣拿著豆腐的小僧妖怪，會讓食用其提供的豆腐者渾身長霉。本篇裡的豆腐小僧因為父親生病，希望拿自製的豆腐給父親但皆因為意外而以失敗告終，最後透過鳴介和五年三班學生的幫助，才成功拿著豆腐抵達父親休養的地方完成任務。
黏答答（NEO單行本第55話）
渾身黏稠狀，頭部僅露出嘴的妖怪，會埋伏在旅人行經的道路現身要求對方提供便當供其食用，如不服從就會痛下殺手。於五年三班學生幫助豆腐小僧完成護送豆腐的任務期間，現身襲擊五年三班學生，被前來解圍的鳴介以鬼手強制成佛。
野箟坊(NEO單行本第八集番外篇)
只有嘴巴的妖怪，為了躲避鳴介驅魔，特地拜師學畫塗自己的臉，結果太過寫實被鳴介識破。
人面樹（NEO單行本第59話）
外型和普通果樹無異，但結果實為嬰孩面孔的奇樹，果實上的臉孔會對外界產生反應，呈現喜怒哀樂的表情，但結成果實後，果實會因為大笑和風吹震動枯萎墜地，若無任何異狀則維持十來天的壽命。墜地枯萎後，裏面孕育的「Boze（嬰孩靈魂）」則會自行投至懷孕的女性身體裡。本篇裡的衛在校園偶然發現植地的人面樹而心生憐意，將其視作弟妹照顧，但仍未能避免人面樹果期滿墜地的規律。事後鳴介帶領衛至街道觀看兼說明人面樹育出的「Boze」投胎的過程，才讓衛正式釋懷。
華陀（NEO單行本第60話）
外型看似矮小的老者的妖怪，擁有能夠治癒他人疾病和將手臂變成雙翼飛行的能力。本篇裡現身在感冒的瑠美面前治癒後者使其康復，被瑠美崇拜，後來在童守小學發生集體中毒事件時出面為全校師生治病，因為疾病的力量高於其能處理的範圍，危急之時被鳴介所救，事後向鳴介等人道別並離去。
妖怪豆狸（NEO單行本第61話）
能夠變化人形的狸妖怪，專門利用自己的陰囊變出各種幻象作弄當事者。在本篇裡利用幻術變出免費餐廳和遊樂場，引誘並接連作弄五年三班的學生們，鳴介到場解危後企圖消滅祂，反被其誆騙係因家園被人類破壞才流落城市，最後更趁著鳴介和五年三班的學生們為其修築巢穴的期間，刻意用巨型糞便堵住巢穴惡整一行人。
暮露暮露團（NEO單行本第65話）
抹布團變化的九十九神，會主動將週遭環境清潔地煥然一新，相對地無法容忍將其清潔的環境弄髒的對象，還會為此作出攻擊。本篇裡的五年三班學生於教室大掃除期間，無意間喚醒暮露暮露團，欲利用其協助完成清潔工作，反而因此受困教室還波及協助掃除的鄉子，最後被鳴介消滅才令風波平息。
小袖之手（NEO單行本第66話）
會從和服裡探出手臂的妖怪。本篇裡則是某位為了和愛慕的青年會面，於除夕夜不慎墜河身亡的莊屋女兒的靈魂寄宿的和服。其帶著未能如願戀情的靈魂隨和服經過歷代輾轉，傳至百合愛的手裡。小袖手被百合愛對於戀愛的憧憬喚醒意識，欲幫助百合愛擄獲心儀對象（健斗），反而接連在新年祭典引發騷動，鳴介到場制止並讀取其記憶後，百合愛遂招集五年三班的學生們至莊屋女兒生前欲參拜的神社遊玩合照，令事件和平落幕。
手長腳長（NEO單行本第67話）
長野縣的山裡居住的妖怪。外型是手長腳短和手短腳長的妖怪雙人組。雪鵺和五年三班學生在長野縣的別墅山區玩耍期間，現身襲擊眾人，鳴介及時出面解危才未對眾人造成傷害，事後雪鵺懇請鳴介別對其痛下殺手，手長腳長則感其饒命之恩，將眾人安全送回別墅。
悕望（NEO單行本第68話）
生前忌妒他人幸福生活，死後成為會襲擊幸福對象的餓鬼。本篇裡小誠和久違的小愛約會期間，誠為不讓愛擔心遂謊報自己的近況，險被偶遇的神眉跟鄉子揭穿時，路經工地引起悕望的注意遭受襲擊，誠為挺身保護愛遭工地鋼筋砸傷，向悕望表明自己並非成器之人和欲保護愛的心聲，令悕望感受誠的憐憫善良，接受感化超度。
浴子（NEO單行本第69話）
生前被神隱至異世界，未能從中逃脫導致身軀遭破壞死去的中學少女怨靈。當有人啟動手機遊戲尋找可捕捉的遊戲怪獸時，就會從遊戲裡現身襲擊遊戲玩家。本篇裡的健斗和衛為了捕捉遊戲怪獸而抵達荒廢的舊屋，卻因此被浴子其從遊戲世界包圍，鳴介及時趁著浴子現身現實世界襲擊健斗和衛的時刻出面解圍，強制將其超度成佛。
大鯰（NEO單行本第71話， 最強ジャンプ第話）
傳說中藏身地底引發地震的凶暴鯰魚妖怪。本篇裡因為其暴動於童守町引發大規模地震，導致大樓倒塌。鳴介和丑光前往現場地下調查，遭其襲擊，最終鳴介和丑光並肩作戰，才成功將大鯰封印至地下洞穴的要石裡。
對調鏡子(すげかえ鏡)（NEO單行本第72話， 最強ジャンプ第話）
原本是附著羨慕他人容貌的照鏡者意念的鏡子，變成會將兩名以上的被害者頭部對調，但性格和精神不變的鏡妖怪。本篇鄉子和美樹小聚期間因為論及彼此的工作情形，因為彼此不瞭解各自的職場辛苦處發生爭執，被此妖怪對調彼此的頭部。美樹藉此機會，冒用鄉子的長相和職權，屢次欺負五年三班的學生們，反而招致五年三班學生們不滿遭受反擊（同時鄉子因為頂替美樹至酒吧上班，和客人發生衝突），最終鳴介消滅妖怪才讓兩者恢復原狀，但是美樹和鄉子也因為這段時間被對方干擾工作而遭懲處。
餓者骷髏(がしゃどくろ) （NEO單行本第73話， 最強ジャンプ第話）
生前戰死的死者骸骨匯集怨念的巨型骸骨妖怪，在本篇被卡拉爾·辛召喚攻擊童守小學師生，後來因為卡拉爾·辛被麒麟警誡不可將力量用於非正途，導致操控其的法力失控，最後被卡拉爾·辛親自解決。
有財餓鬼（NEO單行本第75話， 最強ジャンプ第67話）
會引誘被其盯上的當事者耗費自身錢財收買人心，無上限提高課金要求，最終讓當事者散盡家財的妖怪。本篇裡的花札大無意間發現有財餓鬼偽裝藏身的APP遊戲軟體，藉著投注錢財於該遊戲收買五年三班的同學。後來花札大企圖收買健斗未能奏效，被妖怪襲擊之際險些墜樓，及時因為鳴介收拾妖怪和五年三班同學們合作相救而平安脫困。事後花札大經此事體悟友情的重要，特地購買高檔巧克力贈與解救的五年三班同學們作為謝禮。
什麼東東（NEO單行本第76話， 最強ジャンプ第話）
有著長者面孔的樹精靈。本篇裡雪鵺跟著五年三班學生準備於童守公園賞櫻時遇見祂，向雪鵺提出三個考驗始同意讓林區的櫻花樹開花，在雪鵺通過考驗後兌現承諾，召喚撥種妖令櫻花樹開花。
極道猫太郎（NEO單行本第76話， 最強ジャンプ第話）
性情惡劣的猫妖怪。本篇裡因為賴在樹精靈的頂上不肯下來，最後在雪鵺的堅持幫助下，成功被帶下樹來，並對其表示感謝。
殘根力士（靈異教師神眉NEO單行本第76話登場， 最強ジャンプ第話）
外型像是被從中切開的樹木妖怪。本篇裡做為樹精靈考驗雪鵺的妖怪登場，被雪鵺擊敗之際，胸前的子芽挺身阻止雪鵺的攻勢，最中恢復原狀。
疫病（靈異教師神眉NEO單行本第78話登場， 最強ジャンプ第69話）
九州地區會忽然現身浴缸，令被害者生病，繼而引發大規模病情的妖怪。本篇裡的健斗、衛、百合愛、星蘭於疫情傳播期間不慎被醫用廢棄物垃圾車掉落的垃圾波及，前往童守町澡堂沐浴而遭受妖怪襲擊，其後鳴介借用百合愛持有的菅原道真護身符設局逼出並消滅妖怪，也讓童守町的傳染疫情隨之平息。
加代子的母親（NEO單行本第80話登場）
生前因為目睹女兒加代子發生車禍過世，過度悲傷之下尋短的幽靈母親。本篇裡小晶為了實驗靈體和人工智慧融合的效果，將祂安裝在智慧機械人「書呆子」作為驅動能源，卻因為目擊星蘭差點發生車火的場景而回想起生前的記憶，失控擄走和試圖將星蘭拋下天橋陪伴愛女，最終鳴介趕到現場將其超渡成佛，才讓星蘭化險為夷。
賈奇（ギャキ）（靈異教師神眉NEO單行本第81話登場， 最強ジャンプ第72話）
有著象臉模樣，面貌駭人的妖怪。原型是百合愛幼年時期的幻想友人。本篇裡百合愛隨五年三班至遊樂場玩耍時，寄宿在舊遊樂措施的賈奇認出百合愛並於夢境裡和她再遇玩耍，但由於百合愛的成長與改變忽略其存在，導致賈奇的意念於現實裡的百合愛眼裡呈現妖化狀態，趁著百合愛跌倒昏迷時入侵夢境攻擊她。最終鳴介利用鬼手靈力將百合愛的意識回歸3歲時期，才令百合愛理解賈奇的真正想法，兩者於夢境共同玩樂一段時間後，賈奇心滿意足地向百合愛道別並就此消失。
創作原型取材於電影腦筋急轉彎 (電影)的主角萊莉的幼年幻想朋友小彬彬（Bing Bong）。
牛鬼（靈異教師神眉NEO單行本第83話登場）
棲息於海邊，經常和妖怪磯娘合作襲擊人類的兇惡牛首妖怪。通常是磯娘負責引誘人類，然後牛鬼和磯娘聯手出擊的行動模式。因為發現磯娘試圖取走對她自己最重要的磁氣項墜而命令後者聽從其令。後來兩者遭遇並試圖襲擊健斗等人，但因為磯娘背叛牛鬼幫助健斗等人逃跑，最後牛鬼敗於前來解危的鳴介的手下。
鏘（ジヤン）（靈異教師神眉NEO單行本第84話登場， 最強ジャンプ第74話）
超過三百年的佛鈴變化而成的付喪神，原本被供奉在路邊的小祠堂，因為逢魔時刻匯集的妖氣而甦醒，邂逅夜半失眠的星蘭成為朋友。當持有者使用它的時候，將會變身成魔法美少女的裝扮並擁有著強大到足以破壞他人新血的力量，但若使用不當則會接連造成麻煩。初期的星蘭因為鏘的能力嚐到不少苦頭，但在獲知父親罹惡性腫瘤的訊息後，鳴介借用鏘的靈力成功除去星蘭父親的惡性腫瘤令其痊癒，事後鳴介和星蘭將耗盡靈力變回原型的鏘安置回原本的祠堂。
五德貓（靈異教師神眉NEO第86話登場， 最強ジャンプ第76話）
由放置茶壺的壺架（五德）經年累月變成，有著貓又外型的付喪神。本篇裡的雪姬因為經不住卡拉爾要求執行任務的請求，遂委託梅澤指示卡拉爾執行委託（代購知名點心店甜食，採購幼兒玩具）但皆以失敗告終，直至第三次卡拉爾依照雪姬指示的任務，擔任臨時志工陪伴托兒所的園童玩耍時，托兒所的園童不慎觸動微姆克佈置的境壞法術結界，令五德貓現身襲擊園童，最後卡拉爾動用麒麟之角的力量消滅五德貓成功解救園童，透過遠程監視得知此事的雪姬則將此視為卡拉爾成功通過她的考驗。
妖火（靈異教師神眉NEO單行本第88話登場）
出現在偽火車上的妖火，在偽汽車上擔任照明提燈的工作。生前是名竊賊，過身後因為被掌車者看中靈魂的顏色但又找不到買家，被掌車者安置在提燈裡。因為健斗、阿衛、百合愛、星蘭擅闖偽火車和鳴介的靈魂被掌車者所擒，遂指點健斗等人避開亡靈和掌車者耳目的做法，同時為了混進天堂而委託健斗等人將祂安放在前往天堂的乘客車廂，幫助被掌車者等人限制行動的一行人脫困和逃離偽火車。鳴介和健斗等人成功脫困後告別一行人而去。
偽火車（靈異教師神眉NEO第88話登場）
會依據亡者生前情形，將其載往天堂及地獄的妖怪火車。除了搭乘列車的亡靈之外，尚有會暗地將稀有靈魂納為己有的掌車者，還有會懲戒擅闖餐車廂的當事者的豬臉廚師。本篇裡鳴介在鐵路車站為了搭救不慎墜落月台的小孩而被列車撞成重傷，靈魂被火車的掌車者困在瓶子裡，導致健斗等人為救回鳴介挺而走險跳上偽火車。後來健斗等人被掌車者發現兼限制行動的期間，妖火暗地幫助健斗弄斷繩索，令脫困的健斗得以破壞困住鳴介的瓶子，讓恢復自由的鳴介擊敗掌車者幫助一行人解危，最終鳴介經由妖火的指引利用鬼手讓最末端的車廂分離，使得一行人得以搭乘分離的車廂返回現世。
巨臉怪（靈異教師神眉NEO第91-92話登場， 最強ジャンプ第78-79話）
專門攀附在神社鳥居高處，伺機襲擊人類的妖怪。本篇裡健斗因為廣造訪學校親近鄉子一事燃起競爭意識，數次較量後走向足球門框，遭攀附其上的妖怪伺機纏住頸部。最後廣委託鳴介將白衣觀音經的經文纏繞在足球上，再踢出附加靈力的足球成功擊中並消滅妖怪。
赤子（靈異教師神眉NEO第93話登場， 最強ジャンプ第82話）
外型像紅色嬰兒但妖力弱的妖怪，會附身並屢次騷擾當事者，但若是當事者處於負面情緒狀態則會令力量增強。本篇裡榮二（健斗的父親）的不倫戀對象土屋多繪深受情路坎坷的悲傷情緒影響，吸引赤子附身，加上健斗不願接受多繪令後者深受打擊，導致赤子趁著多繪悲傷之際試圖令其跳樓，最終鳴介趕到現場消滅赤子，和健斗及時救下險些墜樓的多繪才結束這場風波。
七尋大人（靈異教師神眉NEO單行本第96話登場）
被供奉在七尋山，從妖怪神格化的大神，傳說其身型高大（14公尺），曾透過移山幫助村子免於洪水的襲擊。本篇裡戶成野大學農學院大學生吉野吉乃和男友中谷登山採香菇的期間，苦惱於身形過於矮小的吉野偶然發現和參拜供奉七尋大人的小廟，飲用了七尋大人賜與的「比丘惠之酒」導致身體受妖力影響巨型化，恥於以此型態和男友會面而試圖服用毒菇尋短，被鳴介和中谷及時清出未消化的毒菇和施予人工呼吸撿回一命，最終吉野雖透過鳴介吸收妖氣恢復原狀，仍留下受壓力刺激會使身體巨型化的後遺症。
紙舞（靈異教師神眉NEO第97話登場）
日本傳說會操縱紙張飛起的妖怪，本篇則是是高僧親筆書寫的咒文紙所化，經妖力加持後變成會擅長操縱紙張追殺他人的妖怪殺人兵器，一旦最初用來詛咒的紙或是寫在面部的文字被破壞就會消失。本篇裡雪鵺因為渴望認識朋友，主動接近蛇魅暗反被後者連續惡作劇，後來蛇魅暗將雪鵺約至夜晚的校園裡，意外召喚出紙舞而陷入危險，最終雪鵺委託蛇魅暗藉著咒術將自己短暫變成豬鼻嗅出紙舞的位置，兩者聯手將紙舞消滅。事後鳴介發現校園地面散落當時被紙舞操縱的紙張，命令雪鵺與蛇魅暗一起收拾殘局。
鼈和尚（靈異教師神眉NEO單行本第98話登場， 最強ジャンプ第86話）
棲息於龍神沼，有著僧人外貌的溫和鼈妖。因為龍神沼長期被外種生物擾亂池沼生態，加著和外來種生物融合導致個性狂暴化。本篇裡主持沼澤探險節目的主持人沼崎終造帶領節目團隊探索龍神沼，連同旁觀節目錄影的五年三班學生遭遇狂暴化的鼈和尚襲擊，意識到龍神沼生態對其影響的鳴介遂利用鬼手對其施予遷靈移體之術，才讓鼈和尚恢復原本的外型與溫和性格。
舔行燈（靈異教師神眉NEO單行本第99話登場， 最強ジャンプ第87話）
原本是棲息於富有人家，會刻意弄熄燈火，最後令受害家庭沒落的妖怪，隨著時代變遷開始延伸出附身與操控家電攻擊當事者的特性。本篇裡於星蘭的雙親大量添購現代家電後，附身並操控星蘭家的雙親，甚至在現出真身後操控星蘭的雙親與家電意圖攻擊星蘭，最後被感受到妖氣而趕抵現場的鳴介以鬼手消滅。
ソソツル狐（靈異教師神眉單行本NEO第100-101話登場， 最強ジャンプ第88-89話）
為狐妖的分支族系之一，會令被附身者變得凶暴具攻擊性的無眼狐妖。本篇裡附身於童守小學學生真困內猿比羅惡的身上，令後者頻繁欺負班導師與其他學童，後被鳴介以鬼手消滅，猿比羅惡也恢復正常狀態。
天蛾人（靈異教師神眉NEO單行本第話登場， 最強ジャンプ第95話）
傳聞出沒於美國的未知生物，據傳只要其出沒的地區都會發生重大災厄。本作裡則是會趁著襲擊人類女性的同時產卵寄宿在宿主體內的半人半蛾怪物，孵化的幼蟲擁有擬態變形能力和超速成長能力，而且在孵化的瞬間會吞噬殺害原宿主。本篇裡的丑光目擊一名遭天蛾人寄生產卵並孵化幼蟲的女大學生當場慘死，開槍射殺幼蟲群卻不慎令其中一隻幼蟲逃跑，導致誤將逃走並偽裝成玩偶寵物模樣的幼蟲撿回家的瑠海和後者母親深陷危機。此時鳴介、丑光、五年三班學生現身援救瑠海將其帶往學校保健室，聯手對抗結蛹羽化的天蛾人。最終鳴介趁機用鬼手NEO持金屬杖插在天蛾人身上，再利用當時的雷雨天氣借用金剛夜叉明王的力量引來天雷擊斃天蛾人。
川色（靈異教師神眉NEO單行本第108-109話登場， 最強ジャンプ第96 - 97話）
傳聞出沒岐阜縣地區，會襲擊接近水域的女性的河童。本篇裡則是性好女色，專從被害女子身上摘取搜集女尻玉增強力量，還可創造抵消妖力空間的河童妖怪。出沒於童守鎮舉辦的泳裝選美大會並襲擊女性參賽者，導致雪姬、露音、磯娘、吉乃、鄉子、美樹陷入危機，最後鳴介和泳裝選美會主持人以僅著底褲（泳褲）的姿態闖進結界破解其力量，川色則被因為目擊鳴介捲入桃色風波兼被襲擊對象而處於盛怒狀態的雪姬消滅。
現身（うつし身）（靈異教師神眉NEO單行本第110話登場， 最強ジャンプ第98話）
會憑依在當事者身上，反映當事者內心狀態的妖怪。本篇中的誠因為過於焦慮和對律師資格初步測驗產生逃避心態，遭其附身導致諸事不順，後來鳴介勸勉誠面對自我並準備為之除靈時，誠懇求鳴介讓自己克服內心恐懼，重新整頓心態面對律師資格測驗，最終在誠堅定意志集中準備測驗的情況自行消失。

### 『S』登場的妖怪、惡魔、幽靈、生物、靈異事物
電梯子小姐（エレ子さん）（《靈異教師神眉 S》單行本第1話）
潛伏在「四二北病院」的少女惡靈，20年前因為重病入院時，唯一的好友經常過來陪伴她，但在某日後因為好友未再探望她，不知情的她在病情惡化送往手術室的途中含恨而終，成為埋伏在電梯襲擊探視病患的訪客的惡靈。如果探病者回覆其詢問「今年幾歲」的問題時回覆「0」以外的答案，將會在電梯暴衝至該樓層後被重摔慘死；若是在電梯門打開時回覆其「是否需要半身」的問題答案為「否」，則會被電梯截斷半身死亡；若被追問「想要去哪裡」時回覆「哪都不去」，就會被其殺害。本篇裡阿衛因為在家政課強迫自己吃下健斗的「特製咖哩」而引發急性盲腸炎住院療養，導致健斗偕同五年三班同學探視住院的阿衛期間，遭遇其襲擊，最終鳴介到場幫助健斗解圍的同時，道出祂的好友已於多年前再度前往醫院的途中死於交通事故，還在等待祂投胎的事實，才頓時釋懷成佛。
故事原型摘錄自滅氣書房發行的「電梯裡的電梯子小姐·真正存在的都市傳說」。
「叩囉扣囉」（コロコロ）（《靈異教師神眉 S》單行本第2話）
都市傳說裡長著一雙腐爛雙手的破爛行李箱。生前原本是在海外旅行的旅客，但在旅途中遭強盜殺害並塞進隨身行李箱理棄屍，死後變成會活動的行李箱，專門現身在不知情的對象面前告訴解鎖行李箱的密碼（429）。打開行李箱會因為見及箱裡的駭人屍骸而當場心臟停止死亡；若當事者在5小時內告知其他人此事，則會轉移目標至被告知的人；一旦被糾纏的當事者告知其他對象時洩漏太多祕密且未能及時離開現場，就會被祂的詛咒殺死。本篇裡遭遇叩囉扣囉的事主偶遇和將開鎖密瑪告訴百合愛後，為了警告她不可打開箱子而被貨車撞死，導致叩囉扣囉轉移目標襲擊百合愛，後來健斗帶領百合愛前往遊樂園的摩天輪躲避叩囉扣囉期間，阿衛為了替手機充電而偶遇當時在手機店裡維修手機的鳴介通知此事，令鳴介及時趕到和用經文將祂永久封印拋棄於海裡，但其後又再度出現在機場的行李檢查站而嚇壞檢查站的機場工作人員。
虛擬鬼（バーチャ）（《靈異教師神眉 S》單行本第3話）
都市傳說裡棲息在虛擬實境系統裡的惡靈，生前是個內心充滿怨恨而在某處高樓跳樓自盡的男子，被當時在當地取景且毫不知情的VR影像公司錄到其最後的影像，死後因為怨念過於深重而數度現身於VR電影院裡的影像，導致多名目睹祂現身的觀影顧客死亡，若要擺脫虛擬鬼則必須從正面看過去的其中一號鏡頭發現錄到男子墜樓的影像，念出「out of order 第O號鏡頭」（正確的鏡頭號碼）才能令其消失。本篇裡健斗等人前往VR電影院體驗虛擬立體實境期間，遭遇虛擬鬼的襲擊，偶遇調查此事的七節議太郎而得知其存在，後來健斗單獨返回VR電影院觀影兼試圖令其消失時，不慎念錯了鏡頭的號碼，最終鳴介及時趕到和驅走虛擬鬼才讓受困的健斗脫險，而虛擬鬼依舊徘徊在VR系統準備襲擊不知名的受害者。
七節議太郎（七不思議太郎（ななふしぎたろう））（《靈異教師神眉 S》單行本第3話初登場）
於虛擬鬼事件裡首度出現在鳴介和健斗等人的神祕高中生，外型是個穿戴傳統學生帽和高中制服，配戴眼鏡的少年，說話自稱「僕」。對外自稱「興趣是調查網路傳言的高中生」，其實是竹節蟲的妖怪，同時是架設「現代都市傳說網站」的站長。經常四處蒐集和散撥都市傳說，擁有擬態的偽裝能力，有時候則會很碰巧地現身在鳴介和健斗等人面前提示應對都市傳說鬼怪的方式。最終由於發現「八番目的羅亞」暗中召喚都市傳說怪物的真相，在單行本第19話被羅亞殺死。
秘密盒（トガツメ箱）（《靈異教師神眉 S》單行本第4話）
過去地方鄉村居民集體處決犯人後，會分別將犯人肢解後的遺體安放於特製木盒長達10月10天的時間，而這些木盒會變成擁有強烈邪氣的詛咒盒，被用來送至敵對聚落施加詛咒導致對方人員死亡。若要解開詛咒則須在24小時內將所有盒子打開，再將裡面的物件正確地擺放在畫著身體型狀的圖像，但若選擇拋棄或讓別人打開都會導致當事者死亡。本篇裡健斗、王勇輝、阿衛、諸星偶然從一名路邊攤販購得偽裝成工藝盒的秘密盒後，王勇輝率先解開盒子和發現裡面的手指，警告尚未打開盒子的健斗、阿衛、諸星。得知此事的鳴介收走所有秘密盒試圖獨自除靈，被秘密盒的詛咒靈力引發瓦斯氣爆重傷送進醫院治療，導致健斗等人為了接替鳴介解除詛咒而冒險解開秘密盒取得裡面的眼睛和殘餘的左足，結果阿衛因為打不開盒子用石頭砸壞了盒蓋，取出盒裡的心臟，令秘密盒的怨念現身襲擊健斗等人，最終鳴介為了保護健斗等人而急忙離開醫院到場解危，將所有的臟器集中於一個盒子裡施加封印，才讓整起事件圓滿落幕。事後旁白說明鳴介等人發現的秘密盒僅是其中的一小部分。
縫隙女（すきま女）（《靈異教師神眉 S》單行本第5話）
都市傳說裡專門從縫隙裡現身襲擊被害者的女性惡靈，據稱生前是名粉領族，為了驅趕窗外的鴿子不慎墜樓掉進兩棟大樓的空隙間，受困10天後才被尋獲遺體，成為專門能運用靈力遊走縫隙、串連縫隙空間的惡靈，一旦脫離縫隙空間便無法保持存在。本篇裡茉莉因為在課堂對阿衛惡作劇，被鳴介安排兩者整理圖書館時遭遇縫隙女的襲擊，後來鳴介閱讀七節議太郎架設的網站得知其存在，設置結界保護兼要求兩者待在裡面，但由於茉莉為了放生困在圖書館捕鼠籠裡的老鼠和阿衛擅自離開結界而再度遭遇襲擊，此時阿衛決定以身為餌保護茉莉，危急時刻因為鳴介闖入工地破牆解救兩者而脫險，隨後鳴介更趁著縫隙女暴露在空曠處的空檔令其強制成佛。
「號誌」（シグナル）（《靈異教師神眉 S》單行本第6話）
都市傳說裡會在半夜現身於街上，還會在各城鎮間移動的交通號誌人形，其實是生前因為不遵守交通規則而死於車禍事故的往生者所幻化的餓鬼。能透過憑依的號誌燈現身，處於綠燈狀態時很溫順且會幫助守規矩的對象，但若是從綠燈轉成紅燈狀態、或是所在區域裡的對象連闖三次紅燈，就會現身吃掉兼懲罰和生前的自己同樣不遵守交通規則的對象。本篇裡號誌殺死兩名違規闖紅燈的暴走族後，因為星蘭在哼唱童謠「通過吧」過馬路時和綠燈狀態的號誌產生共鳴，令綠燈狀態的號誌現身和幫助差點被車子撞擊的星蘭脫險。後來健斗和阿衛在晚歸期間不顧百合愛的勸阻三度闖紅燈，遭遇紅燈狀態的號誌襲擊，導致目睹此事的百合愛急忙透過手機告知星蘭和鳴介，卻使得趕到現場解救健斗和阿衛的鳴介陷入了危險，最終因為抵達現場的星蘭向鳴介說明事發原委和再度哼唱童謠「通過吧」，才讓號誌們暫時變成綠燈狀態停止攻擊行為，讓健斗和阿衛成功脫困，再由鳴介利用鬼手的靈力將餓鬼們送回餓鬼道。
毛茸茸☆小丑（もじゃもじゃ☆ピエロ）（《靈異教師神眉 S》單行本第7話）
生前是經常錄製各種危險冒險行為的知名YouTuber，在最後一次錄影時用100度的滾燙熱水澆身而被活活燙死，因為成名執念過重成為徘徊在世間的怨靈。本篇裡偶遇並多度誘導健斗、阿衛、勇衛做出違規行為，被百合愛調閱資料發現其死去的真相後，仍試圖強迫健斗、王勇輝、阿衛前往施工中的工地和祂拍攝危險影片，最終趕到現場解危的鳴介出示百合愛轉發網友們針對毛茸茸☆小丑影片的負面評價，道出祂的帳號遭停權和刪除影片的真相，再利用鬼手令其強制成佛。
鑽穴（クジリ）（《靈異教師神眉 S》單行本第8話）
擁有強大執念的蛞蝓化身的妖怪，會混在作為民俗療法用途的蛞蝓裡並附身控制被害者，同時會襲擊和強迫活體生物吞下從身體分裂出來的蛞蝓，若是遭遇雨天或處於濕氣重的環境則會露出原型，弱點是鹽，被鹽分灑到身體會離開被附身者。本篇裡附身於新任保健老師小野乃小町的身上，襲擊健斗和阿衛，後來控制小町前往家政教室襲擊學生的期間，因為當時端著熱味噌湯的百合愛不慎踩到鑽穴分泌的黏液摔倒，導致被附身的小町為保護百合愛而被含鹽的熱湯澆到鑽穴的軀體，令鑽穴和小町分離，最終鳴介用鬼手消滅了鑽穴，也讓重獲童守小學師生們接納的小町繼續待在校園裡任職。
滑水道的漩渦子（スライダーのうず子さん）（《靈異教師神眉 S》單行本第9話）
20年前跟著朋友光顧游泳池戲水的女高中生，因為滑水道設施維修不良，結果在被朋友們慫恿玩滑水道的過程中，遭管道裡突起的金屬片將身軀切裂成兩半慘死，成為鎖定襲擊遊玩滑水道的泳客的惡靈，由於其現身時附近地區會顯示鮮血般的漩渦記號，而被稱作「漩渦子」。發動攻擊時本體會先現身於目標的後方和說出金屬片出現的方向（但由於身軀被切成兩半，導致兩句話會混在一起），再變化出金屬片殺死目標，若是提前說出金屬片出現的正確方向，便能避開祂的攻擊，但也會忽然繞到前方攻擊攻擊被害者。本篇裡趁著鳴介和健斗、百合愛、星蘭、茉莉、王勇衛、阿衛前往遠久野市的水上遊樂園玩滑水道期間，接連襲擊健斗和茉莉但被兩者及時避開，後來七節議太郎向一行人提示對付祂的方法，王勇輝卻不顧眾人勸阻玩滑水道而遭其襲擊，及時因為鳴介將鬼手伸進滑水道撕裂漩渦子的靈魂才化險為夷，最終被鳴介趁著祂的靈魂離開滑水道的空檔將其超渡。
隱形彩色眼鏡的怨靈（呪いのカラコン）（《靈異教師神眉S》單行本第10話）
生前是名女高中生，因為將製作不良的彩色隱形眼鏡戴到過期，導致眼球受傷被細菌感染腫脹，最後更因為視線不佳而在前往醫院的途中從天橋階梯跌落摔死，成為寄宿在隱形彩色眼鏡裡利用幻覺誘導被害者自盡的怨靈，但若是讓隱形彩色眼鏡的藍色消失則可解除幻覺。本篇裡茉莉意外拾獲被女高中生任意丟棄且被其寄宿的隱形彩色眼鏡，出於好奇配戴隱形彩色眼鏡而遭其襲擊，最終獲得七節議太郎提示的百合愛及時拉著健斗將從文具店購得的紅綠色玻璃紙眼鏡交給茉莉戴上，利用各色光結合會變成白光的三原色光模式原理令其脫離茉莉的眼睛，再交由鳴介利用鬼手的靈力令祂強制成佛。
疑心暗鬼（ぎしんあんき）（《靈異教師神眉S》單行本第11話）
會加深心當事者內心的懷疑，再將當事者拖入異世界殺害的妖怪。本篇裡宇多栗旬因為在花礼大的動漫紀念品遺失事件裡任意判定阿衛是行竊的犯人，引起健斗等人的不滿，導致宇多栗被偶遇的七節議太郎誘導前往舊區民會館的旋轉門行走五圈，陷入異世界的幻境遭怪物襲擊，最終鳴介和健斗等人及時趕到，殲滅疑心暗鬼和救出宇多栗，才令其返回現實世界。
籠火男（焚火男）（《靈異教師神眉S》單行本第12話）
8年前犯下10件縱火案，造成15人死亡，在最後一次縱火時被牽連燒死的縱火慣犯，生前唯一愛過的人為年輕早逝的妹妹由梨子（ユリコ）。成為惡靈後會偽裝成焚火的型態埋伏在路邊，襲擊試圖用火且看見祂的真面目的對象，弱點是害怕短促的爆裂性噪音和詠唱「由梨子小姐，請妳過來接我」的咒文。本篇裡籠火男襲擊兩名試圖用火取暖的女學生後，路過空地的健斗等人因為誤認祂是一般火堆且試圖用火烤番薯，遭遇祂的襲擊，七節議太郎試圖向健斗等人說明完整對抗祂的方式，但由於鳴介現身讓健斗等人待在設下結界的體育倉庫而作罷。後來健斗等人在體育倉庫再度遭遇祂的襲擊，及時因為七節議太郎詠唱「由梨子小姐，請妳來接我」的咒文限制縱火男的行動，令鳴介逮到機會將祂強制超渡才脫險。
血腥瑪麗（Bloody Mary／ブラッディ·メマリ－）（《靈異教師神眉S》單行本第13話）
都市傳說中出現在鏡子裡的女性惡靈，只要當事者在深夜站在鏡子前呼喚其名，便會現身解答當事者提問的問題，但會殺害當事者。在本作中則是生前因為交通事故導致顏面重傷，死後靈魂進入鏡中世界的前偶像怨靈「富良出瑪麗」，會暫時幫助呼喚她的對象獲得魅力，作為代價會被拖入鏡中世界。本篇裡百合愛因為對於健斗的感情懷抱疑問，依照傳聞的方式召喚出血腥瑪麗反身陷危機，後由於健斗等人幫助百合愛找出瑪麗的來歷，加著百合愛在鳴介趕到現場試圖強制超渡瑪麗時說明祂的過往，最終瑪麗獲得鳴介的幫助恢復生前的容貌，向鳴介致謝後自行升天。
鬼影人（シィド－ピ－プル）（《靈異教師神眉S》單行本第14話）
都市傳說中會以暗影型態現身，讓看見祂的人跟著消失的靈體。據稱生前是受困於不同時間軸的人類，因為100倍的時速差而不被他人所見，最終孤獨死去，在成為靈體後會將遇見祂的人拖進100倍速的時間軸。本篇裡衛便因為遇見祂而陷入危險，一度受困100倍速的時間軸，後來鳴介運用人類瀕臨生命危險會加速閃現一生回憶的原理，利用靈力傳送至衛的身邊，將自己和衛送回原本的時間軸，而鬼影人仍持續在世間迴盪並物色下一名被害者。
人皮書（スキンブック）（《靈異教師神眉S》單行本第15話）
取用人類的皮膚製成封面的書籍，在本作裡是生前為研究犯罪者心理而殺害35人，由某位富豪買通刑務官規避死刑後被生剝肌膚死去的犯罪心理學大學教授極田嚴的肌膚所製成，因為經年累月累積強大的邪惡靈力，能操控書籍和現身奪取被害者的內臟。本篇健斗、百合愛、衛為了完成鳴介指派的讀書心得作業而前往圖書館借書期間，健斗偶然發現放在書架上的人皮書而帶回家裡試閱，卻因此牽連朋友們被捲入危險。後來鳴介利用幽體脫離術讓健斗的幽體附在人體模型上，將健斗本人藏在掃具櫃，成功引誘人皮書掉入陷阱後將其強制祛除。
送內褲的大姊姊（ホカホカのハンツくれるお姉さん）（《靈異教師神眉S》單行本第16話）
生前原本是擅長製作麵包且懷抱開店夢想的年輕女子，但在開設麵包店因為招牌設計不良，被附近地區小孩的惡意嘲諷賣的是內褲（ハンツ）不是麵包（ハン），傷心過度自盡身亡。成為怨靈後不但會變出麵包攻擊被害者，還會將隨身攜帶的詛咒內褲拿給男性被害者，讓被害者無論如何都脫不下被詛咒的內褲，進而被變成女性。本篇裡健斗和衛便因為遇見和取得她給予的內褲，引發了連串的麻煩，鳴介本試圖利用強制成佛將她超渡，但由於健斗和衛憐憫她的境遇而出面維護她，最終她被健斗和衛的真誠感動，解除兩者的詛咒後向眾人道別升天，才讓事件平息。
按鈕子（ホタン子）（《靈異教師神眉S》單行本第17話）
生前是喜愛惡作劇的女性小學生，某日因為按下消防警鈴被師長和同學責問，結果為躲避師長不慎跌落樓梯當場摔死，本應在陰間安息的靈魂被第八號羅亞召喚，成為會誘導學童按下按鈕陷入異度空間陷阱的幽靈，若能順利按下指定按鈕，就能返回原本的空間。本篇裡健斗等人和部分童守小學學童正是遇見她才陷入險境，及時因為鳴介現身強制讓按鈕子成佛才順利脫險。被超度前道出自己被他人召喚的實情。
軟綿綿（ぐにゃぐにゃ）（《靈異教師神眉S》單行本第18話）
都市傳說中會扭動身形，讓目擊真面目的當事者精神失常的怪物「扭來扭去」，本篇則是被第八號羅亞召喚，裹著白色外衣的扭動人形怪物，一旦目擊者看見祂脫下頭部偽裝的真面目就會造成腦部崩壞。本篇裡花禮大為取回被鳴介沒收的空拍攝影機，加上和健斗、茉莉、衛聽說扭來扭去的傳聞，趁著放學操控空拍攝影機四處調查，結果剛好拍攝到扭來扭去讓一名警察當場腦部崩壞的瞬間。後來花禮大為掩護健斗等人而被扭來扭去襲擊之際，趕到現場的鳴介及時利用道路反光鏡擋住扭來扭去的面容，將其強制祛除才讓一行人順利脫險。
伯勞地（モズチ）（《靈異教師神眉S》單行本第19話）
擁有部分鳥類特徵，會將經過領域範圍的活體獵物殺害並串刺在樹上，還會對任何試圖通報其存在的被害者施加感官詛咒的怪物。本篇被第八號羅亞召喚，盤據神社附近的大樹做為領地，被健斗等人發現後一度運用詛咒導致健斗、衛、星蘭分別遭受嘴部、雙目、單耳被封鎖，後由於百合愛使用水壺裡的水潑灑在學校空地留下警告訊息，讓發現警告訊息的茉莉和鳴介趕到現場出面解危才脫險。
第八號羅亞（八番目のロア）（《靈異教師神眉S》單行本第18-20話）
臉部有虎斑紋身，在童守町創造怪談靈異現象和呼喚童守町七個不可思議的男子，認為編造出讓孩童恐懼的怪談是必要之惡。還是人類時原本和妻子過著幸福的生活，但後來妻子因為發生交通事故導致面目全非，加著被社區的孩童們言語嘲諷造成心靈受創，最後更在羅亞外出期間引火自焚，導致羅亞為了解救愛妻奔進火場而同歸於盡。死後因為靈體怨念過於強大，和因為怪談被傳播形成的能量融合，現身襲擊健斗等人和鳴介交戰，最終因為見識健斗等人的團結互助精神和鳴介表達守護孩童的精神，被鳴介擊敗後正式釋懷，自行渡化消逝。

### 『怪』登場的妖怪、惡魔、幽靈、生物、靈異事物
左勾&右勾（《靈異教師神眉怪》）
陰陽勾玉的附喪神，擁有讓目標傳送至過去和記載持有者傳承事物的能力，分開時可附身指定物品令其俱備行動能力，左勾是黑色且性情黑暗者，右勾是白色且性情正直富常識者。在本作設定中曾為日本妖怪文學作家小泉八雲偶然發現持有，被封印後一度放在童守小學的鄉土資料室，但被美樹發現打開封印導致左勾逃竄附身小丑人偶將廣帶往異空間，右勾則在說明詳情後跟著鳴介與五年三班（克也、鄉子、美樹、誠）行動，最終鳴介在左勾傳承的「無耳芳一」的幻境救出廣並消滅平家亡靈，一行人返回現代，將失去行動能力的左勾和完成救援行動的右勾封印在祠堂中。

## 僅在非原作登場的角色
渚（CV：岡本麻彌；臺灣：丘梅君）（僅在劇場版登場）
鳴介與五年三班學生在一座海島上遇見的少女，性格活潑友善，和五年三班學生度過短暫的快樂時光。抑制不住自身的妖力變身後為海蜘蛛，若海蜘蛛覺醒後不吃人，則會面臨死亡。但是渚因為不願傷害他人以及接受海底妖怪的掌控，最終接受了鳴介的渡化。故事尾聲，五年三班的學生再次看見她時，渚已經轉生成一條美人魚。
連續撕人魔（僅在TV版19話登場）
為一隻被主人拋棄的小猴子所幻化而成的妖怪，會隨意攻擊敵人，後被雪姬和鳴介制服恢復原本小猴子的面貌。原著版僅僅只是一名普通的變態。
山之風（CV：青野武）（僅在TV版43話登場）
為動畫版山神第一個派去對付雪姬和鳴介的使者，原著版則是獨角怪。
紅毛衣少女（僅在TV版登場）
生前喜愛閱讀的女學童，於身故後成為幽靈留在童守小學的圖書館。由於金田勝曾在借閱「人魚公主」這本童話時不慎打翻果汁灑到書頁，令紅毛衣少女將曾經借閱此書的學生帶進書裡的世界，最後法子朗誦故事的後段內容，加上鳴介搶在該本書被燒毀前將其奪回，才讓紅毛衣少女釋放所有受困的學生並平息風波。
妖怪鋼琴與樂聖的畫靈（僅在TV版登場）
於童守小學音樂教室現身的妖怪。本篇裡鄉子因為打賭要在三天內學會鋼琴，受到妖怪鋼琴與樂聖的畫靈的引誘，於夜晚抵達音樂教室使用妖怪鋼琴練琴藝，卻導致自己的精氣逐漸衰弱，之後鳴介深入調查而發現妖怪的真面目，將妖怪消滅後才順利解救鄉子使其恢復正常。
雲外鏡（CV：天田益男）（僅在電視劇版登場）
真面目像外星人背著龜殼的妖怪。
一目小僧（僅在電視劇版登場）
電視劇版中是雪女慶祝搬進公寓而邀請他與覺，唱妖怪手錶主題曲。會唱包裝或合影以及包裝。

## 資料來源
1. ↑  漫畫221話
2. ↑  漫畫原著替身菩薩篇，全校學生因食用出問題的餐餚導致食物中毒，唯獨鳴介安然無恙
3. ↑  《NEO》漫畫第1話、《S》漫畫第1話
4. ↑  漫畫第58話
5. ↑  漫畫第224話
6. ↑  漫畫第57話
7. 1 2 3 4 5  漫畫第230話
8. ↑  漫畫第57話
9. ↑  漫畫第90話
10. ↑  《NEO》漫畫第0話
11. ↑  短篇漫畫《靈異教師神眉逢魔之刻》
12. ↑  《NEO》第3話
13. ↑  《NEO》第4話
14. ↑  漫畫第57話
15. ↑  《NEO》 第1話
16. ↑  《NEO》第5話
17. ↑  《NEO》第19話
18. ↑  漫畫第57話
19. ↑  《NEO 》第13話
20. ↑  漫畫第57話
21. ↑  漫畫第93話
22. ↑  《NEO 第2話》
23. ↑  《逢魔之刻》第1話
24. ↑  NEO篇單行本第46話和第63話
25. ↑  漢字寫做"雪女"發音唸做"ゆきめ"(原作漫畫"#56 ぬ～べ～・ゆきめの最強タッグ!の巻")
26. ↑  漫畫第94話
27. ↑  《NEO》第五話和第二十六話
28. ↑  靈媒師東名單行本第五集
29. ↑  NEO篇漫畫第63話和第115話